# Тольятти
Толья́тти (до 1964 года Ста́врополь, от греч. Σταυρούπολη, дословно — «Город креста»; встречаются и другие названия: Ста́врополь-на-Во́лге или Ста́врополь-Во́лжский) — город в Самарской области России, административный центр Ставропольского района, будучи городом областного значения, образует муниципальное образование городской округ Тольятти с единственным населённым пунктом в его составе. Входит в Самарско-Тольяттинскую агломерацию.
Расположен на левом берегу реки Волги напротив Жигулей. Население — 662 683 чел. (2025); самый крупный город России, не являющийся центром субъекта федерации. По численности населения занимает 19-е место в России.
Основан в 1737 году Василием Татищевым как город-крепость Ставрополь для защиты российских земель от кочевников, а также с целью переселения крещёных калмыков. В XIX и начале XX веков был известен в России как доступный климатический курорт и кумысолечебница. В 1953—1955 годах перенесён на более высокое место, так как при создании Куйбышевского водохранилища прежний город был затоплен. С 1964 года носит имя итальянского коммуниста Пальмиро Тольятти. В 1970-е годы произошёл резкий прирост населения в связи со строительством ВАЗа, который и сегодня является градообразующим предприятием.
Крупный центр автомобильной («АвтоВАЗ», «Лада Запад Тольятти») и химической промышленности («Тольяттиазот», «Куйбышевазот», «Тольяттикаучук»), а также железнодорожного, речного и автомобильного транспорта (автодорога М5E 30AH6 пересекает Волгу по плотине Жигулёвской ГЭС и проходит через город на протяжении 2 км). Ближайший аэропорт — Курумоч. Город протянулся вдоль реки Волги примерно на 30 км и состоит из трёх районов: Автозаводского, Центрального и Комсомольского.
В Тольятти пять высших учебных заведений, старейшим из которых является Тольяттинский государственный университет. Работает несколько научно-исследовательских институтов. Действуют музеи, театры, городской симфонический оркестр, консерватория, филармония. День города празднуется в первое воскресенье июня. В окрестностях города ежегодно проходит Грушинский фестиваль, собирающий сотни тысяч участников.
Есть предложения о присоединении к Тольятти города-спутника Жигулёвска (несмотря на отрицательное отношение в последнем), а также части Ставропольского района Самарской области.

## Этимология
Основан в 1737 году как укреплённый пункт на берегу Волги и первоначально получил название Ставрополь (от греч. Σταυρούπολη, буквально — «город креста»), в 1780 году получил статус города. В ряде источников[каких?] именуется как Ставрополь-на-Волге для отличия от Ставрополя, находящегося в Предкавказье. В 1964 году переименован в Тольятти в память деятеля итальянской компартии Пальмиро Тольятти.

## Физико-географическая характеристика

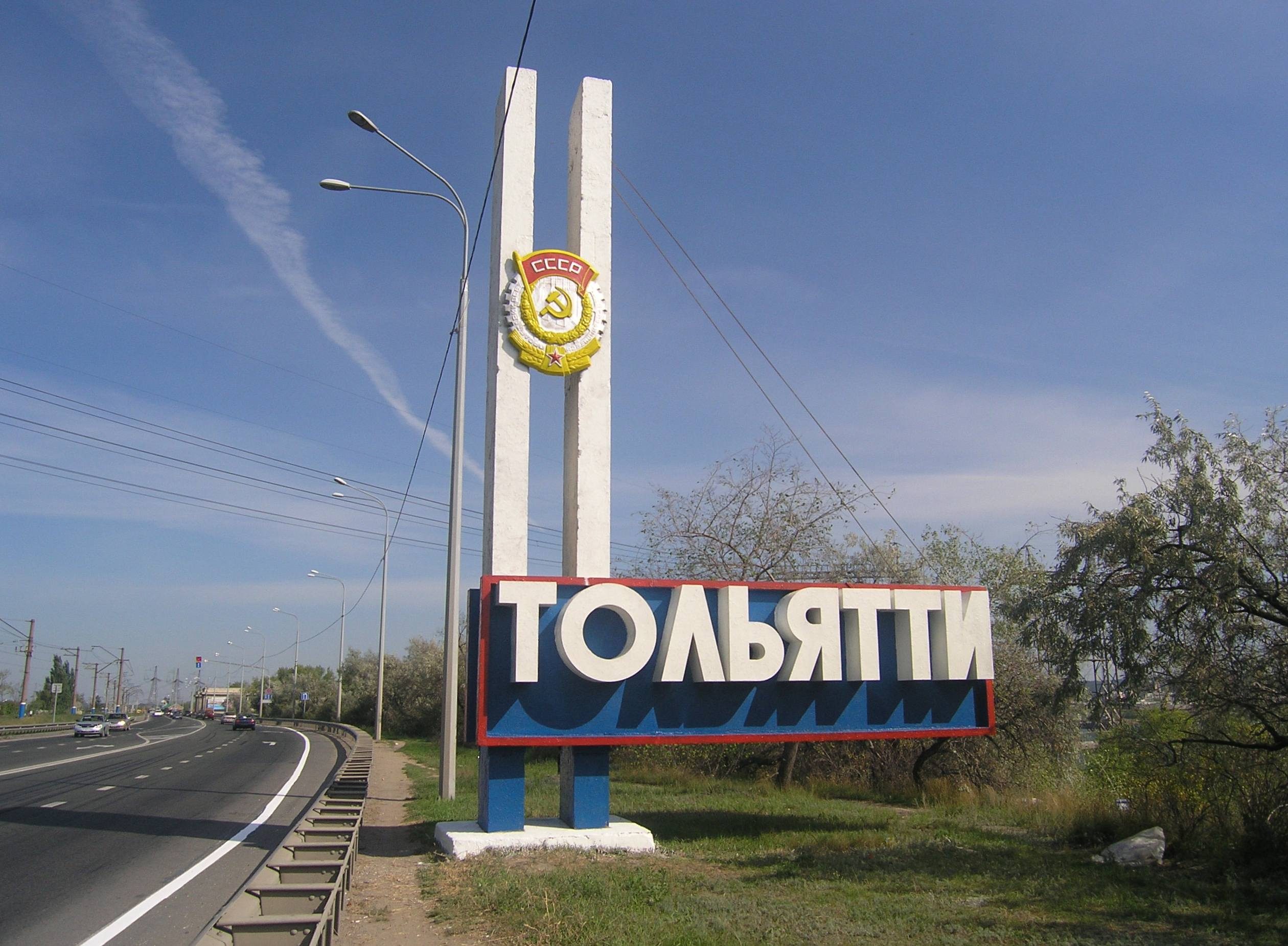
Стела на въезде в город

### Географическое положение
Тольятти расположен в среднем течении реки Волги на её левом берегу в 70 км вверх по течению от Самары. Город располагается в пределах степного плато, на левом берегу Куйбышевского водохранилища к северу от Самарской Луки на территории с координатами 53°28’ (полуостров Копылово) — 53°35’ (промзона Автозаводского района) северной широты (около 17,5 км) и 49°12’ (промзона Автозаводского района) — 49°54’ (микрорайон Поволжский) восточной долготы (около 39 км). Общая протяжённость границ города — 149 км, на которых он граничит со Ставропольским районом Самарской области и городом Жигулёвском.
Южная граница города примыкает к приплотинному участку Куйбышевского водохранилища. К северу и западу от города расположены сельскохозяйственные поля. К востоку, а также в центре города, находятся лесные массивы. На противоположном берегу Волги находятся город Жигулёвск и Жигулёвские горы.
Город расположен непосредственно на границе трёх физико-географических районов: Самарской Луки, Мелекесского низменного Заволжья и лесостепного Заволжья — весьма различных между собой по рельефу, флоре, фауне, ведению хозяйства. Однако все районы в значительной части попадают в зону влияния такого крупного города как Тольятти.
Площадь городской территории равна 31479 га. В границы города входят: селитебные территории площадью 5270 га (16,7 %); промышленно-коммунально-складские зоны — 5532 га (17,6 %); территория внешнего транспорта — 1032 га (3,3 %); городские леса — 8042 га (25,5 %); земли сельскохозяйственного использования — 724 га (2,3 %).
Все три административных района города вытянуты вдоль течения Волги на протяжении 40 километров. Расстояние между Центральным и Комсомольским районами 5—7 километров, между Центральным и Автозаводским — около 3 километров. Районы города разделены между собой лесными массивами. По площади районы города мало отличаются друг от друга: на Автозаводский район приходится 36 % городской территории, на Центральный и Комсомольский по 32 %.

### Часовой пояс
Тольятти находится в часовой зоне МСК+1. Смещение применяемого времени относительно UTC составляет +4:00.

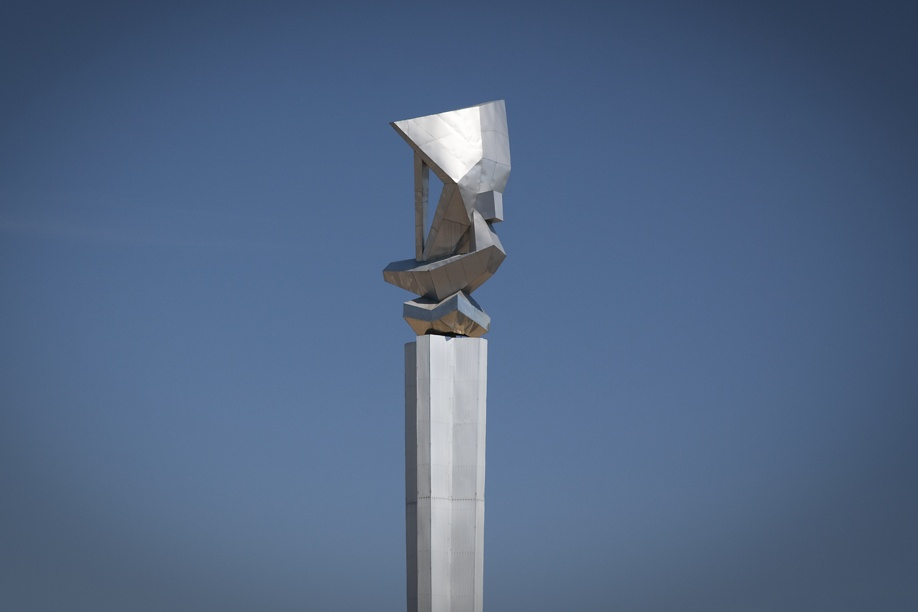
Ладья — один из символов города

Исторически долгое время Тольятти, как и вся Самарская область, находился в отдельном самарском часовом поясе, за исключением небольшого периода в советские годы (с 1990 по 1991 год), когда в виде эксперимента Куйбышевская область (ныне Самарская область) была переведена на московское время, однако этот эксперимент был признан неудачным и Совет Министров РСФСР вновь вернул самарское время.
28 марта 2010 года по инициативе Президента России Д. А. Медведева произошёл переход региона на московское время, но с 26 октября 2014 года возвращено самарское время. Разница Тольятти с Москвой снова составила плюс один час.

### Климат
В Тольятти умеренно континентальный климат с жарким летом и холодной зимой. Однако он заметно смягчается Куйбышевским водохранилищем, непосредственно влияющим на территории на расстоянии 1—3 км (Комсомольский и Автозаводский районы города, Центральный район только в районе Портпосёлка). Значительно влияют на климат особенности планировки города, состоящего из обособленных районов, разделённых лесными массивами. Влияние рельефа на микроклимат несущественное из-за его слабой выраженности.
Средняя температура января −10,6 °C, средняя температура июля +20,9 °C. Абсолютный максимум температуры зафиксирован 2 августа 2010 г. и равнялся +40,5 °C. Предыдущий рекорд составлял +39 °C (июль 1984 г.). Абсолютный минимум −43,4 °C (1 января 1979 г.). Среднегодовая температура — +5,1 °C. Разница между температурой в городе и на прилегающих территориях в среднем составляет 1,2 °C летом и 4,5 °C зимой.

Роза ветров для Тольятти

Количество солнечных часов (дней) в году — 2113 часов (285 дней).
Время ледостава на водоёмах города — ноябрь, декабрь. Время вскрытия льда — начало апреля. Продолжительность периода с постоянным снежным покровом — 143 дня. Средняя высота снежного покрова достигает 33 сантиметров, рекордной была зима 1975—1976 годов, когда толщина снежного покрова достигала 88 см. Заморозки возможны до середины мая.
Среднее количество осадков — 492 мм в год, из которых треть приходится на холодное время года. Характерны большие колебания годовых (от 355 мм 1965 году до 615 мм в 1966 году) и месячных сумм осадков, частые засушливые периоды, случаются засухи. Всё это позволяет отнести территорию города к зоне рискованного земледелия. Также, как и с температурным режимом, наблюдается различие между осадками непосредственно в городской застройке и на окружающих территориях. В городе из-за загрязнения атмосферы туманы встречаются вдвое чаще, чем в окрестностях, на 20-30 мм выше уровень осадков, но относительная и абсолютная влажность на 5-10 % ниже (выпавшая влага быстрее испаряется с асфальта или удаляется ливневой канализацией). В целом влажность воздуха в Тольятти составляет 80-85 % зимой и 55-70 % в тёплый период.
Роза ветров города характеризуется следующим образом: в холодный период года преобладают ветра южного и юго-западного направления, в тёплый — западного и северо-западного. Среднегодовая скорость ветра около 3,9 м/с. Среднемесячные скорости ветра изменяются от 3,2-3,5 м/с (июнь — август) до 4,6 м/с (октябрь). Среднегодовая повторяемость штилей составляет 13 %, ветров до 1 м/сек. — 27 %, а повторяемость ветров в 7 м/с и выше составляет 5 %.
| Показатель                                                                  | Янв.  | Фев.  | Март | Апр. | Май  | Июнь | Июль | Авг. | Сен. | Окт. | Нояб. | Дек.  | Год  |
| --------------------------------------------------------------------------- | ----- | ----- | ---- | ---- | ---- | ---- | ---- | ---- | ---- | ---- | ----- | ----- | ---- |
| Абсолютный максимум, °C                                                     | 4     | 7     | 16   | 29   | 33   | 39   | 40,1 | 40,5 | 33   | 26   | 12    | 7     | 40,5 |
| Средний суточный максимум, °C                                               | −6,2  | −5,9  | −0,7 | 10,3 | 19,6 | 24,6 | 26,2 | 23,5 | 17,2 | 8,5  | −0,7  | −5,6  | 9,3  |
| Средняя температура, °C                                                     | −10,6 | −10,1 | −4   | 6,8  | 14,6 | 19,3 | 20,9 | 18,6 | 13,0 | 5,4  | −2,3  | −7,4  | 5,4  |
| Средний суточный минимум, °C                                                | −14   | −14,4 | −9,6 | 1,8  | 9,7  | 14,2 | 16,4 | 14,8 | 9,7  | 2,9  | −5,8  | −12,7 | 1,2  |
| Абсолютный минимум, °C                                                      | −43   | −39   | −32  | −25  | −5   | −2   | 5    | 0    | −3   | −15  | −30   | −41   | −43  |
| Норма осадков, мм                                                           | 36    | 29    | 22   | 31   | 37   | 52   | 59   | 48   | 50   | 45   | 39    | 36    | 484  |
| Источник: Календарь Приволжского УГМС Метеостатистика для Самарской области |       |       |      |      |      |      |      |      |      |      |       |       |      |

### Рельеф

Памятник основателю города Василию Татищеву на берегу Волги в зоне отдыха. На противоположной стороне видны Жигули.

Рельеф городской территории определяется нахождением города в Среднем Заволжье (часть Русской равнины). Согласно тектонической схеме Тольятти находится в пределах Ставропольской депрессии, по структурно-тектоническому признаку в соответствии со схемой регионального инженерно-геологического районирования Русской платформы рассматриваемая территория входит в пределы Уральской антеклизы.
На левом берегу Волги в четвертичное время сформировалась серия аккумулятивных террас. Число выделяемых террас и возраст отдельных из них остаются дискуссионными. I и II надпойменные террасы затоплены Куйбышевским водохранилищем. III надпойменная терраса в рельефе выражена слабо, её условно отмечают в южной части Комсомольского района. В основном город расположен на поверхности IV (Хазарской) и V (Бакинской) надпойменных террас. Четвёртая надпойменная терраса шириной 12-15 км относительно ровная с уклоном в сторону Волги, сложена суглинками, глинами, песками. В районе водохранилища береговой склон сильно изрезан оврагами. Пятая надпойменная терраса вытянута вдоль Волги полосой шириной до 30 км. Сложена в основном песчано-супесчаными отложениями, с прослоями суглинков.
На территории Тольятти имелся ряд мелких месторождений строительных песков и кирпичных суглинков, ряд из которых разрабатывались; они были сняты с баланса в результате застройки.

### Гидрогеология
В гидрогеологическом отношении город характеризуется наличием основного водоносного горизонта, сложенного водонасыщенными глинисто-песчаными породами, который пополняется за счёт фильтрации с поверхности, а также обратной фильтрации из водохранилища. Глубина залегания грунтовых вод в Автозаводском районе составляет 15-35 м, в Центральном — около 45 м, Комсомольском — 10-20 м. В черте города, на северо-западе Центрального района, находится небольшое озеро, где в месте естественного понижения рельефа на поверхность пробиваются грунтовые воды.
Из поверхностных водных ресурсов на жизнь города оказывают влияние Куйбышевское и Саратовское водохранилища. В северо-восточной части Комсомольского района находятся Васильевские озёра, являющиеся старицей Волги, служащие местом отдыха горожан.

### Сейсмология
Долгое время считалось, что Среднее Поволжье как часть Русской равнины не подвержено сейсмическим колебаниям. Однако после того, как жители Самары, Тольятти и ряда других городов несколько раз ощущали подземные толчки, был проведён ряд исследований.
Оказалось, что левый берег Волги в районе Тольятти ежегодно опускается на 4 миллиметра, а правый, наоборот, поднимается на два. Это связано с тем, что по территории Самарской области по руслу Волги проходит Жигулёвский разлом. До поверхности он не доходит, сверху он прикрыт осадочным чехлом, слоем тектонических пород, но в глубинах проходит до мантии. В месте разлома из недр выделяются газы — гелий и радон, что приводит к появлению так называемых газовых аномалий на всём протяжении разлома. Кроме того, в данной местности верхушка мантии на 60-80 км ближе к поверхности планеты, чем в других местах, из-за чего температура глубоких недр в регионе выше, чем везде — около 1400 °C.
Повышенная температура и газовые потоки из недр постепенно уменьшают плотность земной породы. Своё влияние на сейсмологическую обстановку в районе Тольятти оказывает и целый ряд техногенных факторов:
- в окрестностях ведётся карьерная разработка нескольких месторождений полезных ископаемых;
- огромные запасы воды, накопленные в Куйбышевском водохранилище, своей массой давят на породу, уплотняя верхние слои рыхлых пород;
- весенний сброс воды на Жигулёвской ГЭС также весьма негативно сказывается на прочности почвы и строений в районе. Кроме того, несколько лет наблюдения позволяют утверждать, что именно паводковый сброс является причиной появления трещин в фундаментах жилых домов Комсомольского района[39].

Совокупность этих фактов привела к тому, что по последним картам сейсмической активности России её уровень в Среднем Поволжье был повышен по сравнению с большинством территорий остальной европейской части России.
По оценке учёных, повторяемость землетрясения силой выше 6 баллов по шкале Медведева-Шпонхойера-Карника (MSK-64) для Тольятти составляет в среднем один раз в 1000 лет и один раз на 5000 лет для землетрясения силой выше 7 баллов.
В ходе изысканий было определено, что зафиксированные в области в 1895, 1914, 2000 годах подземные толчки были не результатом местной сейсмической активности, а являлись отголоском сильных землетрясений в Азии и на Кавказе, которые докатились до региона с помощью волн Лява. Актуальных данных о местной сейсмической активности нет: по результатам кратковременных наблюдений она оказалась незначительной, но весьма регулярной (за промежуток с 1993 по 1996 год в районе было зафиксировано 43 местных землетрясения, не превышающих трёх баллов). Вблизи Тольятти (на территории Самарской Луки) сейсмические исследования проводились сотрудниками ВО ИГиРГИ с 2001 по 2008 год. За время исследований ими зафиксировано около сотни местных землетрясений слабой интенсивности, причём 41 — в 2008 году.

### Флора и фауна

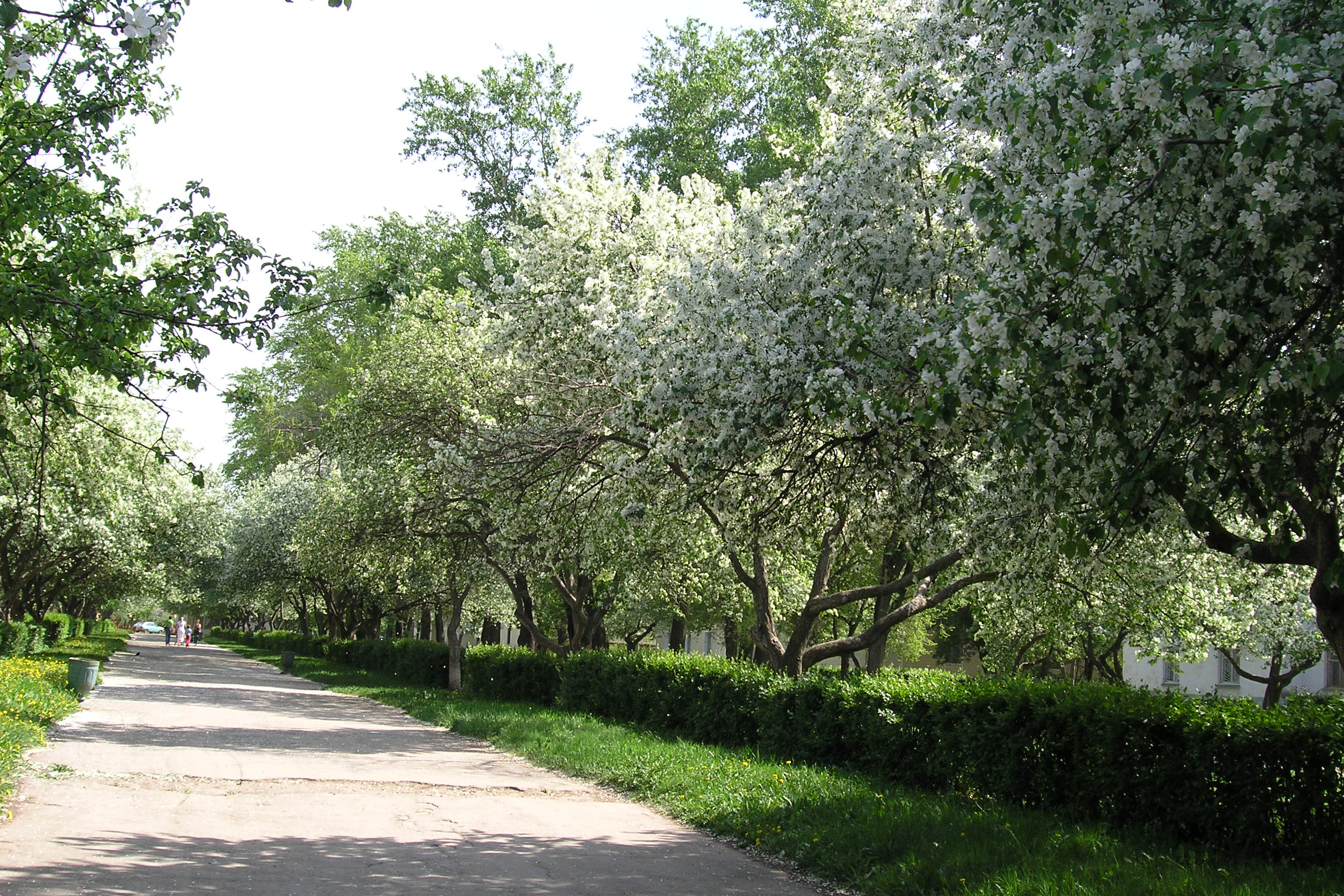
Цветущие яблони на улицах Центрального района

Тольятти расположен на границе зоны лесостепи и хвойно-широколиственных лесов. Все три района города окружены лесами, преимущественно сосновыми на западе, дубовыми, осиновыми, берёзовыми, липовыми на юге. В Комсомольском районе в парке отдыха нет ни одного посаженного дерева.
В 1978 году Всесоюзным государственным проектно-изыскательским институтом лесного хозяйства «Союзгипролесхоз» была разработана схема зелёной зоны Тольятти.
Площадь лесных массивов города в 2005 году составляла 8042 га, что составляет примерно 25 % от общей площади города. Лесные массивы города Тольятти и пригородной зоны расположены на глубоких рыхлых песчаных почвах наносно-намывного происхождения и относятся к лесам первой группы почвозащитного и водоохранного значения. Лесной квартал № 2 площадью 167 га отнесён к разряду памятников природы.
Площадь зелёных насаждений частного сектора города весьма велика и составляет примерно 3000 га. И хотя при застройке особое внимание было уделено озеленению города: было создано специальное строительное управление, которое высаживало зелёные насаждения строго по научно обоснованному проекту и контролировало посадку и уход за каждым деревом и кустом, площадь зелёных насаждений общего пользования на непосредственно жилой территории всего 755 га. Самые старые посадки уже требуют замены (в Центральном районе таких более 70 % от общего числа).
На территории окружающего город Ставропольского района водятся лоси, кабаны, косули, зайцы, лисы, десятки видов птиц, рыб и насекомых, в Жигулёвских горах растут уникальные, нигде больше не встречающиеся растения: гвоздика волжская, молочай жигулёвский, тимьян жигулёвский (лат. Thymus zheguliensis) и десятки других.
Из-за особенностей геологической истории и своеобразных почвенно-климатических условий в Жигулёвских горах сформировались необычные природные сообщества, включающие не только лесостепные, но и таёжные, степные а также азиатские виды растений и животных. Для сохранения столь уникального биокомплекса были созданы Жигулёвский заповедник и национальный парк, в 2006 году включённые ЮНЕСКО в состав Средне-Волжского комплексного биосферного резервата.

## История
Город основан в 1737 году Василием Татищевым как город-крепость Ставрополь для защиты русских земель от набегов кочевников и переселения крещёных калмыков. 20 июня 1737 года императрица Анна Иоанновна жаловала грамоту крещёной калмыцкой княгине Анне Тайшиной, в которой было записано об основании города. С этой даты ведётся отсчёт истории города.
В 1744—1780 годах входил в Оренбургскую губернию.
За сто лет с начала XIX до начала XX века население города практически не изменилось: в городе проживало немногим более 6 тысяч человек. Для того времени Ставрополь являлся среднего размера городом. В прилегающем Ставропольском уезде проживало более 250 тысяч человек. Работала одна земская больница, 6 учебных заведений, 2 гостиницы, 6 фабрик и заводов, 1 водяная и 4 ветряных мельницы. По причине экономической незначительности в 1924 году Ставрополь был преобразован в сельский населённый пункт. Только в 1946 году Ставрополю был возвращён статус города.
К началу 1950-х годов в городе насчитывалось 12 тысяч жителей.
21 августа 1950 года было опубликовано Постановление Совета Министров СССР о строительстве гидроузла на реке Волге. Во время строительства Жигулёвской ГЭС Ставрополь попал в зону затопления Куйбышевского водохранилища и в 1953—1955 годах практически полностью был перенесён на новое место.
После этого начался быстрый рост города: в 10 км к востоку от старого города был построен рабочий посёлок Комсомольск, а в 4 км от него вниз по Волге — посёлок Шлюзовой. Оба посёлка позднее вошли в состав нового Ставрополя. В 1957 году было завершено строительство Волжской ГЭС им. В. И. Ленина, были построены завод «Волгоцеммаш», электротехнический завод, химические предприятия: заводы синтетического каучука, «КуйбышевАзот» и «КуйбышевФосфор».
28 августа 1964 года Президиум Верховного Совета РСФСР постановил: переименовать город Ставрополь Куйбышевской области в город Тольятти для увековечения памяти умершего 21 августа того же года Генерального секретаря ЦК Итальянской коммунистической партии Пальмиро Тольятти, который однако не имел к городу никакого отношения.
В 1966 году совместно с итальянским автоконцерном FIAT в городе началось строительство крупнейшего в СССР Волжского автомобильного завода по производству легковых автомобилей. Параллельно со строительством завода возводился новый жилой район Тольятти — Автозаводский. С 1964 по 1970 года численность городского населения выросла более чем 2 раза, по данным переписи 1970 года в Тольятти проживало уже 251 тысяча человек.
30 декабря 1987 город получил Орден Трудового Красного Знамени за успехи, достигнутые трудящимися города в хозяйственном и культурном строительстве, и в связи с 250-летием со времени основания.
В 1996 году проводился общегородской референдум по вопросу возвращения городу исторического имени. И хотя он был признан недействительным, так как пришло менее 50 % от имеющих право голоса горожан, однако за сохранение названия Тольятти высказалось более 70 % из пришедших на голосование горожан. Также практически не было переименований улиц города. Однако вопрос о переименовании как города, так и отдельных улиц, периодически поднимается различными общественными организациями, хотя по результатам опросов общественного мнения сейчас только 4 % горожан считает важным возвращение городу исторического названия.
Очень часто встречается утверждение, что город до своего переименования назывался Ставрополем-на-Волге. Однако это мнение ошибочно. В 1777 году на Северном Кавказе был основан ещё один город, носивший тогда имя Ставрополь-Кавказский. По аналогии уточняющее определение появилось у волжского Ставрополя, тем не менее, это название никогда не было официальным. Встречается и ещё один вариант названия: Ставрополь-Волжский.

## Население
| 1754     | 1781     | 1840     | 1856     | 1858     | 1859     | 1863     | 1890     | 1897     | 1910     |
| -------- | -------- | -------- | -------- | -------- | -------- | -------- | -------- | -------- | -------- |
| 5695     | ↘3082    | ↗3381    | ↗4200    | ↗4703    | ↘2269    | ↗4652    | ↗5165    | ↗5969    | ↗6381    |
| 1913     | 1920     | 1923     | 1926     | 1939     | 1946     | 1959     | 1962     | 1964     | 1967     |
| ↗9900    | ↗10 332  | ↘5671    | ↗6473    | ↗9345    | ↗12 000  | ↗61 281  | ↗88 000  | ↗123 400 | ↗150 000 |
| 1970     | 1973     | 1975     | 1976     | 1979     | 1982     | 1984     | 1985     | 1986     | 1987     |
| ↗250 853 | ↗371 000 | ↗451 000 | →451 000 | ↗502 036 | ↗547 000 | ↗600 000 | ↘592 000 | →592 000 | ↗627 000 |
| 1989     | 1990     | 1991     | 1992     | 1993     | 1994     | 1995     | 1996     | 1997     | 1998     |
| ↗630 543 | ↗640 000 | ↗655 000 | ↗666 000 | ↗678 000 | ↗689 000 | ↗701 000 | ↗708 000 | ↗712 000 | ↗715 000 |
| 1999     | 2000     | 2001     | 2002     | 2003     | 2004     | 2005     | 2006     | 2007     | 2008     |
| ↗720 300 | ↗722 900 | ↗724 300 | ↘702 879 | ↗702 900 | ↗703 900 | ↗704 800 | ↗704 900 | ↗705 300 | ↗705 500 |
| 2009     | 2010     | 2011     | 2012     | 2013     | 2014     | 2015     | 2016     | 2017     | 2018     |
| ↗720 346 | ↘719 632 | ↘719 500 | ↗719 596 | ↘719 149 | ↘718 127 | ↗719 646 | ↘712 619 | ↘710 567 | ↘707 408 |
| 2019     | 2020     | 2021     | 2024     | 2025     |          |          |          |          |          |
| ↘702 831 | ↘699 429 | ↘684 709 | ↘667 956 | ↘662 683 |          |          |          |          |          |

Примечание. Резкие скачки роста численности населения совпадают со строительством Куйбышевской ГЭС и «АВТОВАЗ» в 1950-е и 1970-е годы соответственно.
На 1 января 2025 года по численности населения город находился на 19-м месте из 1124 городов Российской Федерации., занимая первое место по численности среди городов, не являющихся административными центрами субъектов РФ.
Автозаводский район города — крупнейший в Поволжье район по численности населения (422 099, Комсомольский район — 118,3 тысяч человек, Центральный — 159,8 тысяч человек).
По оценке «Самарастат», на начало января 2019 года численность населения города сократилось на 5 тысяч человек и составляет 702,7 тысяч человек.
Долгое время существования города численность постоянного населения не превышала 10 тысяч человек. Так к началу XX века население Ставрополя составляло 5974 человека. В 1920 году население города составило 10 332 человека (5689 женщин и 4643 мужчины). По сравнению с 1897 годом прирост составил 73,1 %. Однако гражданская война и голод 1921—1922 гг. повлияли на то, что количество населения в 1920-е годы не только не возросло, но и сократилось. За три года — с 1920 по 1923 гг. население Ставрополя уменьшилось более чем на 4,5 тыс. жителей.
Мужчин 45,8 %. Женщин 54,2 %. Средний возраст жителей 39,6 лет.

### Миграция
Город изначально был заложен как центр переселения крещёных калмыков. С тех пор рост численности горожан всегда происходил в основном за счёт механического прироста населения, даже когда уровень естественного прироста превышал таковой в других городах страны. Так в 1959 году естественный прирост был равен 20,2 ‰, а механический 89,9 ‰, в 1970 г. соответственно — 16,4 ‰ и 117,4 ‰, в 1999 — естественный вообще был отрицательным (-1,4 ‰), но за счёт механического (5,4 ‰) город продолжал расти. Подобный миграционный поток определил для Тольятти довольно благоприятную структуру населения, с высокой долей трудоспособного населения (см. раздел Показатели ниже).
В городе проживает довольно много выходцев из села. Так, среди переехавших в Тольятти из Самарской области, доля селян составляет 26 %, а в отдельные годы на селян приходилось более половины мигрантов (57 % в 1972 году). Однако существенно и число приехавших из крупных городов: строящиеся заводы требовали большого количества квалифицированных кадров, приезжавших из крупных образовательных центров. Такое явление во многом определило разделение населения города на две основные группы, сильно различающиеся друг от друга по мировоззрению, поведению, участию в культурной жизни города. Так, мэрией города был проведён опрос об участии в разработке стратегического плана развития города. Наибольшую готовность к конкретным действиям выразила учащаяся молодёжь (41 % от опрошенных в данной категории), среди выходцев из крупных городов таких оказалось 32 %. А среди уроженцев сельской местности 72 % не выразили никакой заинтересованности в работе, мотивируя отказ недостатком знаний и информации, а также неверием в возможность реализации этого плана.
Для каждого пятого горожанина слово «Тольятти» ассоциируется с заводом, а сам город воспринимают как придаток при заводе. Подобное явление специалисты объясняют отсутствием приобщённости к городскому образу жизни и недостаточной укоренённостью населения.
Бо́льшая часть населения современного Тольятти исторически была тесно связана с производством на «АвтоВАЗе» и его поставщиках. Разразившийся кризис в российском автомобилестроении в 2000—2010-х годах и масштабные сокращения на АвтоВАЗе привели к тому, что в городе сложилась сложная социально-экономическая обстановка: за 2014—2015 год число безработных в городе выросло в 3 раза, миграционный отток населения составил 7,2 тысячи человек только за 2015 год, и ещё 31 % жителей высказывало желание уехать из города.

### Безработица
По состоянию на начало апреля 2010 года в городском центре занятости официально зарегистрировано 20 тыс. безработных. По этому показателю Тольятти занимает второе место в области.
По отраслям экономики основной удельный вес безработных распределился следующим образом:
- из промышленности — 41,0 %;
- торговли и общепита — 21,2 %;
- транспорта и связи — 8,6 %;
- строительства — 7,1 %;
- общей коммерческой деятельности — 3,7 %;
- образования — 3,4 %.

Реальные возможности экономики в обеспечении занятости населения весьма ограниченны. Если на конец 2008 года на 1 постоянное место претендовало 1,5 незанятых граждан, то по состоянию на конец 2009 года нагрузка на 1 постоянное место выросла до 11,8 человек.
Самое низкое значение уровня безработицы за последние несколько лет было зафиксировано в апреле 2007 года, когда её показатель составлял 0,56 % или 2600 человек. По итогам первого полугодия 2007 года согласно расчётам министерства экономического развития Самарской области среднемесячная заработная плата на крупных и средних организациях составила 13 165,3 рублей, что является максимальным значением для области, однако ниже, чем показатель в целом по стране (13 810 руб.).

### Национальный состав

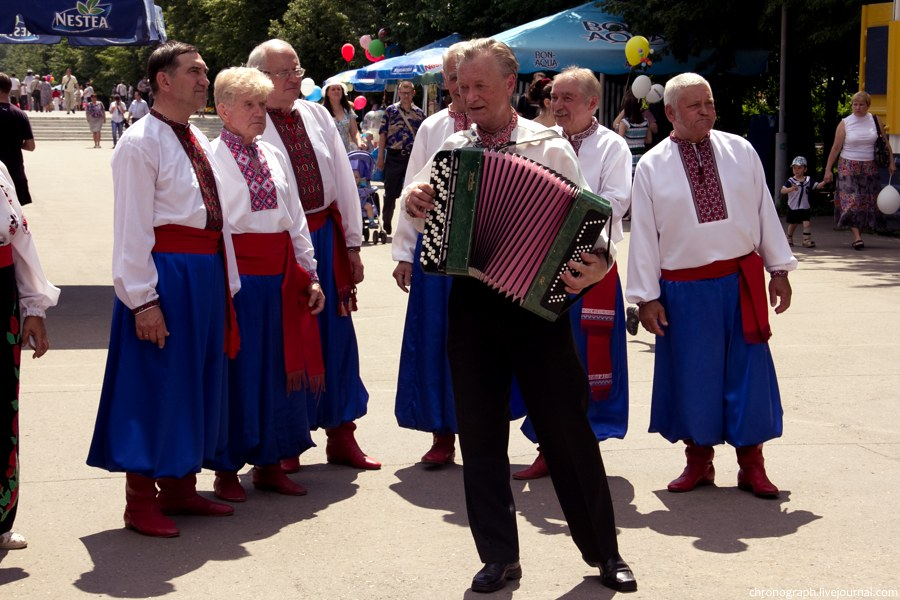
Украинская диаспора

По данным переписи 1897 года в Ставрополе проживали представители разных национальностей, большинство из которых составляли: русские — 5667 чел. (94,86 %), татары — 107 (1,79 %), мордва — 97 чел. (1,62 %), украинцы — 37 (0,7 %), евреи — 24, чуваши — 12, немцы — 12, поляки — 7, башкиры — 1, другие национальности — 5 человек.
В 1920 году национальный состав ставропольцев был следующим: русские — 9897 чел. (95,79 %), поляки — 118 чел. (1,14 %), татары — 97 чел. (0,94 %), евреи — 54 чел. (0,52 %). Кроме того, в городе проживали украинцы, белорусы, латыши, эстонцы, немцы и представители других народностей, в городе проживали 4 финна, 5 корейцев и даже 1 швед.

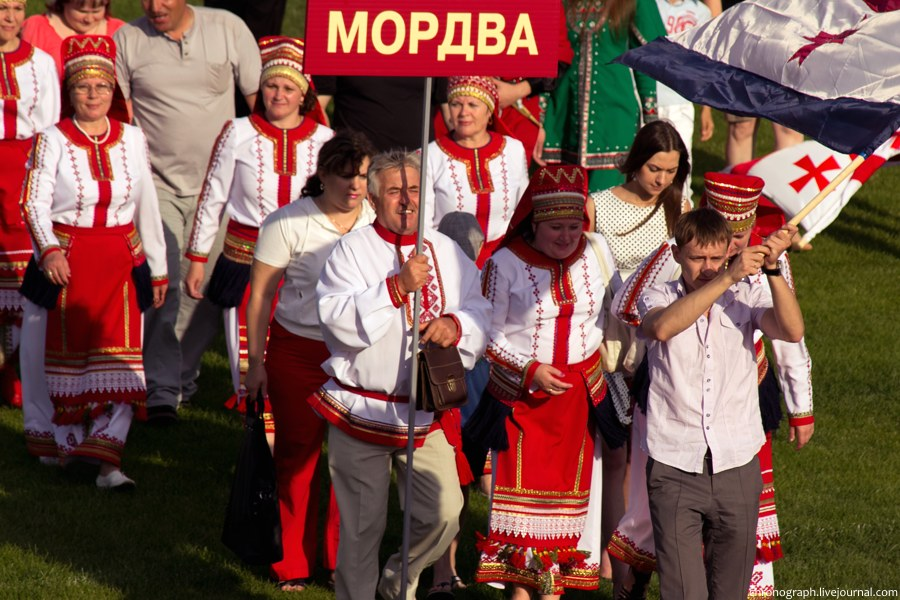
Мордовская диаспора

По данным всероссийской переписи населения 2010 года в городе Тольятти проживает 104 национальности:
- Русские — 597 141 (86,15 %);
- Татары — 28 631 (4,13 %);
- Украинцы — 14 286 (2,06 %);
- Мордва — 12 356 (1,78 %);
- Чуваши — 11 216 (1,62 %);
- Азербайджанцы — 4854 (0,7 %);
- Армяне — 4417 (0,64 %);
- Узбеки — 3278 (0,47 %);
- Белорусы — 3104 (0,45 %);
- Таджики — 2095 (0,3 %).

44 национальности насчитывали среди населения города менее 10 представителей. Другие национальности — 11 745 чел. Всего указало национальность — 693 123 (100 %) Нет сведений о национальности у 26 509 чел., из них отказались отвечать 5209 чел. Всего населения городского округа Тольятти составило — 719 632 чел.
По данным Всероссийской переписи 2020 года в городе Тольятти численность населения составила 684 709 человек. Указали национальную принадлежность: 637 437 человек. Ниже указаны национальности, численность которых по переписи 2020 года в Тольятти была больше 1000 человек. В скобках указана доля в процентах от указавших свою национальность:
Русские — 583 326 (91,51 %);
Татары — 17 844 (2,8 %);
Мордва — 4946 (0,78 %);
Украинцы — 4651 (0,73 %);
Чуваши — 4627 (0,73 %);
Азербайджанцы — 3125 (0,49 %);
Армяне — 3042 (0,48 %);
Узбеки — 2570 (0,4 %);
Таджики — 2372 (0,37 %);
Белорусы — 1046 (0,16 %).

## Административное устройство

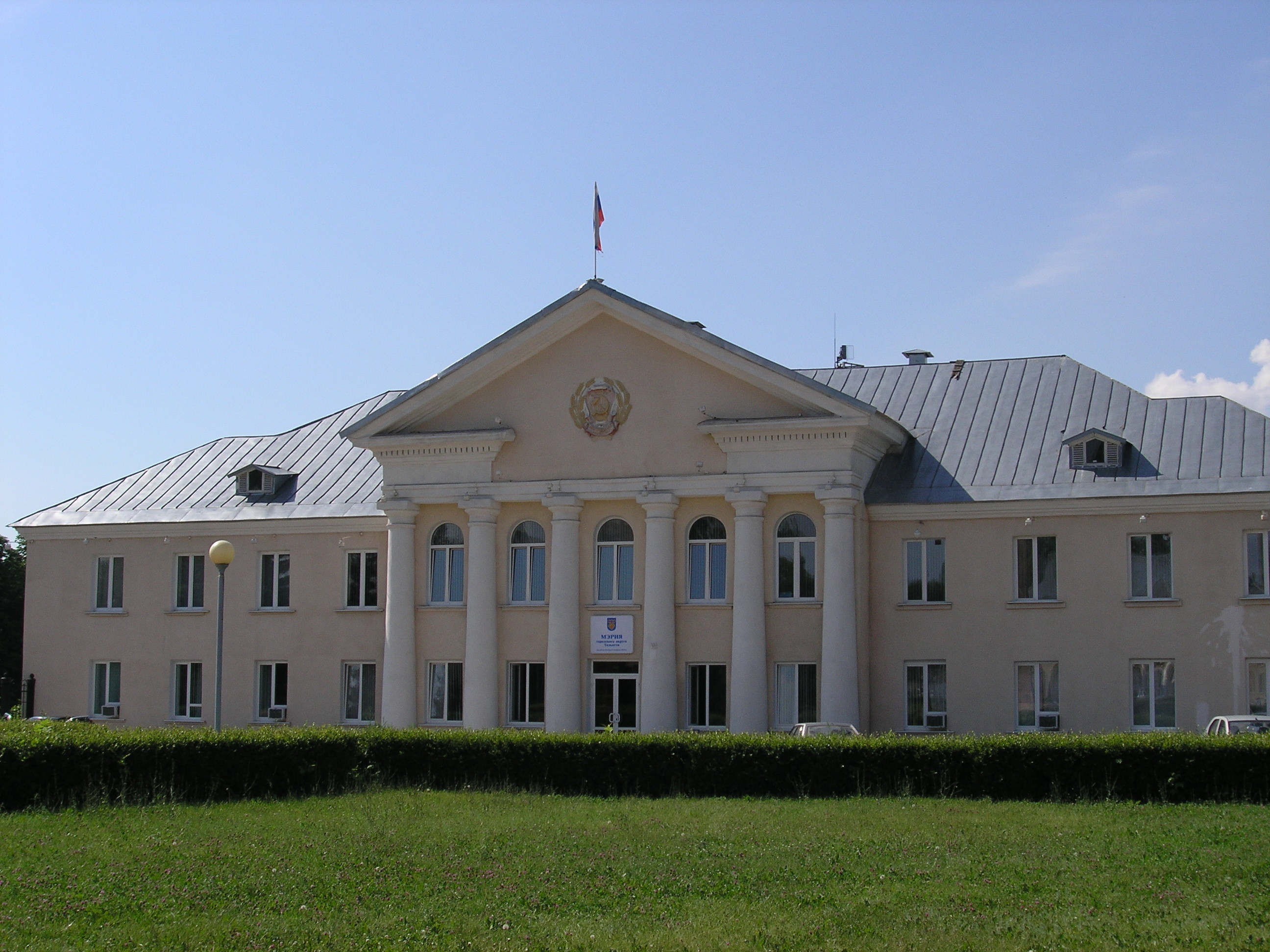
Здание мэрии города
(бывшее здание горисполкома)

Административно город разделён на 3 района:
- Автозаводский район («Новый город», «Новик»)[116];
- Комсомольский район («Комса»)[116];
- Центральный район («Старый город», «Старик»)[116].

Районами города руководят назначаемые мэром его заместители.
В июле 2006 года в состав города Тольятти вошёл ряд населённых пунктов: Поволжский и Фёдоровка, село Новоматюшкино. Весной 2009 года эти пригородные населённые пункты получили статус микрорайонов в составе районов.
Местное самоуправление
Органы местного самоуправления сформированы на основании Устава города, принятого решением Тольяттинской городской думы в 1996 году.
Высшей должностью исполнительной власти в городе является Глава городского округа Тольятти.
Представительный орган городского самоуправления и законодательной власти — Тольяттинская городская дума. Дума состоит из 35 депутатов, из которых 17 депутатов избираются по одномандатным избирательным округам и 18 депутатов — по единому избирательному округу, который включает в себя всю территорию городского округа, пропорционально числу голосов, поданных за списки кандидатов в депутаты, выдвинутых избирательными объединениями. Работой депутатов руководит Председатель городской думы.
Город имеет собственные официальные герб и флаг. Гимн города ещё не принят.
Административная принадлежность
При строительстве города в 1737 году Ставрополь вошёл в состав Симбирской провинции, которая относилась к Казанской губернии. В 1744 году после образования Оренбургской губернии город в составе Ставропольской провинции вошёл в её подчинение. В 1773 году Самара была переведена в Ставропольскую провинцию в качестве слободы. Такое положение длилось до 1780 года, когда было учреждено Симбирское наместничество, в которое вошёл Ставропольский уезд.
С 1 января 1851 года Ставропольский уезд вошёл в созданную Самарскую губернию. В феврале 1924 года по решению ВЦИК СССР, в связи с экономической незначительностью и сокращением населения город Ставрополь был преобразован в село с тем же названием, а уезд был ликвидирован.
В 1928 году был создан Ставропольский район Средне-Волжской области. В 1946 году Ставрополь стал городом районного подчинения Куйбышевской области, а 18 апреля 1951 года — областного подчинения.
28 августа 1964 года Указом Верховного Совета РСФСР город был переименован в честь итальянского коммуниста Пальмиро Тольятти.
В 1991 году Куйбышевская область была переименована в Самарскую. 1 января 2006 года, после муниципальной реформы, Тольятти получил статус городского округа.
Административный центр Ставропольского района Самарской области расположен в городе Тольятти, однако сам город в состав этого района не входит.
В рамках административно-территориального устройства, он является городом областного значения.
В 2008 году Сергей Андреев на посту депутата Самарской Губернской думы высказывался об объединении Ставропольского района в состав Тольятти, в порядке ст. 12 ФЗ-131 «Об общих принципах организации местного самоуправления в Российской Федерации», однако после своего избрания мэром Тольятти, отказался от идеи. Периодически этот вопрос поднимается депутатами и гражданскими активистами.

## Экономика
До 2009 года экономика и торговый баланс города являлся положительным и на 2007 год составлял 1771,2 млн долларов США.
По оценке портала RBC.ru Тольятти находился в верхней части списка самых привлекательных для бизнеса городов России: 11-е место в 2009 году, 12-е место в 2008 году, 6-е — в 2007 году.Экономический кризис 2009 года серьёзно подорвал привлекательность Тольятти на несколько лет. В аналогичном рейтинге от журнала Forbes, где город был на 5-м месте в 2008 году и 7-м в 2009 году, в 2010 году Тольятти не вошёл даже в тридцатку. Однако к 2013 году ситуация нормализовалась, и Тольятти снова занял одно из лидирующих мест (шестое) в этом же рейтинге.
В 1994 году предпринимательским сообществом было принято решение о создании Союза «Торгово-промышленная палата г. Тольятти» (ТПП г. Тольятти, Торгово-промышленная палата г. Тольятти, ТППТ, Палата). Это независимая негосударственная некоммерческая организация, объединяющая предпринимателей города, действующая на основании Закона РФ «О торгово-промышленных палатах». Учреждена 2 февраля 1994 года по инициативе 40 городских организаций и предпринимателей, зарегистрирована 21 марта 1994 года. В настоящий момент входит в десятку крупнейших муниципальных палат России.

#### Банкротство
В 1990-х произошло прекращение и банкротство местного «Лада Банка» (В. М. Смирнова), финансовых пирамид «Таис» и «Никольская» (Александра Чевозерова), строительной корпорации «АDA» (Павла Алешкина). Городской муниципалитет не стал входить в состав соучредителей и спасать местные предприятия и организации, в результате чего многие прекратили своё существование.
До 2000-х годов в городе действовали «Тольяттинская обувная фабрика» и трикотажная фабрика, мясокомбинат «Тольяттинский» и «Комсомольский», рыбокомбинат, пивзавод, Куйбышевфосфор, водочный завод «Талко». Телекомпания «ТВТ». В 2002 прекратило существование телекомпания ИКС, в 2008 прекратила своё существование ЛАДА ТВ. В 2010 прекратила существование крупнейшая строительная группа «Татищев».
До 2016 года действовали местные банки «ФИА БАНК» и «ЭЛ Банк» Анатолия Волошина и Александра Носорева, а также завод по производству молочных продуктов компании Danone и завод «АвтоВАЗагрегат».
До 2017 года действовало дорожное предприятие ООО «АВТ-Дорстрой», строительная группа ОАО «Автозаводстрой», АвтоВАЗБанк
Кризис в области автомобилестроения, реформы управления на АвтоВАЗе, общий кризис в государстве серьёзно ухудшили экономическую ситуацию в Тольятти в середине 2010-х. Так, индекс промышленного производства составил 91 % в 2015 году и 83,1 % в первой половине 2016 года, оборот розничной торговли снизился на 28,8 % в 2015 году и ещё 3,6 % в первой половине 2016 года. В 2018 году АвтоВАЗ вышел из кризиса и показал пять новинок на Московском международном автосалоне. За девять месяцев 2018 года чистая прибыль АВТОВАЗа составила 5,4 млрд рублей.
Распоряжением Правительства РФ город был включён в список моногородов Российской Федерации с наиболее сложным социально-экономическим положением.

### ТОР «Тольятти»
В границах Тольятти в 2016 году образована территория опережающего социально-экономического развития «Тольятти», на которой действует особый правовой режим предпринимательской деятельности.

## Производство

### Автомобильная промышленность

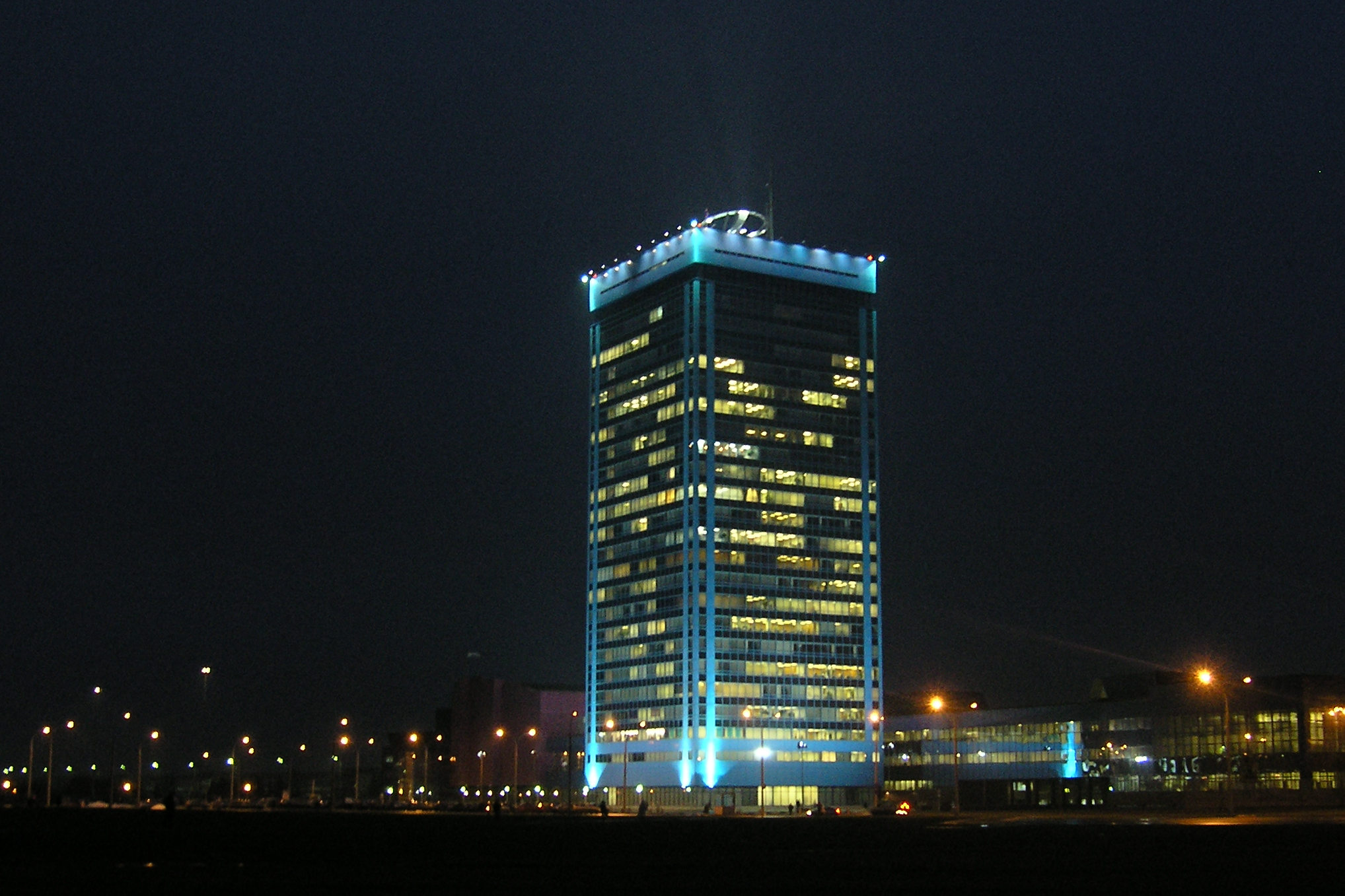
Здание заводоуправления АвтоВАЗа

Градообразующим предприятием является «АвтоВАЗ». Также в городе расположены автозаводы «Лада Запад Тольятти» (до 2019 г. GM-АвтоВАЗ"), «ВИС-АВТО», «Тольяттинский завод автоагрегатов», автотранспортное предприятие «АвтоВАЗтранс», три кирпичных и железобетонный заводы, Тольяттинский завод технологического оснащения (автокомпоненты), завод «Детальстройконструкции» (ДСК, автокомпоненты), компания «Рулевые системы», завод автоагрегатов (ТЗА), предприятия спецавтомобилей «Лада спорт» и «Супер Авто», Тольяттинский завод приборов отопления, Тольяттинский завод стальных колёс, Тольяттинский трубопрофильный завод, производство детских площадок «Атрикс», производство гофрированного картона «Волгагофропак», предприятие порошковой металлургии "Планета, завод «Полад» (производство автокомпонентов Valeo и Faurecia), Завод автомобильных компонентов, на территории которого расположены производства Otto Bock, Gestamp и нижегородской производственной компании «Автокомпонент Тольятти».
В промышленной зоне близ города организована особая экономическая зона, на территории которой расположены предприятия Nobel Automotive, CIE Automotive, Edscha, HI-LEX.
Также в городе расположены заводы «Тольяттинский трансформатор», цементного машиностроения ОАО «Волгоцеммаш», Тольяттинский судоремонтный завод.

### Пищевая промышленность
«Тольяттинский комбинат пищевых продуктов», ОАО "Комбинат шампанских вин и коньяков «Росинка», ООО «Тольяттинский винзавод», ОАО «Тольяттихлеб», ОАО «Тольяттимолоко», кондитерская фабрика «Сласти», мясокомбинат «Лада», продовольственное предприятие «Фабрика качества».

### Энергетика
Источниками электрической и тепловой электроэнергии Тольятти являются две ТЭЦ: Тольяттинская ТЭЦ и ТЭЦ Волжского автозавода, которые обеспечивают энергией все промышленные предприятия города и его население. Обе тепловые электростанции входят в состав Волжской территориальной генерирующей компании. Расположенная в соседнем Жигулёвске гидроэлектростанция, входящая в состав ПАО «РусГидро», является генерирующей компанией оптового рынка электроэнергии России.

### Химическая отрасль
Хорошо развита в Тольятти химическая промышленность: крупнейший в мире производитель аммиака «ТольяттиАзот», завод минеральных удобрений «КуйбышевАзот», завод синтетического каучука «Тольяттикаучук». Предприятие «ТольяттиАзот» было построено в советские годы при участии американского миллиардера Арманда Хаммера, симпатизировавшего СССР Транспортировку своей продукции завод производит по уникальному аммиакопроводу Тольятти — Одесса, управляемому компанией ОАО «Трансаммиак».

### Малый бизнес
В 2008 году в Тольятти насчитывалось около 12,6 тыс. индивидуальных предпринимателей, большинство из которых (70 %) оказывают услуги в сфере оптовой и розничной торговли, а также ремонте автотранспортных средств и бытовой техники. Также насчитывается 8,4 тыс. предприятий малого бизнеса, доля которых в общем количестве организаций составлял 32,4 %.
В среднем на 1000 жителей приходится 12 малых предприятий. Численность постоянно работающих на них составляет 54,1 тыс. человек. В среднем, одно малое предприятие даёт 6 рабочих мест. За первое полугодие 2007 года отгрузка малыми предприятиями товаров (работ, услуг) собственного производства составила 9,6 % от общего объёма по городу.

### Сфера финансов и услуг
В первом полугодии 2007 года, оборот розничной торговли составлял 126 911 млн рублей, удельный вес розничной торговли Тольятти в объёме торговли Самарской области составляет 40 %. По объёму розничного товарооборота на душу населения Тольятти опережал административный центр области Самару. Оказано услуг населению на 19 797 млн рублей.

### Торговля
В городе действуют федеральные торговые сети «Перекрёсток», «Пятёрочка», «Магнит», «Эльдорадо», «Эксперт», «М.видео», DОМО, «Спортмастер». Открыты гипермаркеты МЕТРО, «Лента», «О’Кей», «Ашан» (находящийся в молле «Парк Хаус»), Леруа Мерлен. За счёт привлечения местных финансовых ресурсов в Тольятти имеются торгово-развлекательные комплексы, не уступающие федеральным. Торговый центр города — «Русь на Волге», открывшийся ещё в 1983 году, после проведённой в 2007—2008 годах модернизации стал самым крупным по торговой площади — 111 тыс. м². Построены собственные торгово-развлекательные комплексы «Вега», «Аэрохолл» и «Мадагаскар» (в нём размещён первый в Тольятти «Макдоналдс»).

### Банки

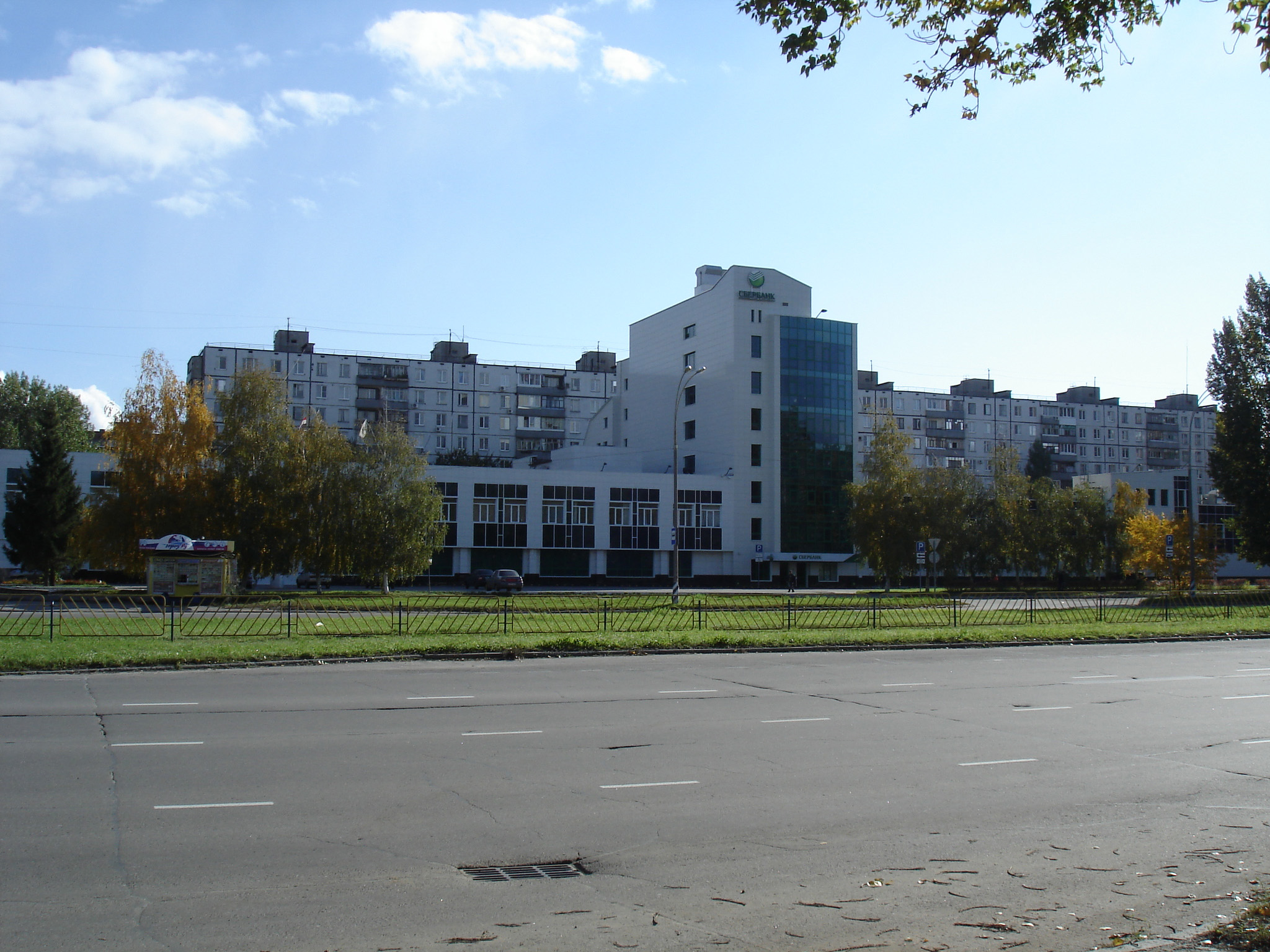
Здание Сбербанка России

В Тольятти расположены офисы федеральных банков Сбербанк (имеет 35 отделений), Банк ВТБ (имеет 8 отделений), Почта Банк (имеет 27 отделений), Россельхозбанк (имеет 2 отделения), Альфа-Банк (имеет 3 отделения), Промсвязьбанк (имеет 7 отделений), Уралсиб, Райффайзен банк, BSGV банк, Глобэкс банк, Новикомбанк, Бинбанк, «Русский стандарт», «Российский капитал», Банк Авангард (имеет 6 отделений), Газпромбанк, Банк Открытие (имеет 4 отделения), Связь-Банк (имеет 6 отделений) и местные кредитно-финансовые учреждения.
| Банк                                                  | Штаб квартира | Руководство                            |
| ----------------------------------------------------- | ------------- | -------------------------------------- |
| АВТОВАЗБАНК                                           | Тольятти      | 2015 г. поглощение Промсвязьбанк       |
| ЛАДА БАНК                                             | Тольятти      | (отзыв лицензии 1998 г.) Смирнов В. М. |
| ЭЛ БАНК                                               | Тольятти      | (отзыв лицензии 2016 г.) Волошин А. П. |
| ФИА-БАНК                                              | Тольятти      | (отзыв лицензии 2016 г.) Носорев А. С. |
| Тольяттихимбанк (ТХБ)                                 | Тольятти      | Тольяттиазот                           |
| Национальный торговый банк (НТБ)                      | Тольятти      | 2011 г. поглощение Глобэкс банк        |
| Автомобильный банкирский дом → → ЗАО КБ «Лада-Кредит» | Тольятти      | 2013 г. поглощение Новикомбанк         |
| Земский банк                                          | Сызрань       | Симонов Владимир Фёдорович — депутат   |
| Банк Солидарность                                     | Самара        | ЗАО АКБ Кранбанк                       |
| Газбанк                                               | Самара        | (отзыв лицензии 2018 г.)               |
| Первобанк                                             | Самара        | Промсвязьбанк                          |

### Страховые компании
Страховые компании активно участвуют в экономической жизни Тольятти. В городе существует местная «Астро-Волга», а также филиалы федеральных страховых компаний: ВСК, РЕСО-Гарантия, Ренессанс Страхование, Росгосстрах, АльфаСтрахование, Уралсиб, Югория. Региональная «Астро-Волга-Мед» поглотила местную страховую компания ЗАО МСК «АскоВАЗ», которая сама была поглощена федеральной «Макс-М».

### Транспорт
Город Тольятти является крупным узлом железнодорожного, автомобильного, речного и воздушного транспорта. Являясь вторым по значению городом Самарской области, он в силу своего положения обладает большими потенциальными возможностями развития из-за наличия свободных территорий, а также развитой транспортной инфраструктуры. С другой стороны, город как бы находится в мешке из-за крупной преграды в виде Куйбышевского водохранилища, которое разделяет западную и восточную части области. Единственными связями между этими частями области являются железнодорожный мост в районе города Октябрьска и плотина Жигулёвской ГЭС, по которой проходит железная дорога и магистральная федеральная автодорога E 30М5 «Урал».
Внешние транспортные связи города обеспечиваются двумя автовокзалами (в Центральном и Автозаводском районах), крупными железнодорожными станциями (грузовой и двумя пассажирскими), речным портом и аэропортом Курумоч.
Общий грузооборот по итогам 2007 года всех транспортных предприятий Тольятти составил 779,4 млн ткм и эта цифра ежегодно возрастает. Всего за 2007 год было перевезено 4201,1 тыс. тонн грузов.

#### Городской транспорт

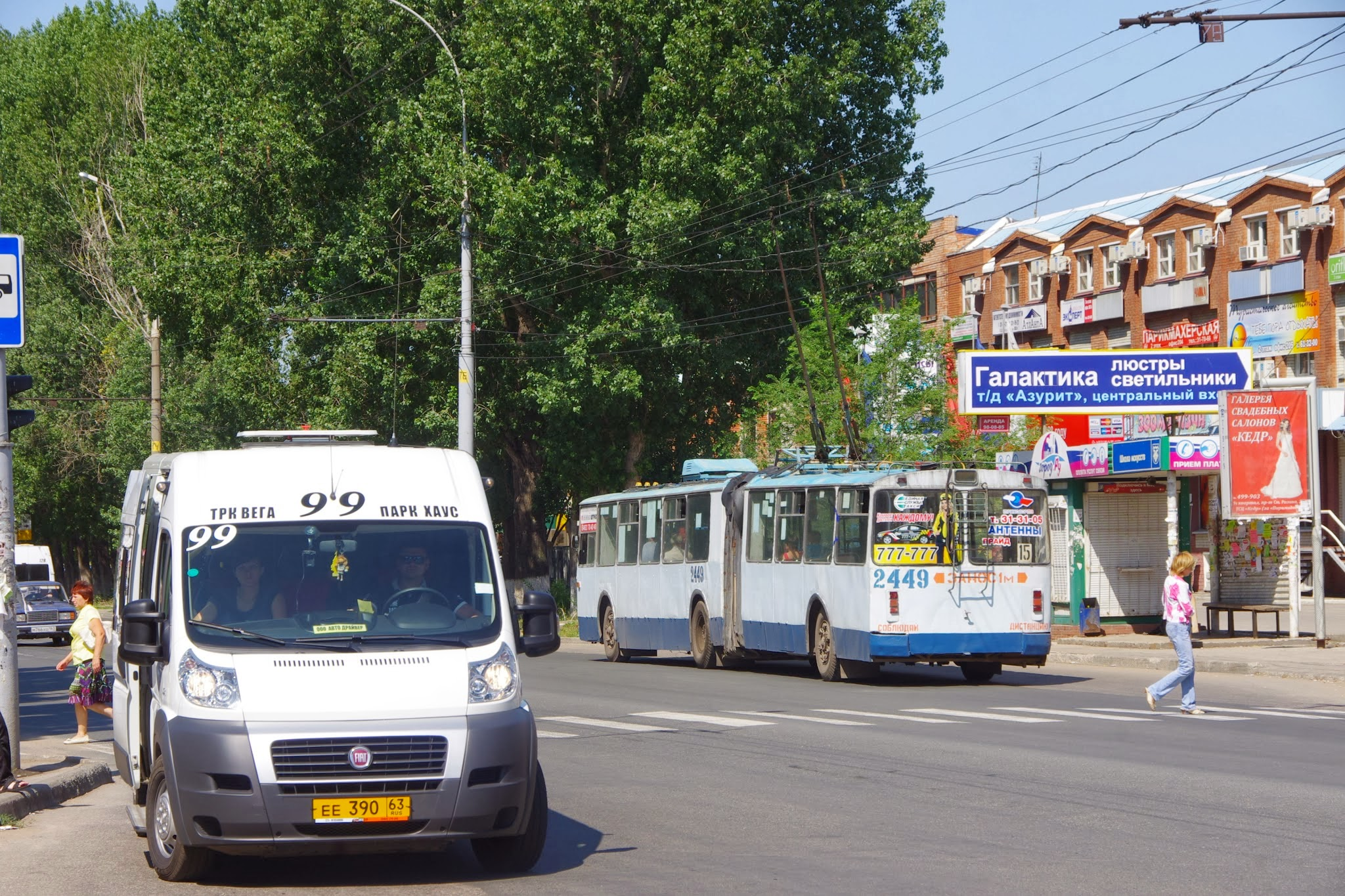
Маршрутное такси

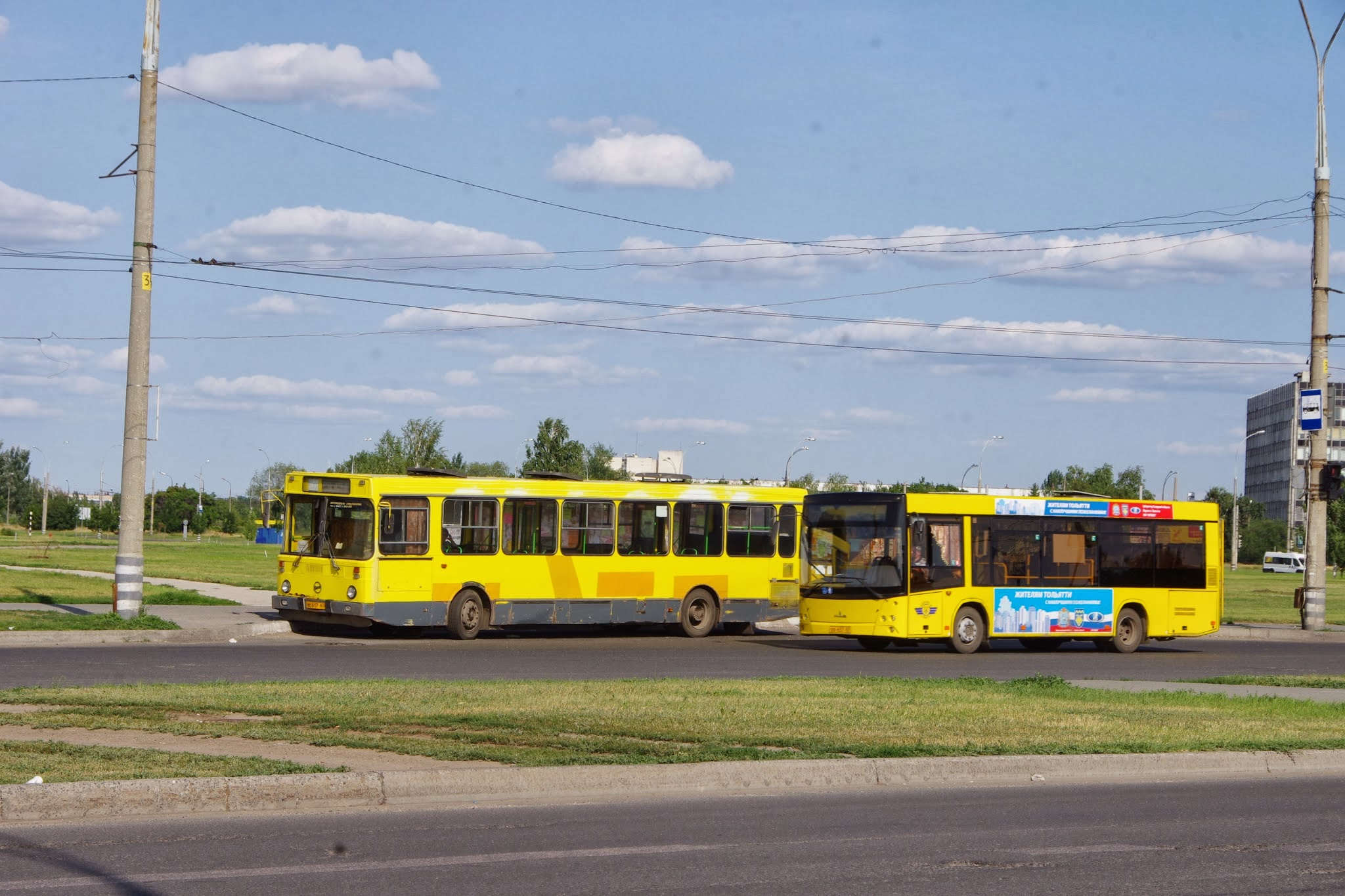
Тольяттинский автобус

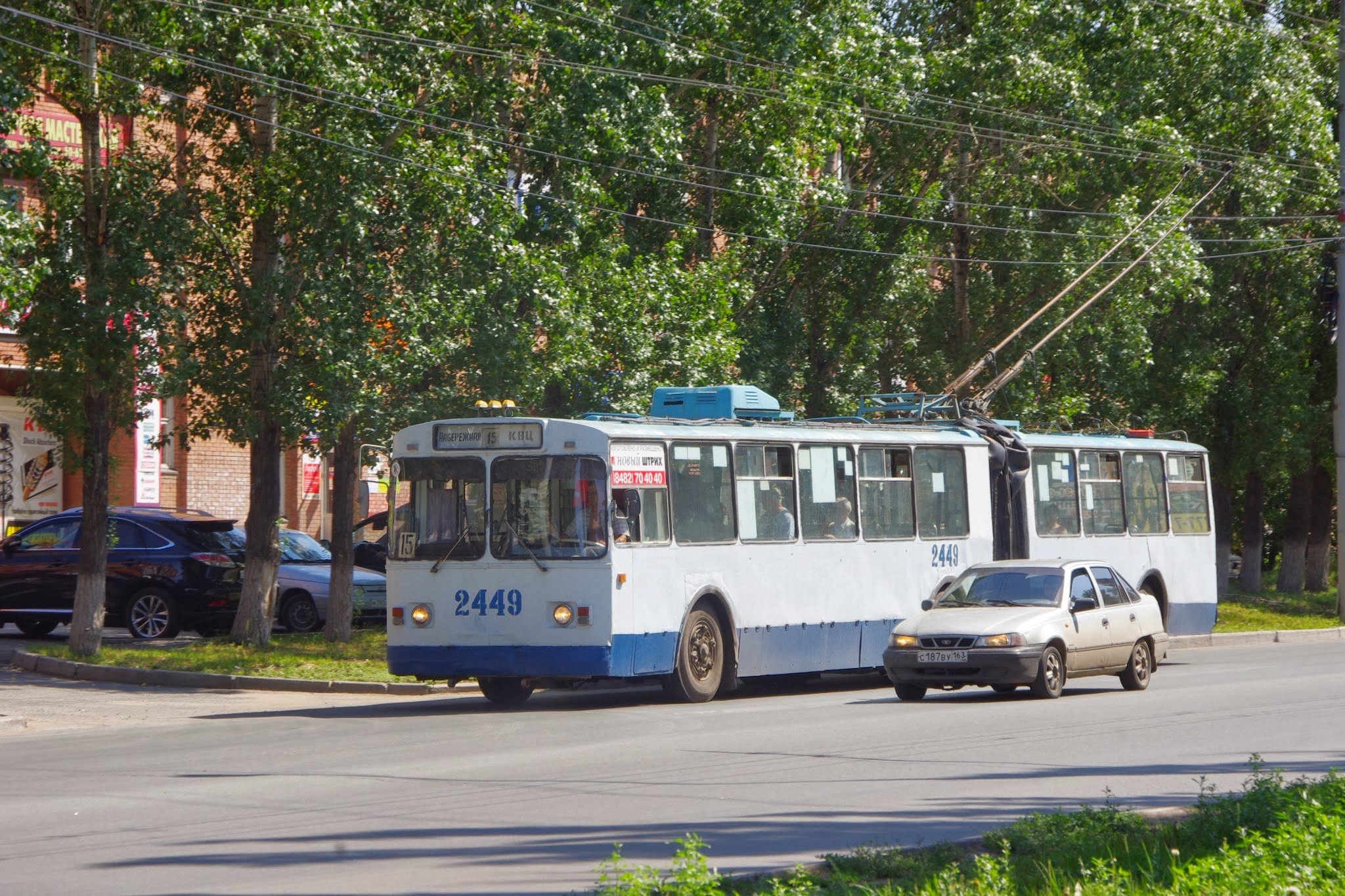
Тольяттинский троллейбус

Пассажирские перевозки общественного транспорта преимущественно осуществляют коммерческие маршрутки (в основном на Газель Next Citiline, Citroen Jumper, Peugeot Boxer, Fiat Ducato III).
Рынок услуг муниципального общественного транспорта предоставляет МП «ТПАТП-3» автобусами марки МАЗ-103, МАЗ-206 и Volgabus-5270.G2, и троллейбусным управлением МП «ТТУ» (в основном на троллейбусах АКСМ-321, Тролза Оптима).
В городе отсутствует «Автовокзал». Услуги междугородних пассажирских перевозок предоставляет коммерческий транспорт, при которых существует две частные «Автостанции» в Автозаводском и Центральном районе города. На ул. Революционная, 24-А и ул. Родины, 1.
Тольятти является третьим по величине городом России (после Воронежа и Тюмени), в котором нет трамвая, и вторым по величине, — в котором его никогда не было.
В последние годы городе ежегодно снижается общий пассажиропоток: в 2007 году было перевезено 112,1 млн человек, что составляет всего 94,7 % к 2006 году. Наблюдается тенденция к сокращению количества муниципальных маршрутов и увеличения альтернативных: начиная с 2005 года было закрыто более 25 автобусных маршрутов и 15 троллейбусных. У многих из оставшихся были изменены схемы движения, увеличен интервал и уменьшено количество машин.
На 28 марта 2018 года в городском МП «ТПАТП-3» находилось 319 автобуса и 186 троллейбусов, однако из них со 100 % износом 187 машин (40,4 %) и 153 машины (82,3 %) соответственно. Приобретений новых транспортных средств в 2007 году не было, но в течение года было списано 143 автобуса и 13 троллейбусов.
В ещё более тяжёлом состоянии находится пригородный транспорт. За первое полугодие 2007 года им было перевезено всего 16,1 тыс. человек, что в 10 раз меньше, чем в 2006 году.
Другой заметной тенденцией является постоянное увеличение доли пассажиров, перевезённых альтернативными транспортными предприятиями (с 27,6 % в 2006 году до 29,2 % в 2007).
Стоимость поездки в муниципальном транспорте (автобусы и троллейбусы) с 1 июня 2024 года составляет 42 рубля. Стоимость проезда в маршрутных такси составляет от 35 рублей. Помимо наличных денег и пластиковых карт, к оплате проезда принимаются проездные карты.

#### Автомобильный транспорт
Тольятти имеет развитую дорожную систему. Общая протяжённость автомобильных дорог в городском округе составляет 1498 км, их общая площадь составляет — 14 345,589 тыс. м². Однако существующие автодороги города исчерпали свою пропускную способность и не в состоянии справиться со всё возрастающей интенсивностью дорожного движения.
В 1970-х годах дороги в крупнейшем Автозаводском районе города строились исходя из фантастической для СССР цифры в 220 автомобилей на каждую тысячу человек, и ещё в середине 1980-х годов обеспеченность населением составляла всего 15-20 автомобилей на 1000 жителей. Но на 1 июня 2007 года в ГАИ города было зарегистрировано 243 376 транспортных средств, из которых 75 % составляли легковые автомобили. По обеспеченности легковым автотранспортом на душу населения Тольятти занимает 17-е место в России (262 автомобиля на 1000 жителей).
Ситуация на дорогах города усугубляется их качеством: по оценке директора департамента ЖКХ мэрии 70 % дорожного полотна требует капитального ремонта, оснащение дорог ливневой канализацией составляет 66,5 %. По оценкам 20 % ДТП с пострадавшими на улицах города происходит именно из-за состояния дорожного полотна. Тем не менее, именно автомобильный транспорт является самым популярным в городе.

##### Крупнейшие автодороги

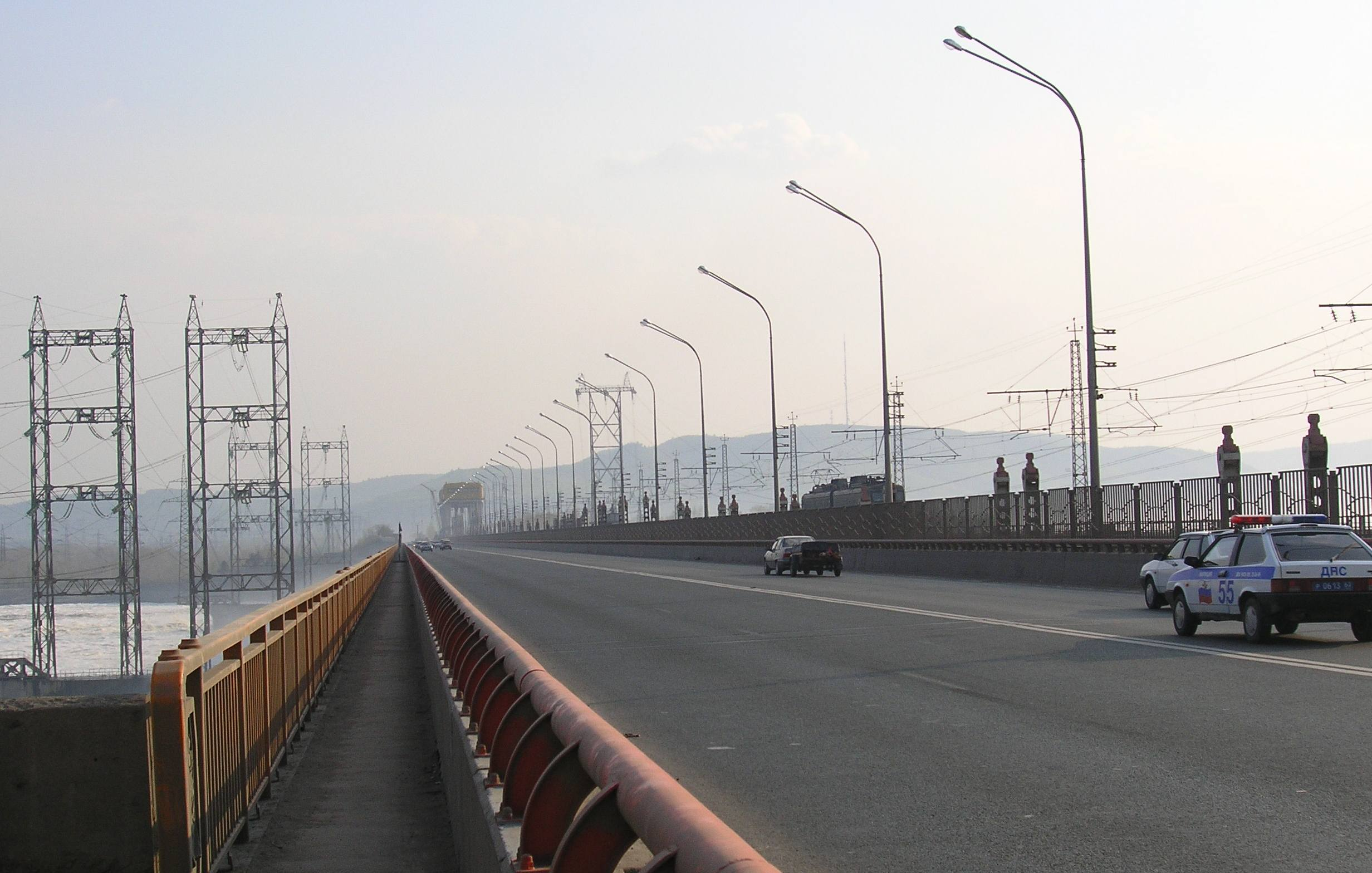
Трасса на плотине Жигулёвской ГЭС

В юго-восточной части города, через Комсомольский район, проходит магистральная федеральная автодорога М5 «Урал», которая обеспечивает связь Центрального района европейской части страны с восточными районами: Поволжьем, Уралом, Сибирью и Дальним Востоком.
С северо-востока к городу подходит автодорога областного значения Тольятти — Димитровград, соединяющая Тольятти и Ставропольский район с восточной частью Ульяновской области. Автодорога примыкает к обводному шоссе в районе села Васильевка. Также к городу подходит ряд автомобильных дорог местного значения, соединяющих Тольятти с северными и западными территориями Ставропольского района.
Расстояние по автодорогам от Тольятти до Самары составляет 88 км, до Москвы — 985 км, до Санкт-Петербурга — 1702 км.
| С-З | Саранск ~ 426 км Москва ~ 985 км Санкт-Петербург ~ 1691 км | Ульяновск ~ 195 км Казань ~ 336 км | Альметьевск ~ 327 км Набережные Челны ~ 423 км Ижевск ~ 583 км | С-В |
| З   | Пенза ~ 347 км                                             | Роза ветров                        | Уфа ~ 500 км Стерлитамак ~ 602 км                              | В   |
| Ю-З | Саратов ~ 414 км Волгоград ~ 782 км                        | Уральск ~ 361 км                   | Самара ~ 90 км Оренбург ~ 489 км                               | Ю-В |

#### Железнодорожный транспорт

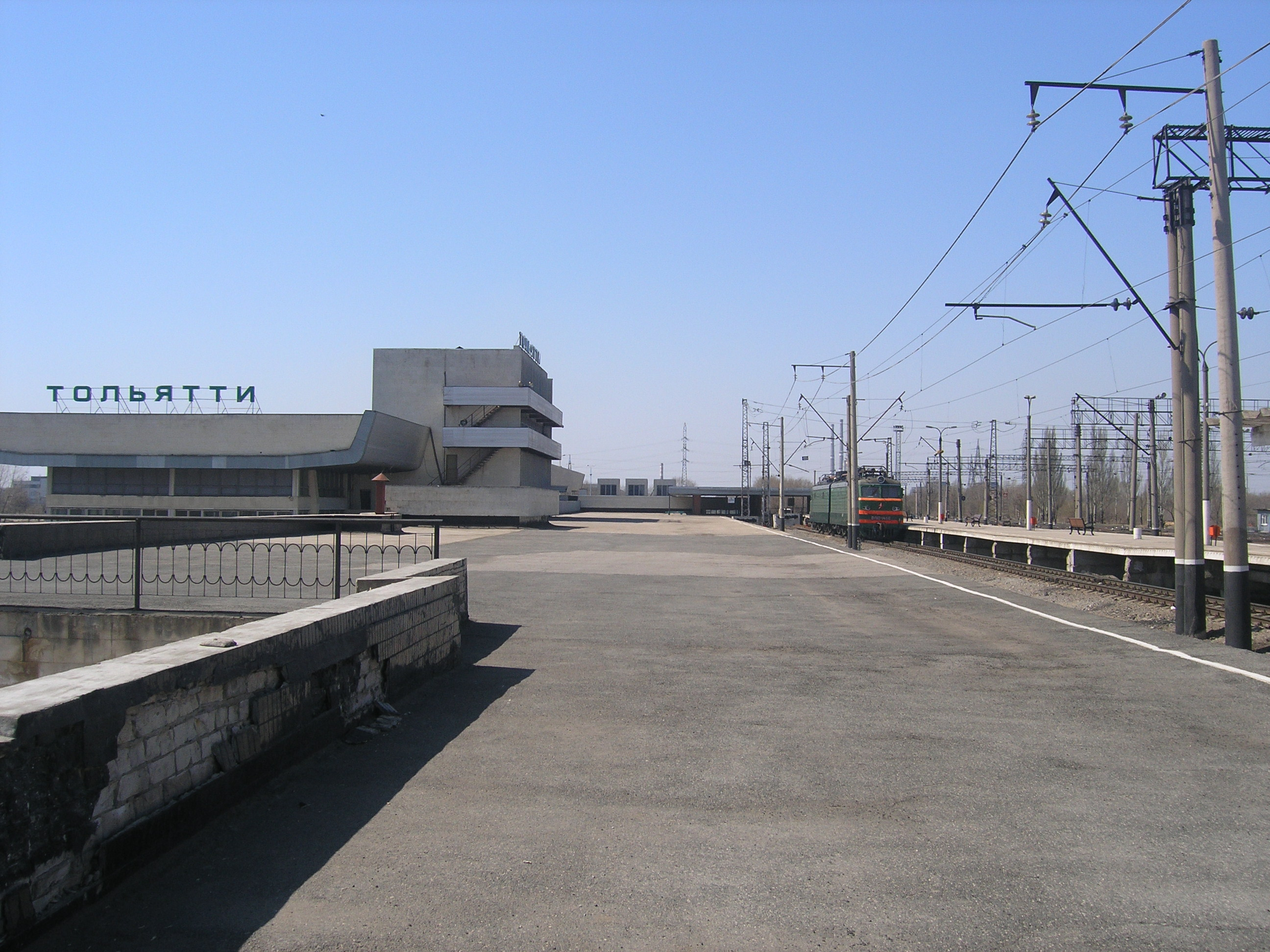
ЖД станция Тольятти

Через Тольятти проходит электрифицированная двухпутная железнодорожная линия Сызрань — Жигулёвское море — Самара, входящая частично в состав железнодорожной сети Самарского узла Куйбышевской железной дороги. Линия обеспечивает грузовые и пассажирские перевозки, связанные с городами Самарой, Сызранью, Жигулёвском. Также эта линия является северным обходом загруженного пути на участке Кинель — Звезда — Сызрань.
На объездной ветке центрального пути расположена лишь одна железнодорожная станция города: Жигулёвское море. Станция Тольятти и две грузовых станции: Химзаводская и Химическая — расположены на тупиковой ветке. Подобное прохождение железных дорог по городу и области стало причиной относительно слабого использования железнодорожного транспорта городом.
Из Тольятти курсирует всего один пассажирский поезда: № 065/066 Тольятти — Москва, на некоторые станции (Адлер, Санкт-Петербург) отправляются прицепные вагоны. Транзитные поезда проходят в летнее время через станцию «Жигулёвское море» (четыре пары поездов южного сообщения и пара сообщением «Самара-Ульяновск». Станция «Тольятти» в силу её близости к АВТОВАЗу является тупиковой. (Для сравнения: из Самары отправляется 22 поезда, а через Сызрань проходит 17 поездов). Ходит несколько пригородных электричек до Самары и до станции Отвага (в летний период). В 2021 году со станции «Жигулёвское море» до Самары начали регулярно ежедневно проходить скоростные электропоезда «Ласточка». С 1 октября 2022 года электропоезда «Ласточка» продлили до станции «Тольятти».
Основным видом перевозок являются грузовые.

#### Речной транспорт

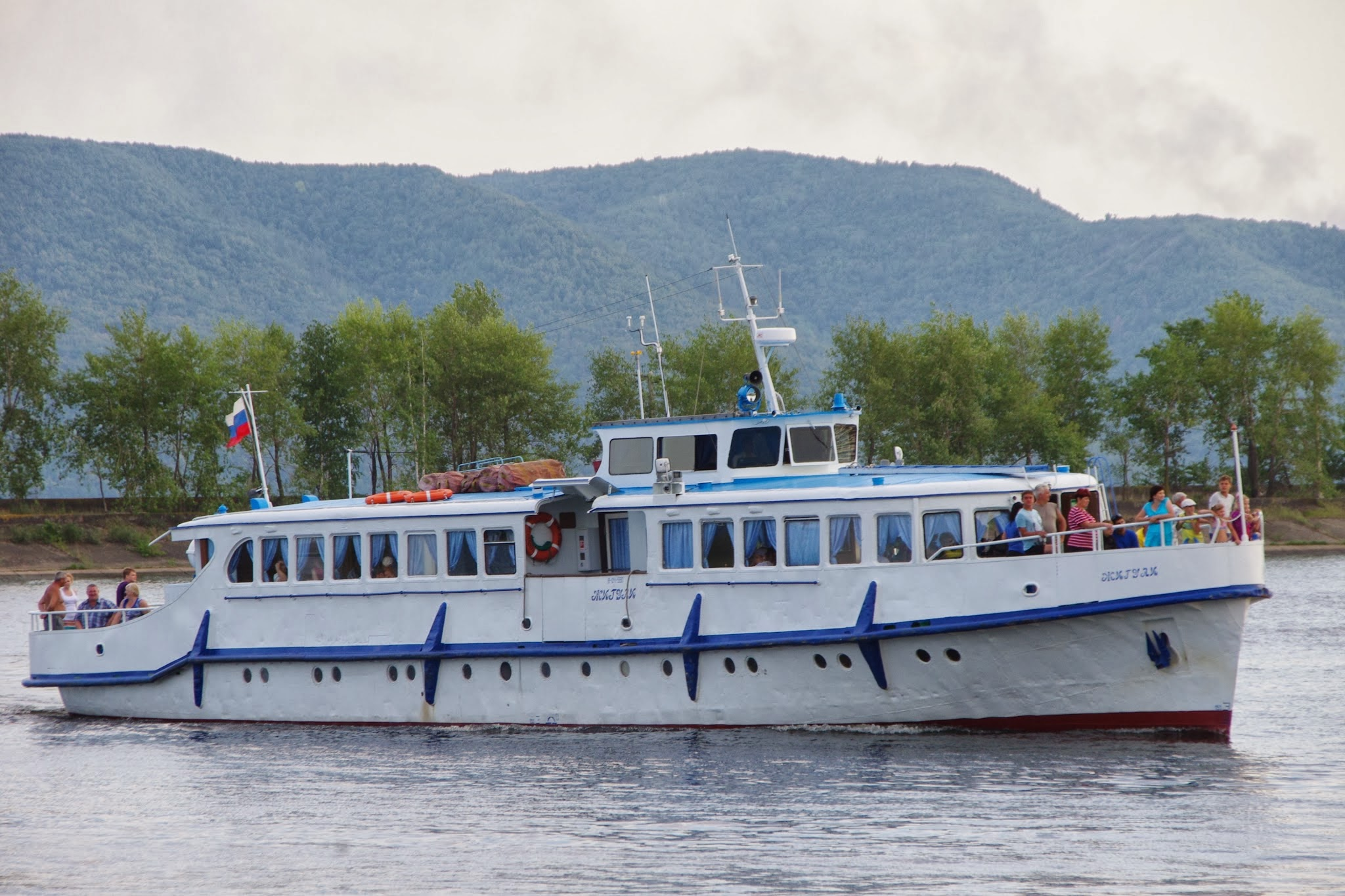
Прогулочный теплоход
ОАО «Порт Тольятти»

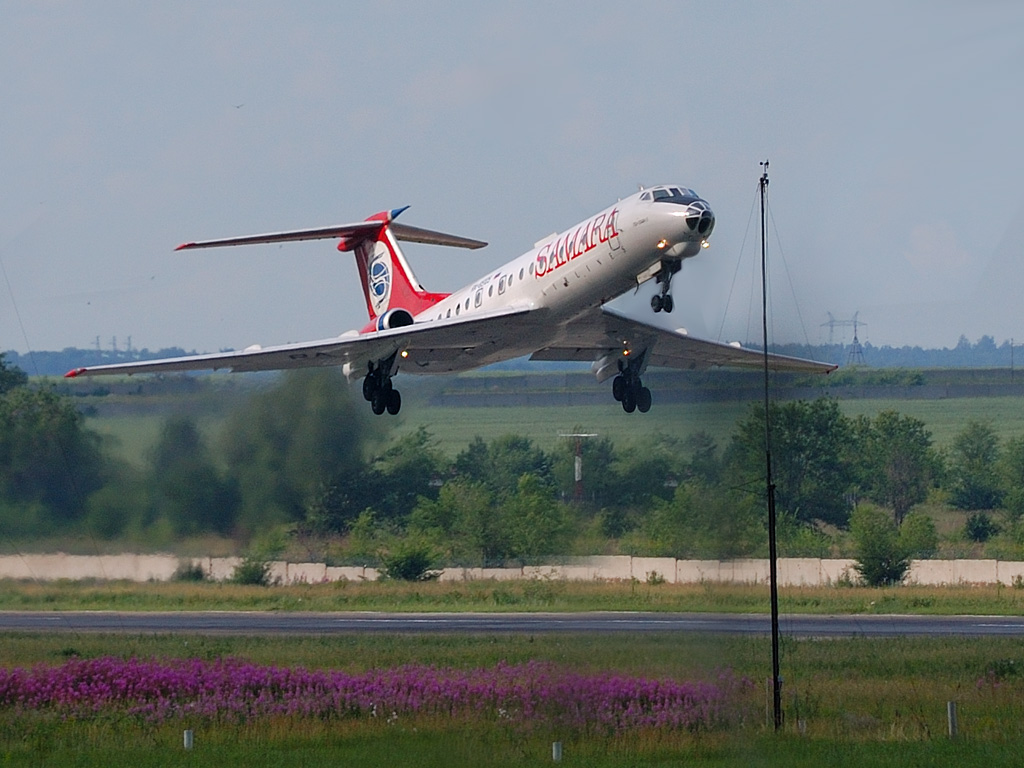
Воздушный транспорт
Аэропорт Курумоч

Речной транспорт Тольятти представлен предприятием КуйбышевАзот ОАО «Порт Тольятти». В ведении которого находится грузопассажирский порт Тольятти, способный принимать суда класса «река-море». Порт состоит из 8 грузовых и 2 пассажирских причалов, речного вокзала, гостиницы на 100 человек. Основными направлениями деятельности являются перевозка минеральных удобрений, намыв и продажа речного песка. Пассажирские перевозки представлены только пригородными направлениями, прочие закрыты по причине нерентабельности. Планируется строительство современного контейнерного терминала, обрабатывающего грузы речного, железнодорожного и автомобильного транспорта.
До 2012 года в Автозаводском районе действовала паромная переправа ОАО «АвтоВАЗТранс», перевозящая автотранспорт и пассажиров в село Усолье и обеспечивающая прямые связи города с Шигонским районом Самарской области (с 2012 года не действует).

#### Воздушный транспорт
Международный аэропорт Курумоч расположен в районе посёлка Берёза и находится в 70 км от центральной части Тольятти и в 35 км от границы областного центра Самары по автодороге М-5 «Урал».
В непосредственной близости от города (к северо-востоку от села Русская Борковка) построен аэродром, способный принимать вертолёты и лёгкие самолёты. Кроме того, в 20 км севернее Тольятти имеется ещё два небольших аэродрома: Нижнее Санчелеево и Верхнее Санчелеево (спортивный).
В настоящее время местные воздушные линии в регионе не функционируют, что связано с высокими тарифами на авиаперевозки и хорошим развитием автомобильных перевозок.

#### Трубопроводный транспорт

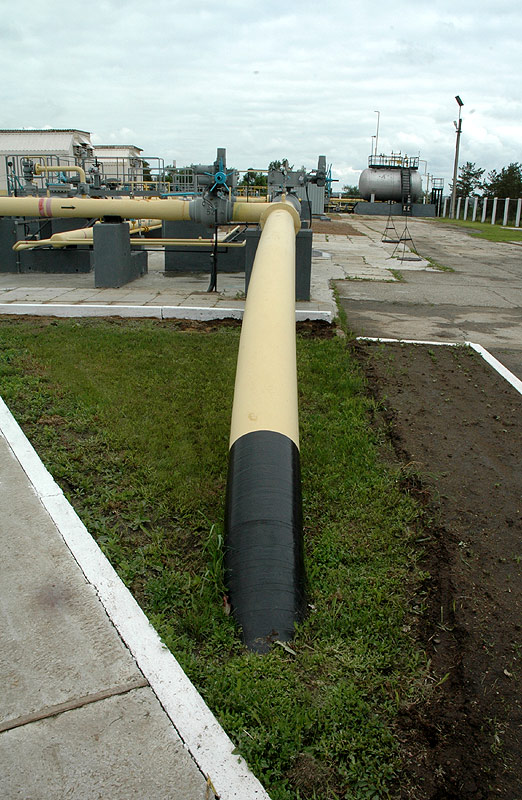
Первый метр аммиакопровода

В городе берёт начало международный аммиакопровод Тольятти — Южный (Украина) (эксплуатируется ОАО «Трансаммиак»).

### Инвестиционные программы
Для выхода из сложной социально-экономической ситуации руководство города, области и государства предприняло ряд мер. В 2009 году Тольятти получил статус моногорода, став крупнейшим населённым пунктом с подобным статусом в стране. В рамках государственной поддержки экономики города в Тольятти появился ряд инвестиционных площадок различного уровня, масштаба и назначения, направленные на уход города от монозависимости:
- особая экономическая зона промышленно-производственного типа «Тольятти» — инфраструктурная площадка для реализации крупных инвестиционных проектов в области промышленного производства;
- индустриальный парк «Тольяттисинтез» — специализированная инфраструктурная площадка для реализации инвестиционных проектов в области химического и прочих производств;
- технопарк в сфере высоких технологий «Жигулёвская долина» — инфраструктурная площадка для реализации проектов в сфере инноваций и высоких технологий, призванная обеспечить условия для быстрого роста и коммерциализации проектов с высокой интеллектуальной составляющей;
- территория опережащего развития — экономическая зона со льготными налоговыми условиями, упрощёнными административными процедурами и другими привилегиями, созданная для привлечения инвестиций, ускоренного развития экономики и улучшения жизни населения города, направленная на развитие среднего бизнеса.

## Жилищно-коммунальное хозяйство
Общая площадь жилищного фонда городского округа Тольятти на 2009 год составила 14,5 млн м², так что на одного тольяттинца в среднем приходится 19,4 м², что является весьма низким показателем (для сравнения: в Московской области на одного человека приходится 26 м² жилья, а Санкт-Петербург к 2010 году планирует достичь цифры в 31 м²). Планы мэрии и областной администрации по вводу нового жилья в городе стабильно не выполняются уже много лет. Основными причинами этого являются сложности градостроительного законодательства и отсутствие свободных участков под застройку. Крупнейшими в городе управляющими организациями ЖКХ являются приватизированные ООО «ДЖКХ», ООО «УК 1», ООО «УК 2», ООО «УК 3».

### Жильё

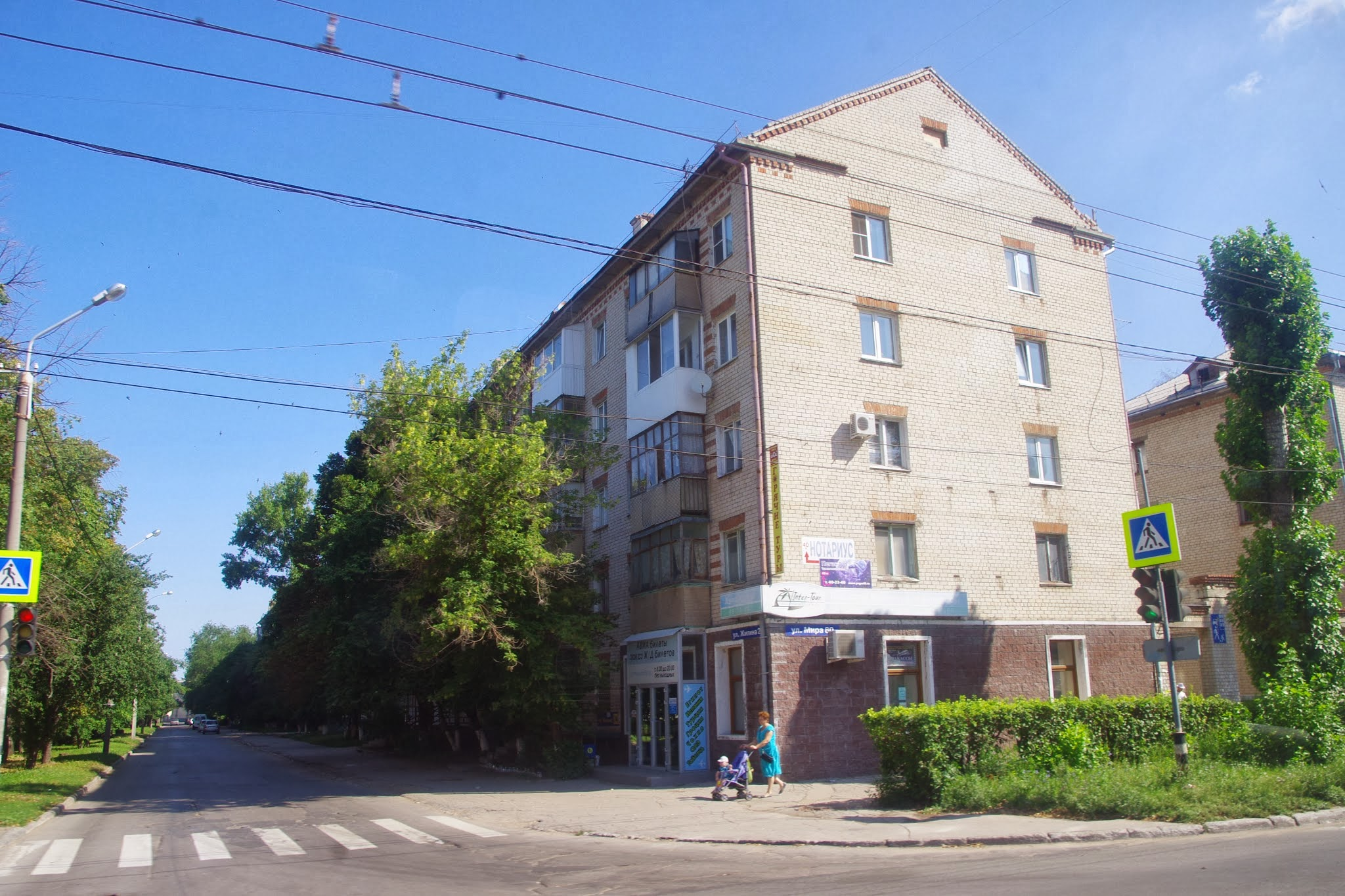
Центральный район Тольятти

В городе находится 9757 жилых зданий общей площадью 14 482,7 тыс. м², в которых расположена 219,1 тысячи квартир. Из них 2204 многоквартирных дома общей площадью 13 703 тыс. м². 90 % жилья находится в частной собственности, в многоквартирных домах приватизировано 88,2 % квартир.
По районам города жилищный фонд делится следующим образом:
- Автозаводский — 891 здание;
- Центральный — 5959;
- Комсомольский — 2768.

Распределение жилых домов по этажности:
- 1-, 2-этажные строения − 7378;
- 3-, 4-этажные строения — 491;
- 5-этажные — 656;
- 6-, 9-, 10-этажные — 708;
- 12 и более этажей — 259.

Высотные здания по районам распределяются неравномерно: так в Центральном районе средняя высота здания — 5, а в Автозаводском — 10 этажей.
Весь жилищный фонд Автозаводского района (53,9 % от всей площади) имеет 100-процентные показатели по всем видам благоустройства (за исключением лифтов в малоэтажных домах).
По оценке Российской гильдии риэлторов на 31 мая 2010 года средняя цена предложения на рынке недвижимости Тольятти составляла 26 293 руб./м², что является пятнадцатым по величине показателем среди крупных городов России.

### Благоустройство
Наибольший удельный вес в структуре жилищного фонда занимают капитальные жилые дома, имеющие все виды благоустройства, включая лифты и мусоропроводы:
- 99,7 % жилищного фонда обеспечено централизованным отоплением;
- 99,3 % — водопроводом;
- 98,9 % — канализацией;
- 96,6 % — горячим водоснабжением и ваннами;
- 74,2 % — лифтами;
- 74,6 % оборудовано электроплитами;
- 21,7 % обеспечено газом.

### Водоснабжение и водоотведение
Тольятти имеет централизованную систему водоснабжения, основанную на двух источниках:
- Поверхностные воды Куйбышевского водохранилища. Водозабор находится выше города по течению;
- Подземные воды (127 артезианских скважин на 10 водозаборах, расположенных в центральной части тольяттинского месторождения подземных вод).

В Автозаводском районе используется открытая система горячего водоснабжения, когда один и тот же теплоноситель предназначен и для отопления, и для водоснабжения. Это отрицательным образом сказывается на органолептических свойствах воды, а также её стоимости для потребителя (требуется дополнительная неоднократная обработка воды). В 1996 году 11 % проб горячей воды, отобранных в Автозаводском районе не соответствовали нормам. В 1997 году таких пробы было уже 44 %. Существуют перспективные планы перевода района на закрытое водоснабжение, но их внедрение не начинается из-за огромных капиталозатрат.
Годовой отпуск воды составляет 89,2 млн м³. Потребителям вода доставляется с помощью водопроводной сети общей протяжённостью 778,5 км. Ведётся разработка новых артезианских источников.
В городе также существует централизованная система канализации. Протяжённость городских канализационных сетей составляет 690,7 км. Очистка стоков производится четырьмя очистными сооружениями.
Водопроводом в городе обеспечено 99,3 % общего жилого фонда, канализацией — 98,9 %.
В микрорайоне Жигулёвское Море — вода добывается из местной артезианской скважины. Хлорируется только весной, во время паводков.

### Теплоснабжение

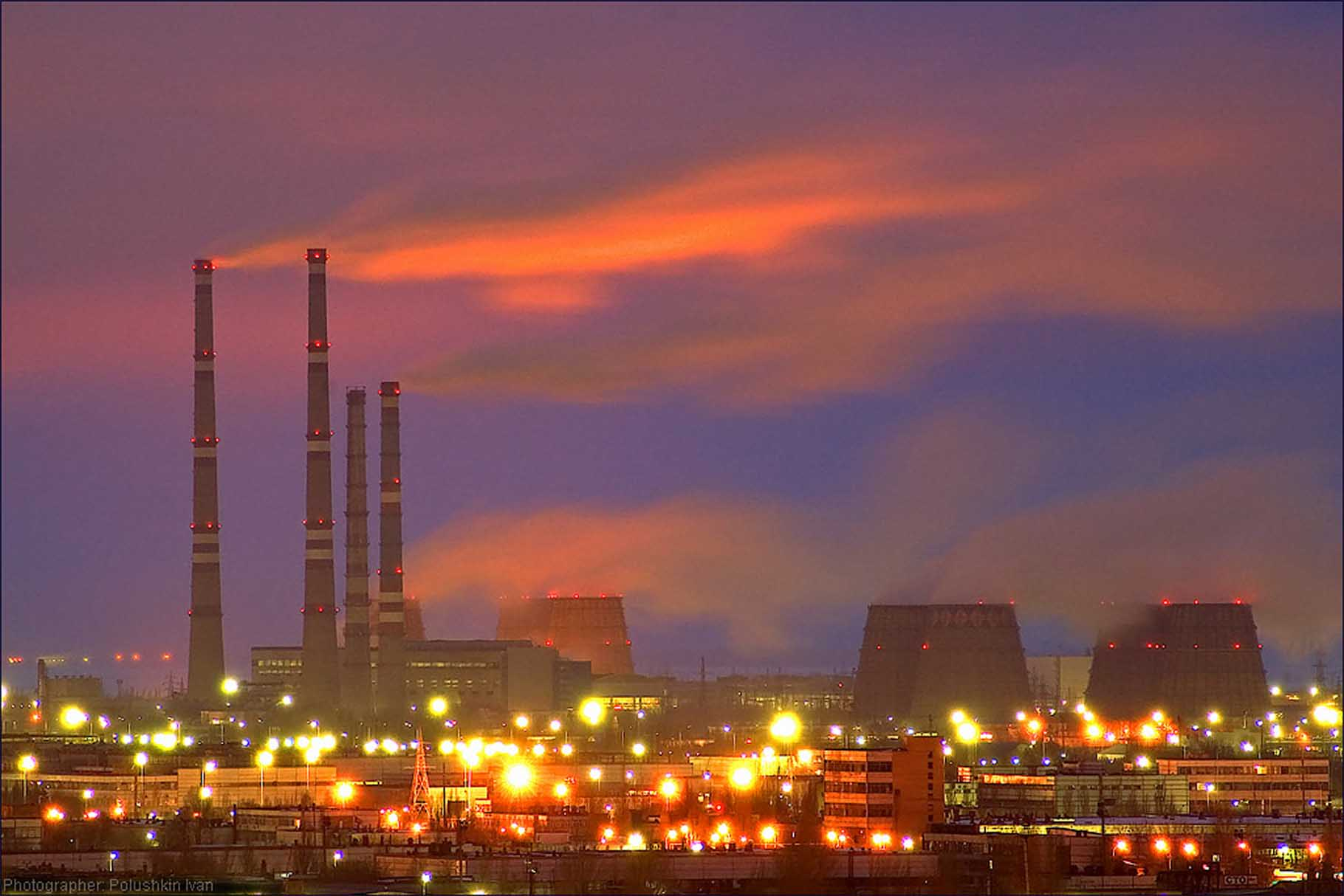
ТЭЦ ВАЗа

Теплоснабжение города осуществляется от ТЭЦ ВАЗа и Тольяттинской ТЭЦ и 16 котельных. Протяжённость тепловых сетей составляет 603,45 км, в том числе. За год потребителям отпускается примерно 10,4 млн ГКал, из них населению жилых домов — 4,3 млн ГКал.
Централизованным отоплением оборудовано 99,9 % общего жилого фонда, централизованным горячим водоснабжением — 96,8 %.

### Газоснабжение
Протяжённость газовых сетей города составляет 1370,9 км.

### Электроснабжение
Электроснабжение города обеспечивается через 1071 трансформаторную подстанцию, 422 из которых принадлежат муниципалитету. Протяжённость электрических сетей — 4417 км.
Улицы города освещают 22000 светильников; общая протяжённость сетей уличного освещения — 902,3 км.

## Здравоохранение

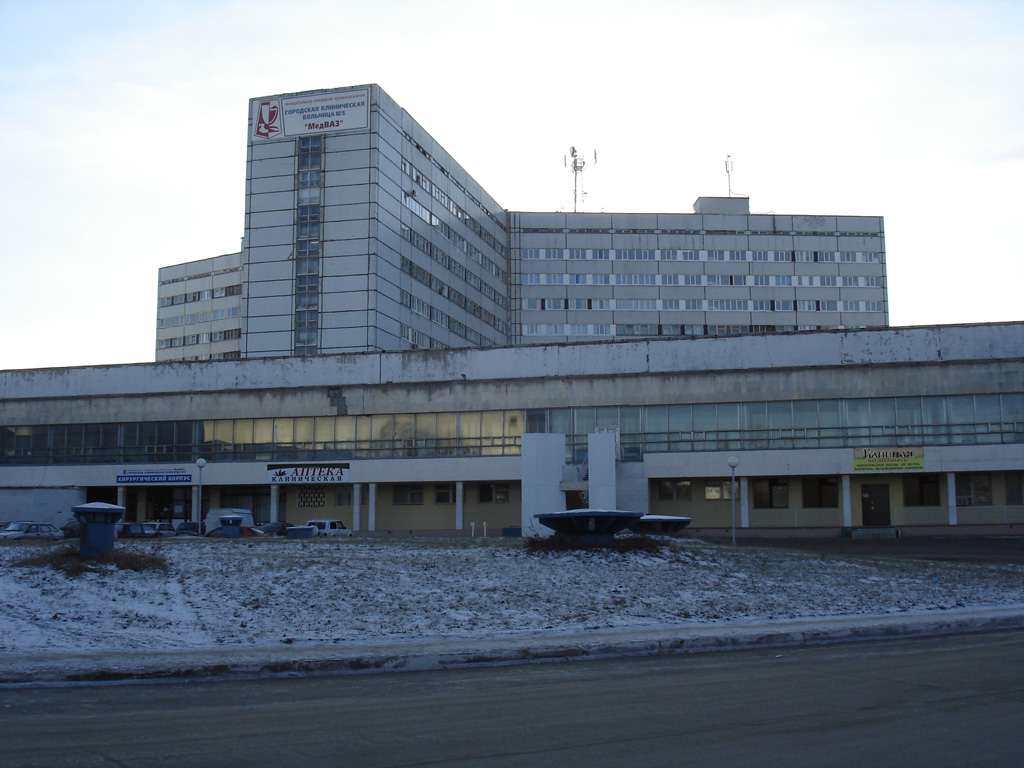
Медгородок — главное мед. учреждение города. Клиническая больница № 5.

По состоянию на 1 апреля 2009 года в городе функционирует 11 лечебно-профилактических учреждений стационарного типа и 18 ЛПУ амбулаторно-поликлинического типа.
Ведущие клиники города:
- Городская клиническая больница № 1;
- Городская клиническая больница № 5.

Лесные массивы, разделяющие районы города, активно используются в качестве рекреационной зоны. Как следствие, прямо в географическом центре города расположено 6 санаториев (в том числе одна из старейших кумысолечебниц страны «Лесное») и множество детских лагерей отдыха.
По данным статистических отчётов общая заболеваемость детей в Тольятти в два раза выше средней по России и в 1,5 раза выше средней для Самарской области. Заболеваемость взрослых на 80 % выше общероссийской и на 60 % областной. Налицо аномально высокая заболеваемость населения города. Так новообразования у детей города встречаются в 3,8 раза, а у взрослых в 4,3 раза чаще, чем в России. Болезни крови встречаются в 1,5-2 раза выше среднероссийских и среднеобластных значений. Болезни, связанные с нарушением питания, эндокринными органами и т. п. у детей в Автозаводском районе в 6,4 раза выше среднероссийского уровня, в то время как на остальной территории не превышают общероссийских цифр. С другими диагнозами также присутствует довольно большое различие уровней заболеваемости по районам города и Ставропольскому району, однако исследований, позволяющих объяснить подобные различия не проводилось.
По официальным данным самарского областного центра по профилактике и борьбе со СПИД и инфекционными заболеваниями, на 1 июня 2010 года в Тольятти насчитывается 15 461 ВИЧ-инфицированных (примерно 2,1 % населения), таким образом, Тольятти — один из самых поражённых городов России (1,04 % — уровень заражённости по Самарской области, 0,256 % — уровень заражённости по России). Ежемесячно в городе регистрируется от 70 до 100 новых случаев ВИЧ-инфекции. 53,5 % ВИЧ-инфицированных — это люди в возрасте 18 — 29 лет. За всё время наблюдений от СПИД в городе умерло 460 человек.

## Спорт
Тольятти обладает развитой спортивной инфраструктурой, а спортсмены и клубы города известны далеко за его пределами.

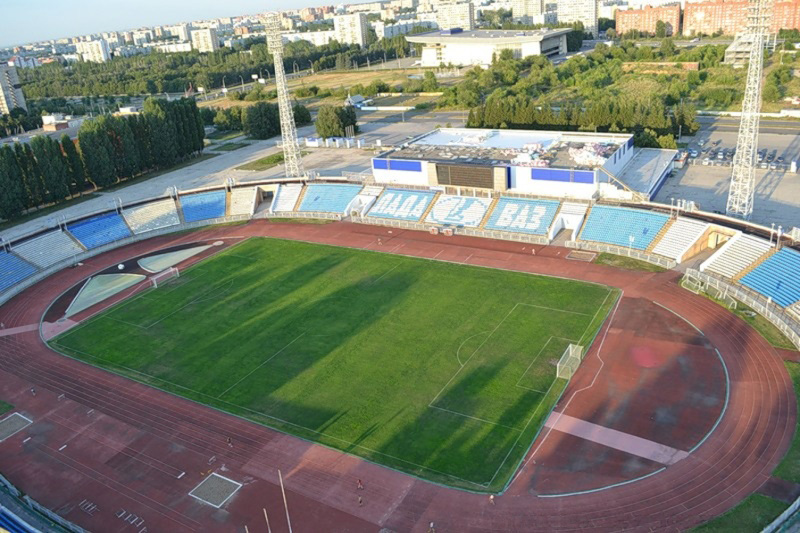
Стадион «Торпедо»

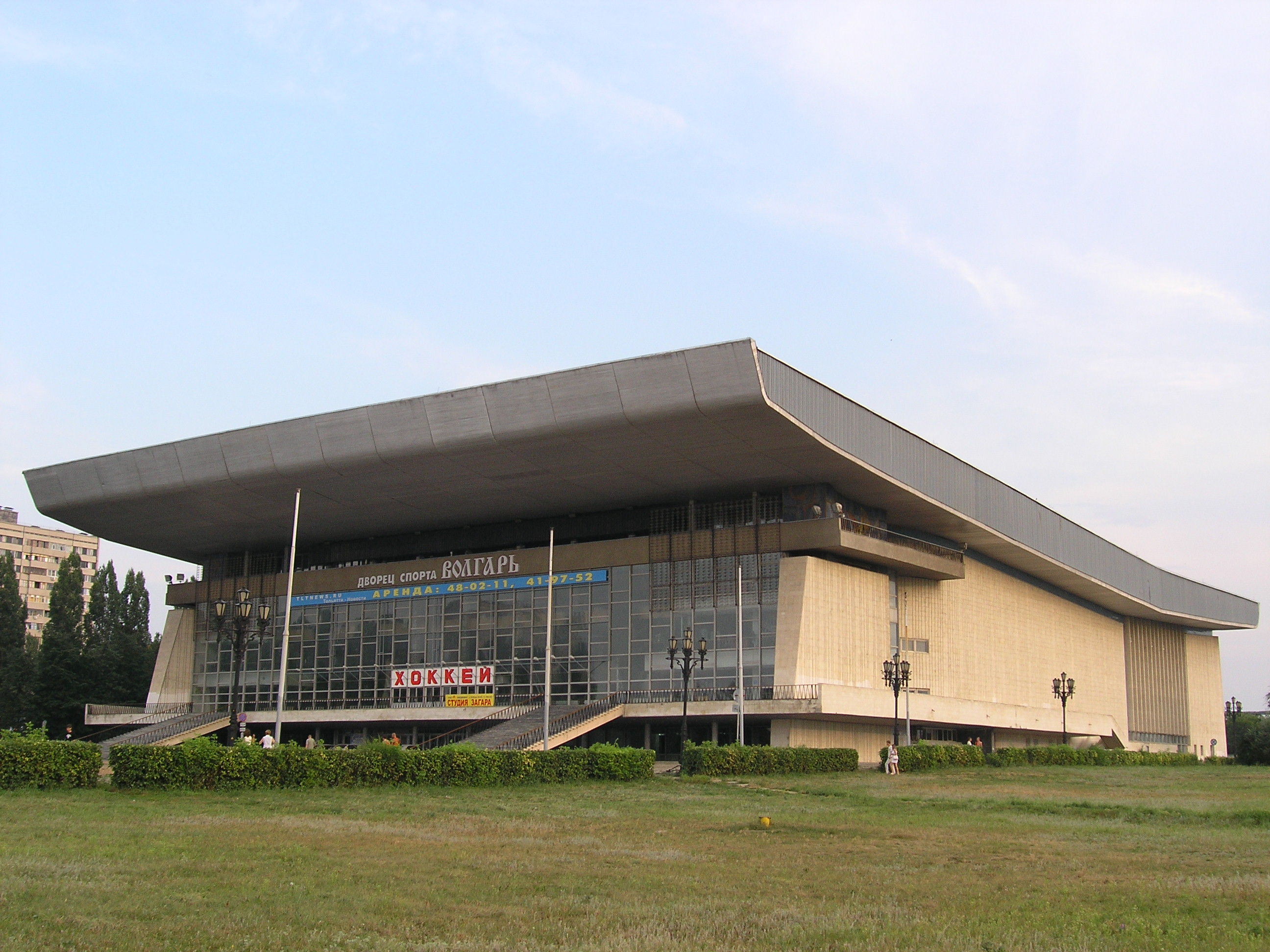
Дворец спорта «Волгарь»

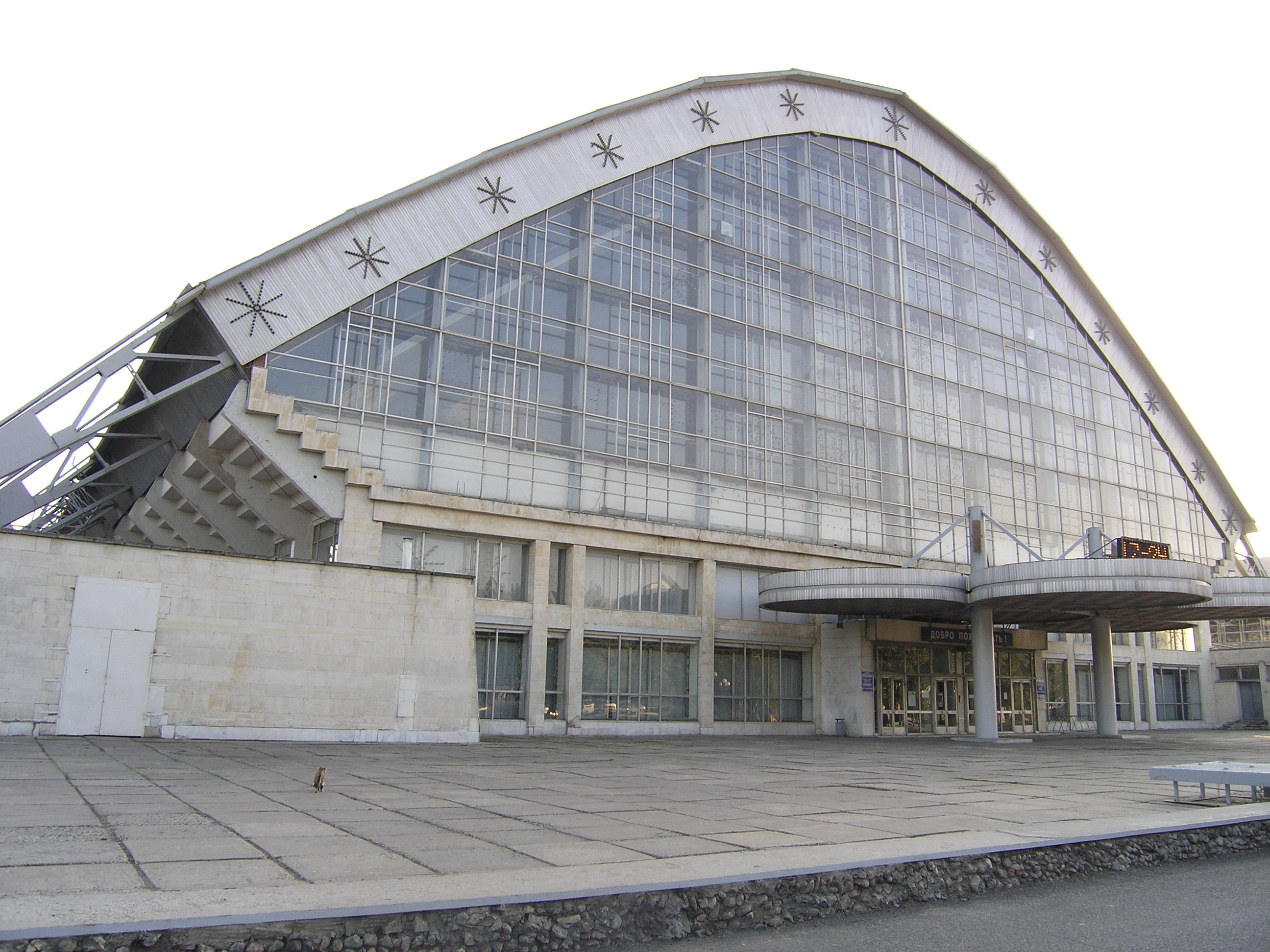
Универсальный спорткомплекс «Олимп»

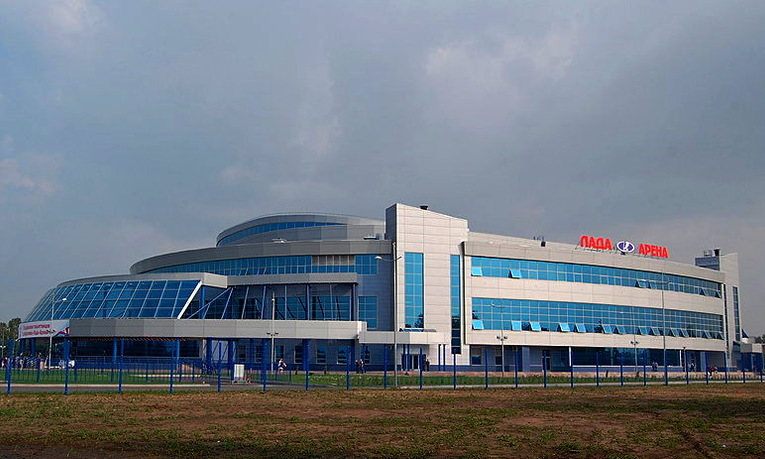
Ледовый дворец спорта «Лада-Арена»

Крупнейшие спортивные объекты города:
- дворец спорта «Волгарь»;
- стадион «Торпедо»;
- стадион «Строитель»;
- спортивные комплексы «Кристалл», «Олимп», «Акробат», «Труд», «Слон»;
- плавательные бассейны «Дельфин», «Старт», «Олимп», «Прилесье»;
- теннисный комплекс «Тольятти-теннис-центр», «Девис», «Слон»;
- яхт-клуб «Дружба»;
- яхт-клуб «Химик»;
- ледовый дворец «Лада-Арена»;
- автодром КВЦ.

Среди спортивных клубов можно выделить:
- хоккейный клуб «Лада» — двукратный чемпион России, многократный призёр чемпионата России по хоккею с шайбой;
- футбольный клуб «Лада-Тольятти» — участник чемпионата страны (второй дивизион), хорошо зарекомендовал себя в кубковых матчах. В 2003 году ФК «Лада» играл в полуфинале Кубка России по футболу, победив последовательно трёх представителей Премьер-лиги. В 1990-х годах клуб выступал в Высшей лиге;
- футбольный клуб «Акрон» — выступает в Российской премьер лиге, в сезоне-2019/2020 — победитель в группе «Урал-Приволжье»;
- женский футбольный клуб «Лада» — неоднократный чемпион России, победитель Кубка Италии-2005;
- спидвейный клуб «Мега-Лада» — 12-кратный чемпион России. Четырёхкратный обладатель Кубка европейских чемпионов по спидвею;
- женский гандбольный клуб «Лада» — пятикратный победитель чемпионата России, обладатель кубка России-2006, победитель Кубка обладателей кубков европейских стран-2002, серебряный призёр Лиги чемпионов-2007. Игроки «Лады», выступая за сборную России, становились чемпионами мира (2001, 2005);
- футбольный клуб «Академия» — все футболисты клуба проходят подготовку в футбольном интернате Академия футбола имени Юрия Коноплёва. В 2015 году «Академия» объединилась с молодёжной командой ФК «Лада-Тольятти».

На международных соревнованиях спортсмены Тольятти выступают в таких дисциплинах как футбол, хоккей, спидвей, карате, спортивная гимнастика, бокс и парусный спорт.
Самым знаменитым из тольяттинских спортсменов является гимнаст Алексей Немов — четырёхкратный олимпийский чемпион и многократный чемпион мира.
Самым титулованным спортсменом города по боевым единоборствам является Александр Герунов — неоднократный чемпион мира и России по карате во всех его видах: личные, командные, видовые и абсолютные первенства.
Заслуженный тренер СССР и России Виталий Гройсман подготовил 29 чемпионов мира и Европы по акробатике и прыжкам на батуте.
Тольятти — крупный центр соревнований по автоспорту: по ралли, кольцевым гонкам, автокроссу, багги. Ежегодно в городе проводится автомобильная гонка «Серебряная ладья», проводимая традиционно в последнее воскресенье сентября на автодроме КВЦ ОАО «АВТОВАЗ» спортивно-техническим клубом «Лада», приуроченная к празднованию Дня машиностроителя, а также этапы чемпионата России по шоссейно-кольцевым гонкам. Тольяттинский мотогонщик Эмиль Сайфутдинов в сентябре 2007 года впервые стал чемпионом мира по спидвею среди юниоров в личном зачёте, а в октябре 2008 года повторил своё достижение.
Также проводится традиционная зимняя синхронная рождественская гонка на полигоне НТЦ ОАО «Автоваз» в селе Сосновка.
В Тольятти расположена городская трасса «Тольятти-ринг» на которой проводились этапы кубка России по кольцевым автогонкам.
Последний этап «LADA Granta CUP» прошёл в 2013 году. Дальнейшая судьба трассы под вопросом в связи с недостаточной безопасностью и финансированием. В некоторых местах железные ограждения уже разобраны. Ежегодно проводится спартакиада боевых искусств «Непобедимая держава».
В Тольятти развит спортивный туризм. Спортивные соревнования проводятся на ежегодных туристических фестивалях: Захаровском слёте и Грушинском фестивале. Более 40 лет проводится «Жигулёвская кругосветка» — спуск на ялах вокруг Самарской Луки. Раз в пять лет в Тольятти проводится «Молодецкое кольцо» — традиционное спортивное соревнование в формате квадратлона.
Из-за значительного сокращения финансирования после смены руководства на ОАО «АВТОВАЗ» многие спортивные клубы оказались в бедственном положении, были вынуждены расстаться с ведущими игроками, сменили лиги выступления на более низшие.

## Образование

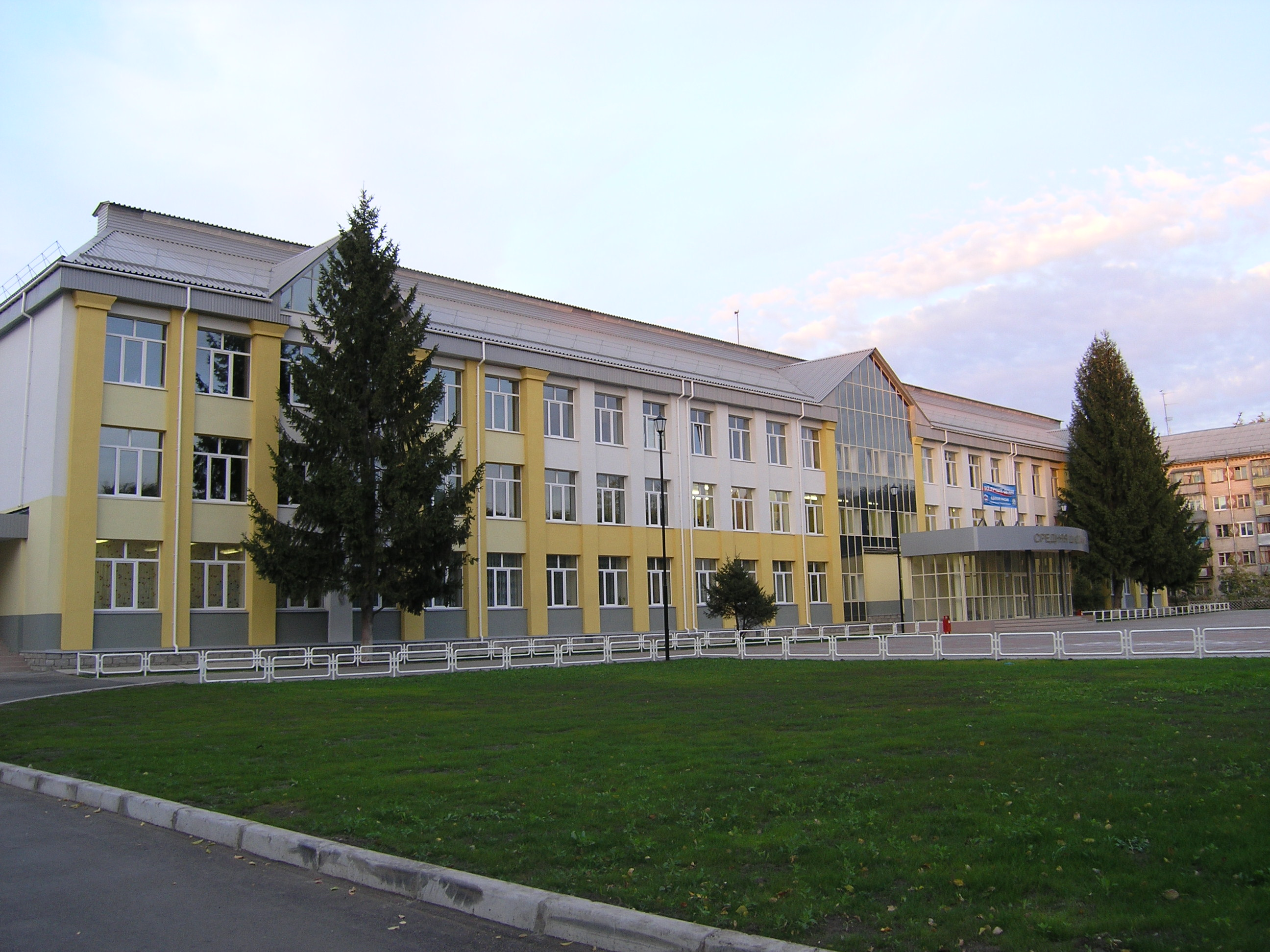
Школа № 13

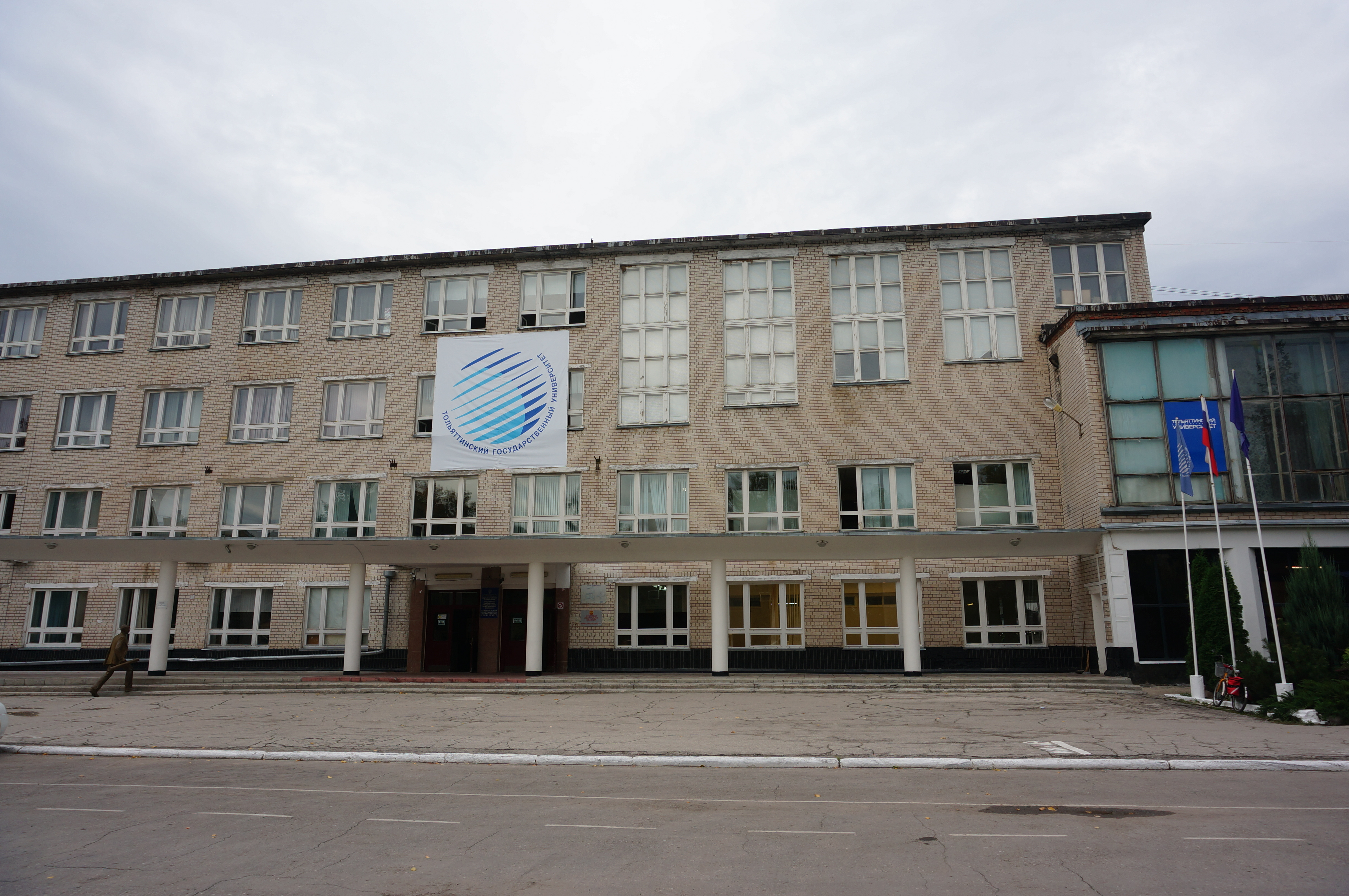
Тольяттинский государственный университет — главный ВУЗ города

У жителей Тольятти достаточно высокий уровень образования. В 1989 г. среди занятого населения на 1000 человек приходилось лиц с высшим, незаконченным высшим и специальным средним образованием среди мужчин — 366, среди женщин — 483 (84,9 %). Во многом это объясняется сложившейся в городе системой образования, представленной многочисленными учреждениями различных типов, видов и форм собственности.
Степень охваченности детей дошкольного возраста местами в детских садах составляет всего порядка 74 %, что привело к появлению многочисленных очередей: при полном отсутствии мест в садах в очередях находится почти 12 000 детей. Проблема усугубляется тем, что в середине 1990-х многие сады были расформированы, а здания перепрофилированы под нужды различных учреждений либо коммерческих организаций.

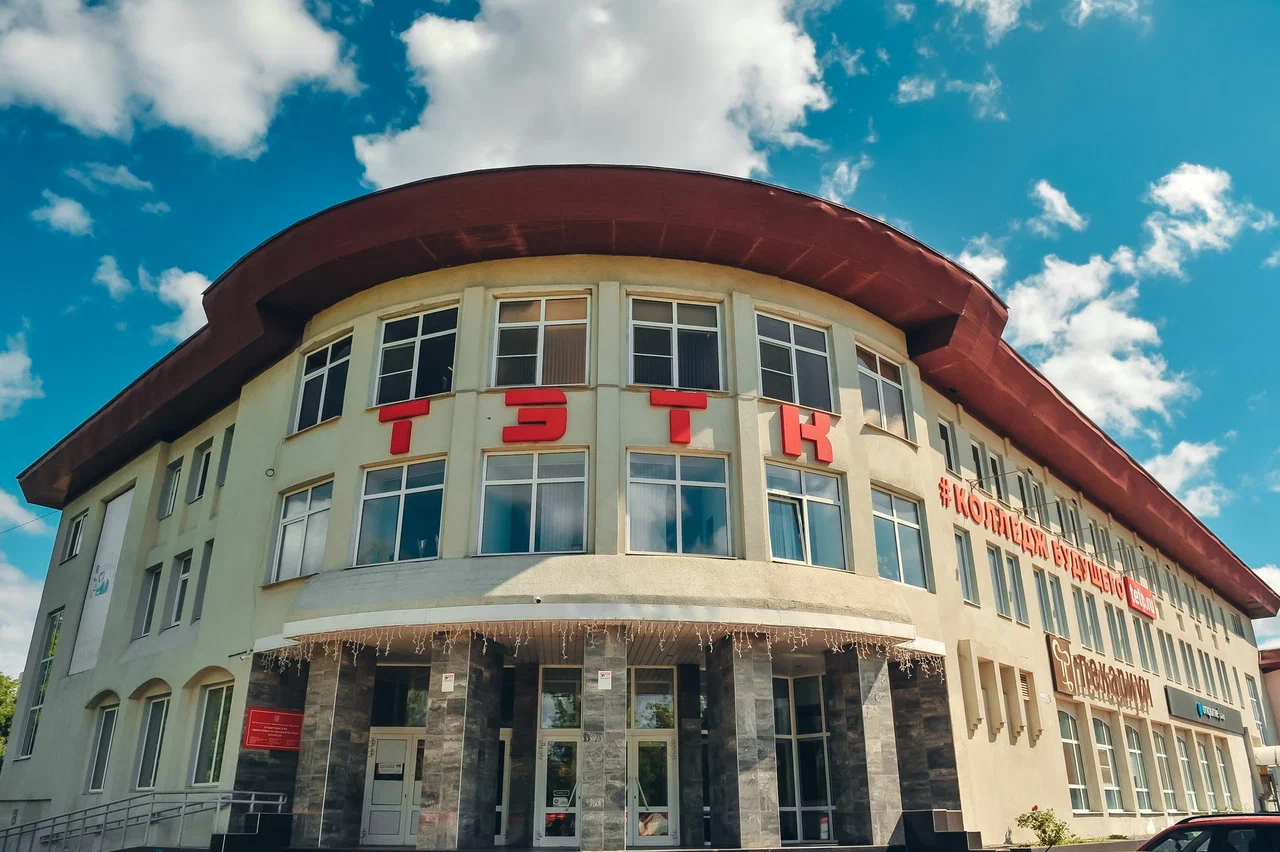
Тольяттинский экономико-технологический колледж

Среднее образование города представлено 92 муниципальными школами, в которых обучается 68,9 тыс. человек, а также 8 негосударственными общеобразовательными учреждениями. Хорошо развита система целевой подготовки школьников: во всех районах города есть специализированные лицеи и гимназии, позволяющие углублённо изучать те или иные виды дисциплин.
Помимо этого в Тольятти существует 3 специальных школы-интерната. Система дополнительного образования состоит из 32 различных учебных заведений: сюда входит несколько музыкальных школ, а также ряд детско-юношеских спортивных школ.
Система профессионального образования Тольятти представлена рядом образовательных учреждений различного уровня и профиля подготовки: одним училищем начального профессионального образования, а также 23 учреждениями среднего профессионального образования, среди которых, помимо технических, есть педагогический и медицинский колледж. Ниже представлен список таких заведений:
- Тольяттинский колледж сервисных технологий и предпринимательства (ТКСТИП);
- Тольяттинский социально-экономический колледж (ТСЭК);
- Тольяттинский экономико-технологический колледж (ТЭТК);
- Колледж технического и художественного образования (КТиХО);
- Тольяттинский электротехнический техникум (ТЭТ);
- Колледж управления и экономики (КУиЭ);
- Тольяттинский машиностроительный колледж (ТМК);
- Тольяттинский индустриально-педагогический колледж (ТИПК);
- Колледж гуманитарных и социально-педагогических дисциплин имени Святителя Алексия, Митрополита Московского;
- Тольяттинский медицинский колледж;
- Экономико-правовой техникум;
- Тольяттинский химико-технологический колледж (ТХТК);
- Колледж волжского университета имени В. Н. Татищева (колледж ВУИТ);
- Колледж Поволжского государственного университет сервиса (колледж ПВГУС);
- Современная гуманитарная бизнес академия (СГБА);
- IT-колледж «Академия ТОП».

В Тольятти действует ряд высших учебных заведений разного типа и направлений. Каждый из вузов, помимо популярных в России экономических и юридических специальностей, готовит специалистов и других направлений:
- Тольяттинский государственный университет сформирован на базе Тольяттинского политехнического института и филиала Самарского государственного педагогического университета, поэтому в нём готовят как инженеров, так и педагогов по 118 специальностям[158]. Это старейший и крупнейший вуз города;
- Поволжский государственный университет сервиса готовит специалистов коммерции, товароведов, дизайнеров, модельеров, социальных работников, а равно и специалистов по обслуживанию различной бытовой и радиоэлектронной аппаратуры 118 специальностей[159];
- «Волжский университет имени В. Н. Татищева» от прочих вузов отличается наличием специальностей экологического и гуманитарного профилей 32 специальности[160] — С 2018 года является филиалом Казанского университета[161];
- Поволжский Православный Институт (негосударственный) с 2016 года готовит специалистов по 6 педагогическим специальностям[160]. Таких как: начальное образование, филология отечественная и зарубежная, а в будущем и теология.

В городе действует филиал «Самарской гуманитарной академии» и филиал института повышения квалификации РАНХиГС.
В 2009 году ОАО «АвтоВАЗ» открыло собственное учебное заведение: корпоративный университет, на базе Учебного центра ВАЗа.
До 2015 года в Тольятти существовало много филиалов московских, санкт-петербургских и самарских вузов.

## Наука
В Тольятти с 1983 года действует научно-исследовательский институт экологии Волжского бассейна РАН. Работает Тольяттинский институт технического творчества и патентоведения. Научно-исследовательские институты цементного машиностроения (ВНИИцеммаш) и нерудных полезных ископаемых (ВНИИнеруд) в период экономического кризиса 1990-х годов и спада промышленного производства фактически прекратили своё существование.

## Культура

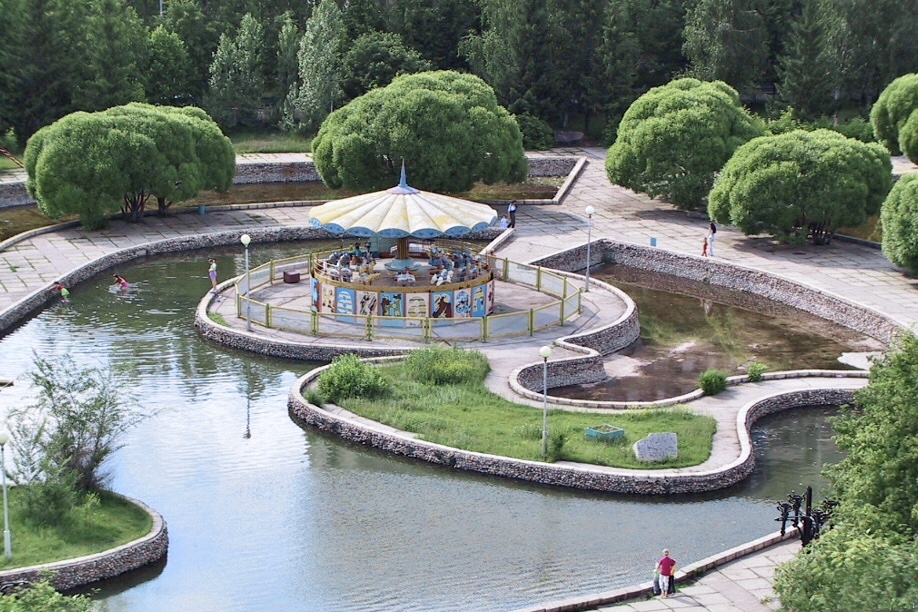
Детский парк Автозаводского района

При разработке генерального плана города в 1970-х годах формирование культурного потенциала было отнюдь не в числе приоритетных задач. Так первый профессиональный городской театр для взрослой аудитории появился лишь в 1988 году, филиал самарской филармонии — в 1980 году. Долгое время на культурную жизнь города во многом оказывала влияние культура Самары. Среди приехавших в Тольятти в период бурного роста города существенную часть составляют выходцы из сельской местности, со своим обособленным культурным укладом (см. также раздел Миграция). Специалисты отмечают, что город не успел пройти весь эволюционный путь, чтобы сформировать собственную культурную среду, что частично объясняет сложившуюся в 1990-х годах социальную ситуацию в Тольятти, культурную тягу многих горожан к Самаре и заметный отток некоторых групп населения в другие города, в частности — с целью получения качественного образования.
На 1 октября 2006 года в городском округе Тольятти культурную деятельность осуществляли: 2 учреждения культурно-досугового типа с числом зрительских мест — 1110; 46 муниципальных библиотек с библиотечным фондом около 2 млн экземпляров; несколько театров, концертная организация — Филармония; 16 образовательных учреждений дополнительного образования детей; учреждение высшего профессионального образования в области культуры «Тольяттинский институт искусств»; 3 парка культуры и отдыха. В городе расположен Дворец культуры искусства и творчества (ДКИТ) — являющийся крупнейшим учреждением культуры Самарской области и достопримечательностью города.
В 2018 году в кинотеатрах России был показан кинофильм «Только не они», съёмки которого прошли в Тольятти.

### Музеи
- Тольяттинский краеведческий музей, открыт в 1962 году, 55623 единиц хранения, 167 124 посетителя в год (в среднем)[167]. Новая экспозиция «20 век: Ставрополь-Тольятти» представляет современную историю города[168].
- Парковый комплекс истории техники имени К. Г. Сахарова (в прошлом — Технический музей), открыт 7 сентября 2001 года, занимает площадь 38 гектар, представляет более 460 крупных и около 3000 мелких экспонатов. Представлены реальные образцы оружия времён Первой мировой и Великой Отечественной войн, выставлены модели техники, стоящей на вооружении современных армий. Также представлены грузовые и легковые автомобили отечественного и импортного производства. Создана экспозиция железнодорожной, сельскохозяйственной, космической техники. Некоторые экспонаты существуют в единственном экземпляре. Особое внимание вызывает дизельная подводная лодка Б-307 (проекта 641Б), доставленная с места службы целиком. В 2005 году количество посетителей музея составило около 40 тысяч человек.
- Городской музейный комплекс «Наследие», работает с 1996 года, создан на базе первого дома, перенесённого из зоны затопления в мае 1953 года.
- Музей историко-культурного наследия г. Тольятти, 755 единиц хранения, 4880 посетителей в год, одной из основных задач является охрана памятников истории и культуры города (ликвидирован в 2012 году, часть фондов передана в Тольяттинский краеведческий музей).

### Галереи и выставочные залы
- Тольяттинский художественный музей (учреждение известно как Тольяттинская картинная галерея) открыт в 1987 году, имеет 8812 единиц хранения, в среднем принимает 151 700 посетителей в год.
- Музей актуального реализма (основан в 2011 году)[169], в коллекции живопись и графика периода c середины XX века до наших дней с акцентом на искусстве реалистической школы. Является многолетним участником проекта «Красные ворота: против течения» Российской академии художеств
- Выставочный зал «Куб».
- Галерея «Дом девяти».

### Театры, ансамбли, филармонии

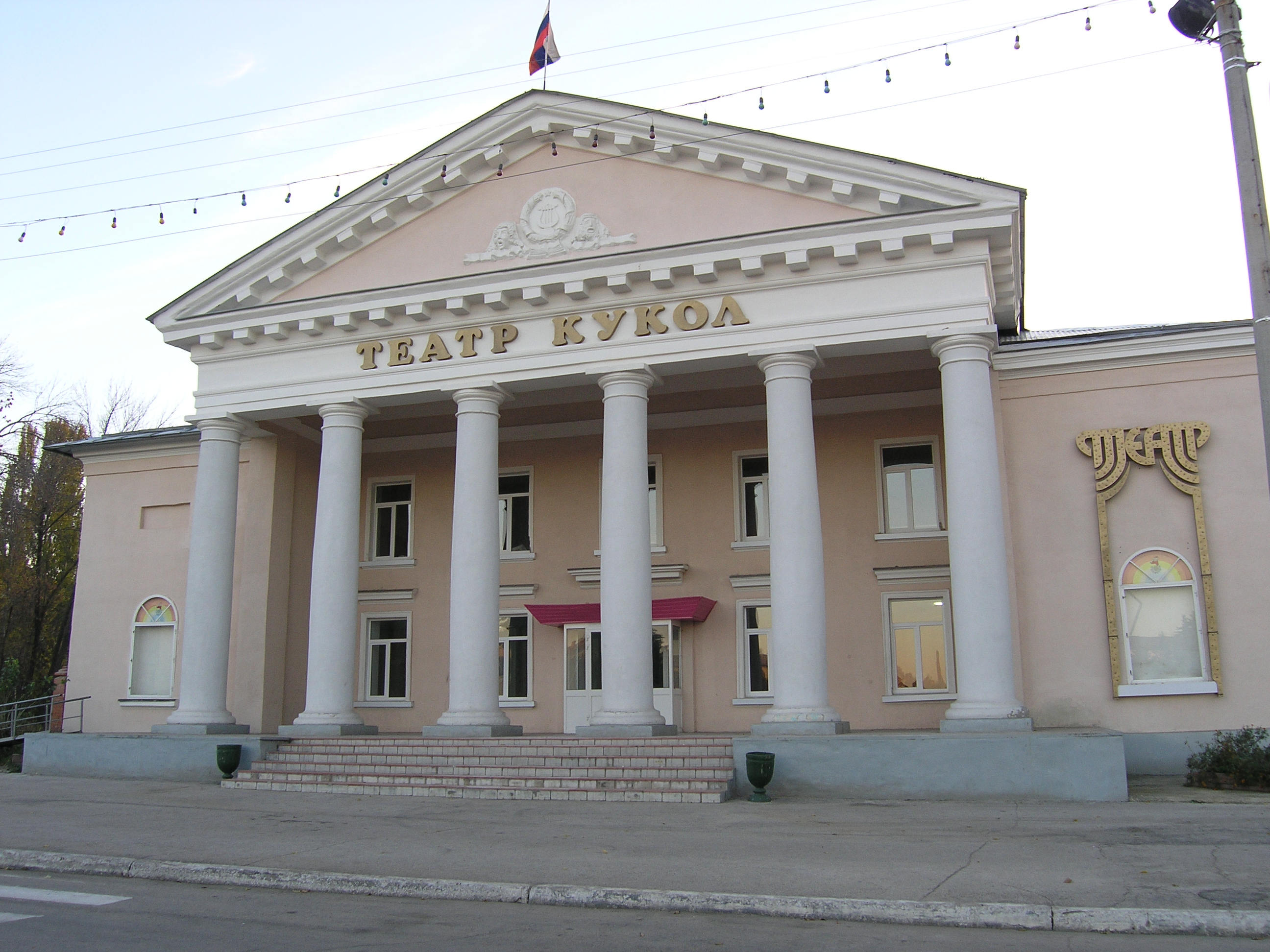
Тольяттинский театр кукол

- Тольяттинский театр кукол — первый профессиональный театр, создан в 1973 году.
- Драматический театр «Колесо», открытый в 1988 году, был первым в стране контрактным театром[170]
- Молодёжный драматический театр (бывший театр юного зрителя) создан в 1992 году
- Театр «Дилижанс».
- Театр «Вокзал».
- Театр-студия «Секрет».
- Театр «Вариант».
- Театральный центр «Голосова-20».
- Театр кукол и масок «Буратино», открыт в 1999 году.
- Театральный центр «Три грации».
- Детский музыкальный театр «ДАР» под руководством Елены Золотухиной.
- Тольяттинская филармония — открыта в 1992 году, симфонический оркестр, джазовый оркестр, оркестр русских народных инструментов.
- Образцовый ансамбль танца «Счастливое детство» создан в 1971 году при детском доме культуры ВАЗа.
- Образцовый ансамбль танца «Самоцветы» создан в 1976 году при Дворце культуры «СинтезКаучук».
- Народный ансамбль танца «Жигулёвские зори» создан в 1971 году.

### Кинотеатры

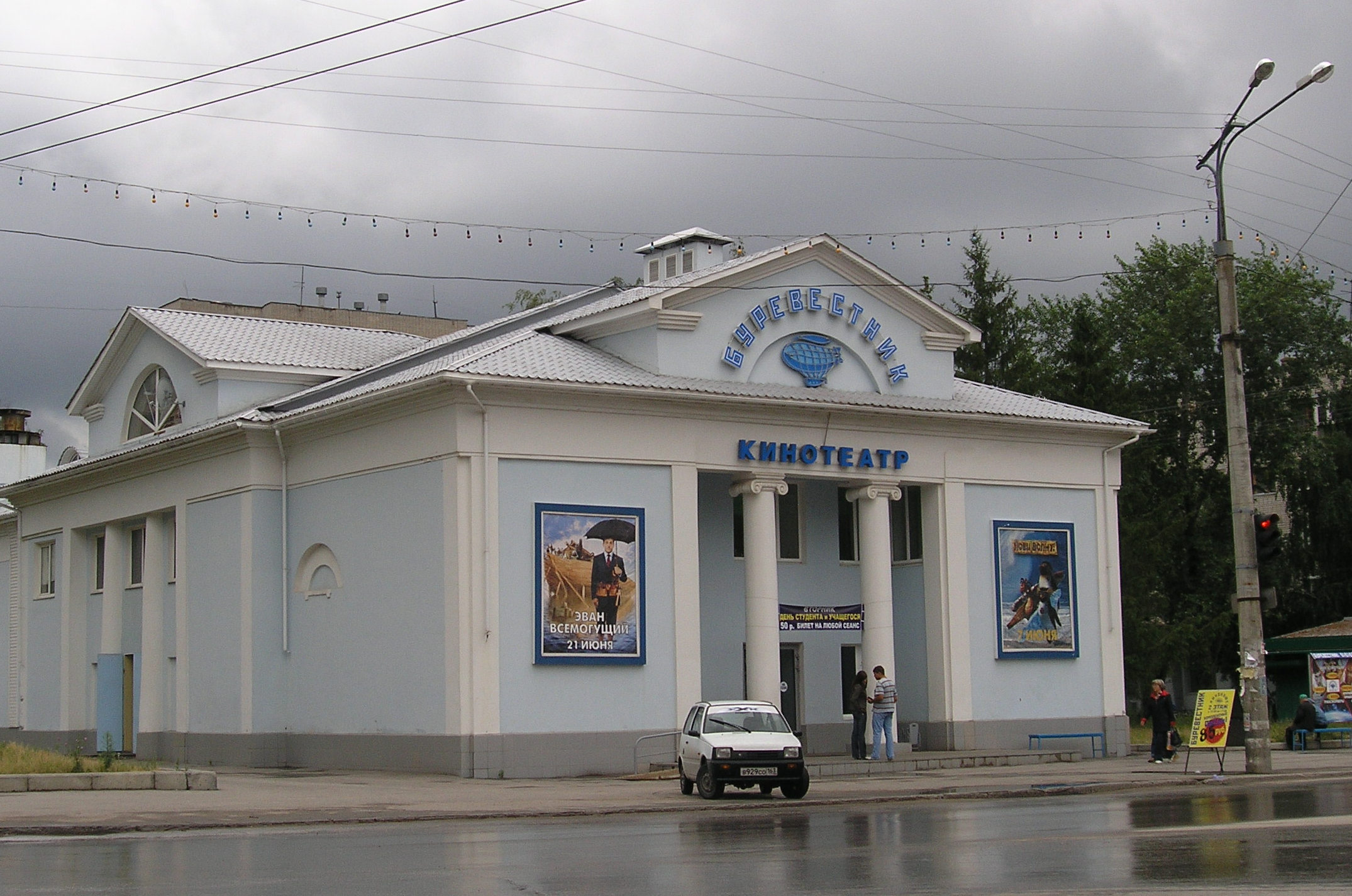
«Буревестник» — старейший кинотеатр города

- «Сатурн», 1 кинозал на 724 места (прекратил свою работу 25.09.2011);
- Сеть кинотеатров «Вега-Фильм»:
  - в «Капитале», 4 кинозала на 440 посадочных мест;
  - в ТЦ «Вега», 4 кинозала на 570 посадочных мест, DVD-HALL на 12 посадочных мест;
- «Аэрохолл», 6 кинозалов на 706 посадочных мест;
- «Три Пингвина», 5 кинозалов на 488 посадочных мест;
- «MORI CINEMA» в молле PARK HOUSE, 8-зальный мультиплекс, рассчитанный на 1239 мест. Единственный в Самарской области зал IMAX (открыт в июне 2014 года)[171].

Действуют кинозалы во дворце культуры и техники ВАЗа и дворце культуры «Тольяттиазот».
Несмотря на то, что количество кинозалов на душу населения в Тольятти не превышает среднероссийских показателей, уровень их наполняемости весьма невысок, что создаёт серьёзную финансовую проблему для их владельцев. Так, в 2007 году, не проработав и года, закрылся мультиплекс «Формула Кино», а с середины 2008 года приостановил деятельность старейший кинотеатр города «Буревестник» вместимостью 236 мест.
В Тольятти работал киноклуб «Колизей», занимающийся продвижением «некоммерческого» кино, показывающий ретроспективы мировой киноклассики, а также новейшие фильмы, не вышедшие в России в широкий прокат.

### Фестивали

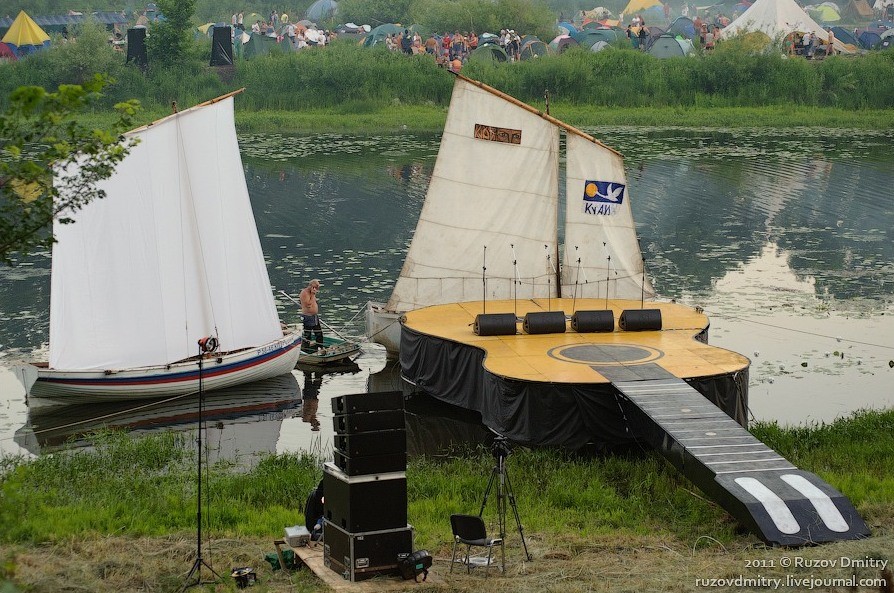
Главная сцена Грушинского фестиваля

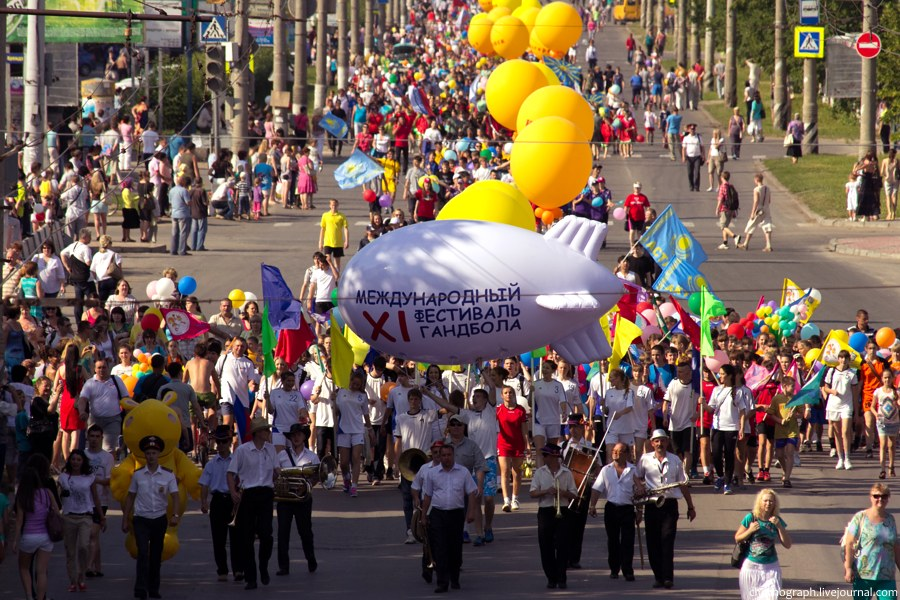
Парад XI фестиваля гандбола

Ежегодно в городе и окрестностях проводится более десятка разнообразных фестивалей, в том числе:
- Грушинский фестиваль авторской песни (окрестности Тольятти, с 1968 г.)
- Захаровский слёт (окрестности Тольятти, с 1963 г.)
- Фестиваль ушу (с 1997 года)[173]
- детский фестиваль гандбола (с 2001 года)[174]
- фестиваль друзей The Beatles (с 2001 года)
- фестиваль «Барабаны мира» (с 2003 г.)[175]
- фестиваль Тремоло (ранее называвшийся «Классика над Волгой») (с 2008 года)
- театральный фестиваль «Премьера одной репетиции» (с 2009 года)[176]
- фестиваль «Классика OPEN FEST» (с 2010 года)[177]
- конвент ролевых игр «ТолКон» (с 2013 года)
- фестиваль зимних видов спорта «Жигулёвское море» (с 2014 года)
- экологический фестиваль «Молодецкий» на Васильевских озёрах[178].

Наиболее известные за пределами Самарской области фестивали, проходившие в Тольятти:
- Фестиваль песни памяти В. Хара (с 1974 по 1986 гг.)[179]
- Рок-фестиваль «Автоград» (с 1970-х по начало 2000-х годов)[180][181]
- фестиваль драматургии «Майские чтения» (с 1990 по 2009 гг.)[182]
- фестиваль джаза им. О. Лундстрема (с 1995 по 2005 гг.)[183]
- фестиваль «Музейный Пикник» (с 1997 по 2011 гг.)[184]
- фестиваль электронной музыки и экстремального спорта «ГЭС» (с 2007 по 2015 гг.)

## Архитектура и достопримечательности Тольятти
Современная история Тольятти насчитывает всего полвека, поэтому при рассказе об архитектуре и памятниках города следует иметь в виду специфику его застройки: на новом месте город был полностью отстроен заново лишь с незначительными элементами от старого Ставрополя.

### Архитектура

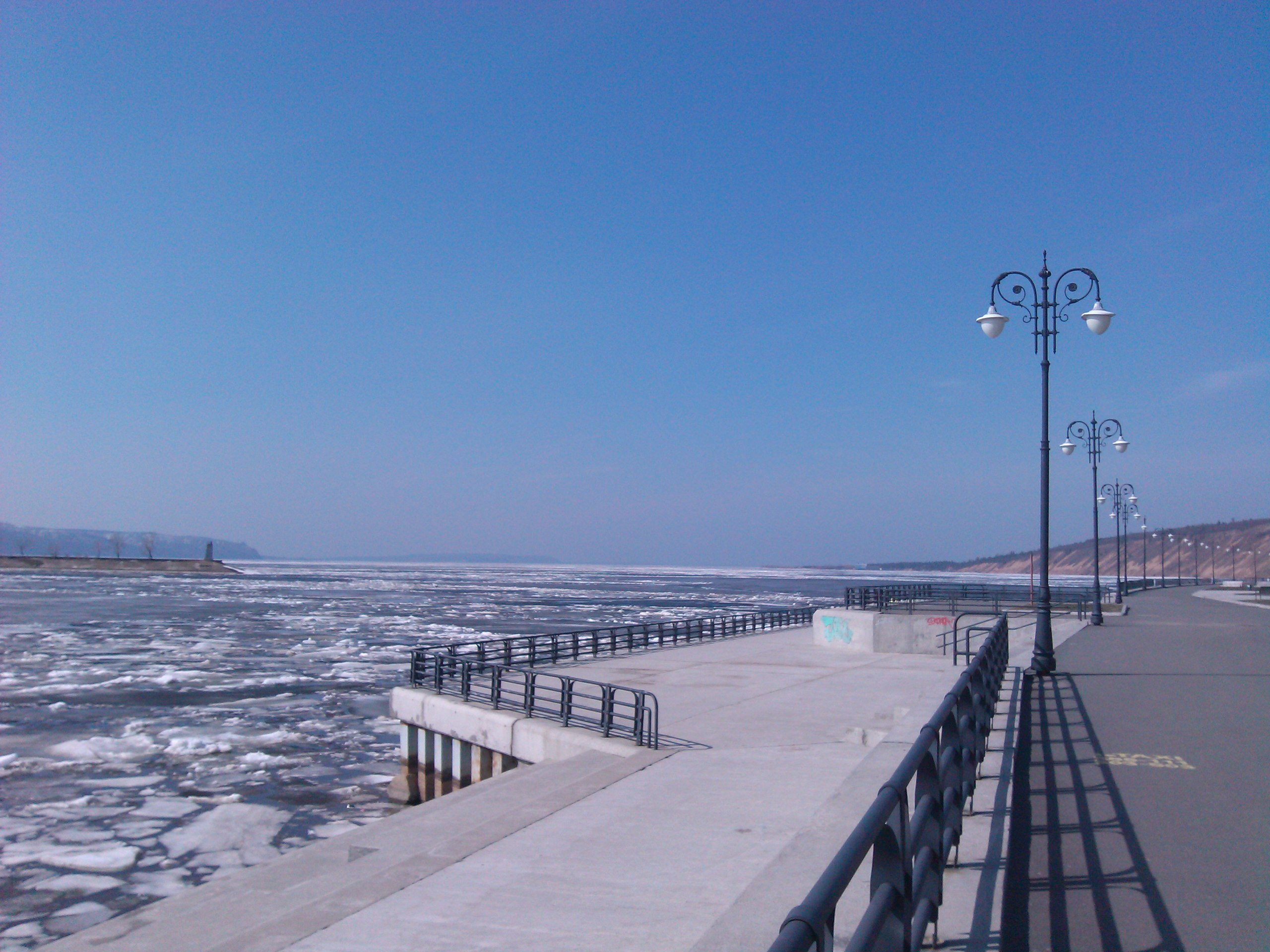
Набережная Тольятти

От архитектуры старого города в первозданном виде остался лишь комплекс зданий бывшей земской больницы, оказавшийся выше уровня затопления.
Архитектура каждого из районов города уникальна и не похожа на другие. В Комсомольском районе много малоэтажных зданий сталинского и хрущёвского периодов. Бараки, появившиеся при строительстве ГЭС, в 1980-х годах были снесены и заменены на современные многоэтажные здания. Среди архитектурных особенностей заслуживает внимания часть Шлюзового микрорайона, представляющая собой целостный ансамбль эпохи советского классицизма. Эту часть города порой называют «маленьким Петербургом».
В Центральном районе сохранилось много частных деревянных домов, перенесённых при переносе города. Они послужили основой при формировании частного сектора, занимающего весьма большую площадь. Однако лишь некоторые из них сохранили исторический облик; подобные здания считаются ныне памятниками архитектуры города. Большинство многоэтажных зданий района — хрущёвки различных модификаций, лишь несколько кварталов района застроены 9, 14 и 16-этажными зданиями. От других район отличается и наличием коттеджного посёлка на границе лесной зоны, отделяющей Автозаводский район. Портпосёлок — единственное место в городе, где можно встретить жилые дома барачного типа.
Автозаводский район, застройка которого началась в 1960-е годы и продолжается до сих пор, сформирован из типовых кварталов. Район, создаваемый для проживания строителей и работников «АвтоВАЗ», стал первым в стране, построенным без времянок и бараков. В 1973 году группа архитекторов-создателей нового района получила Государственную премию. Кварталы застроены 5, 9, 14 и 16-этажными зданиями различных планировок, многие здания и сооружения культурно-бытового назначения — школы на 2352 и 1176 мест, детские сады на 280 и 320 мест, больницы и поликлиники строились в экспериментальном порядке впервые в стране. Однако «город—мечта», планировавшийся в 1970-х и даже вошедший в зарубежные учебники по архитектуре, не получился. Кварталы-близнецы типовой застройки не радуют глаз, наличие уникальных крупных культурных, торговых зданий не смогло заменить уют небольших кафе, удобство киосков. Лишь в 1990-х новые кварталы стали застраиваться по индивидуальным проектам. Впрочем, и в этом районе есть свои архитектурные достопримечательности: один из крупнейших в Поволжье торговый центр «Русь на Волге», здания дворца культуры и техники ВАЗа и дворца пионеров, Спасо-Преображенский собор.

### Памятники

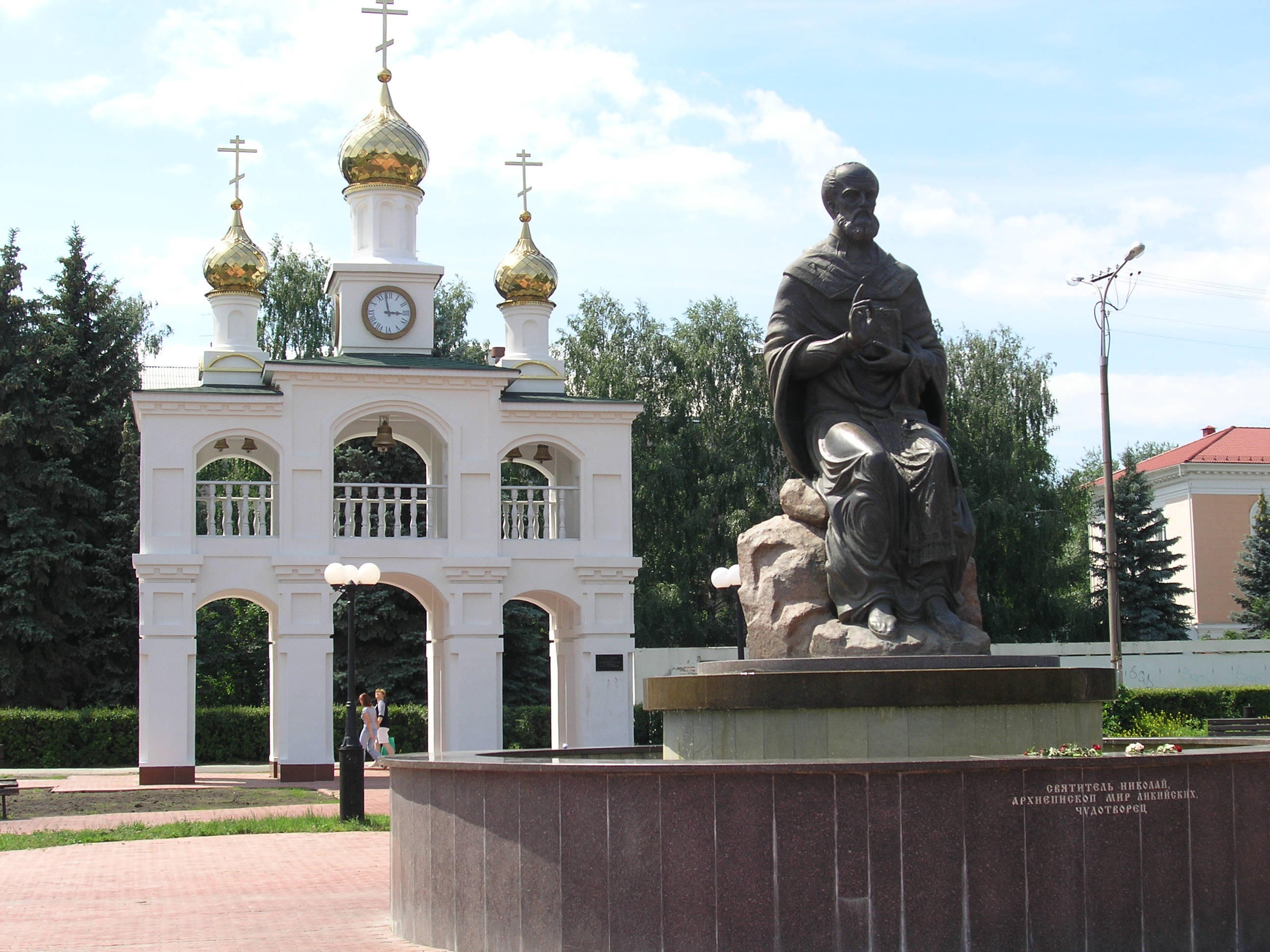
Мемориальный комплекс в честь строителей города

Современная история Тольятти насчитывает всего полвека, поэтому следует учитывать специфику его застройки: на новом месте город был полностью отстроен заново лишь с незначительными элементами от старого Ставрополя. Тем не менее, Тольятти входит в федеральный список исторических городов России.
Благодаря Всесоюзному симпозиуму скульпторов, работающих по камню, прошедшему в Тольятти 1987 году, в городе появились новые памятники.
По данным департамента культуры мэрии, общее количество памятников истории и культуры, взятых под охрану в городе — 167. Это памятники градостроительства и монументальные памятники, памятные знаки и мемориальные доски. Памятники градостроительства представлены как единичными объектами, так и целыми комплексами. Это здания, сохранившиеся от затопленного Ставрополя, перенесённые при затоплении, а также построенные в 50-х годах XX века.
Свыше половины памятных и архитектурных мест находится в Центральном районе. Здесь на площади Свободы горит Вечный огонь, возвышается Обелиск Славы в честь героев-земляков, погибших в годы Великой Отечественной войны. Культурную и историческую ценность представляют Варваринская церковь 1846 года постройки в посёлке Фёдоровка. Среди наиболее выдающихся достопримечательностей — монументально-декоративная композиция «Прометей», установленная на здании ДК «Тольятти».
В последние годы стали появляться новые памятники: на берегу Волги в честь 260-летия образования города установлен памятник основателю города В. Н. Татищеву, в городском парке появилась скульптурная композиция «Скорбящий ангел», посвящённая жертвам политических репрессий, памятник псу Верному, скульптура Николая Чудотворца и многие другие.
Стоит учитывать, что не все недавно появившиеся памятники официально зарегистрированы таковыми и взяты под охрану из-за своей молодости.

## Средства массовой информации

### История развития СМИ в городе
История средств массовой информации в Тольятти ведёт свой отсчёт с 1918 года, когда появилась первая ставропольская газета: «Ставропольская беднота». Ни одного экземпляра этой газеты не сохранилось. Претерпев несколько переименований (наиболее известное «Коммунист-большевик») газета выходила до 1930-х годов. При строительстве ГЭС в городе появилось такое явление как заводские многотиражки: до выхода в 1953 году общегородской газеты «За коммунизм» издание «Гидростроитель» с грифом «За пределами строительства не распространяется» по сути являлось единственным регулярным печатным изданием общегородского масштаба.
Газета «За коммунизм» являлась единственным городским средством массовой информации до конца 1980-х. Единственным конкурентом ей была вазовская многотиражка «Волжский автостроитель».

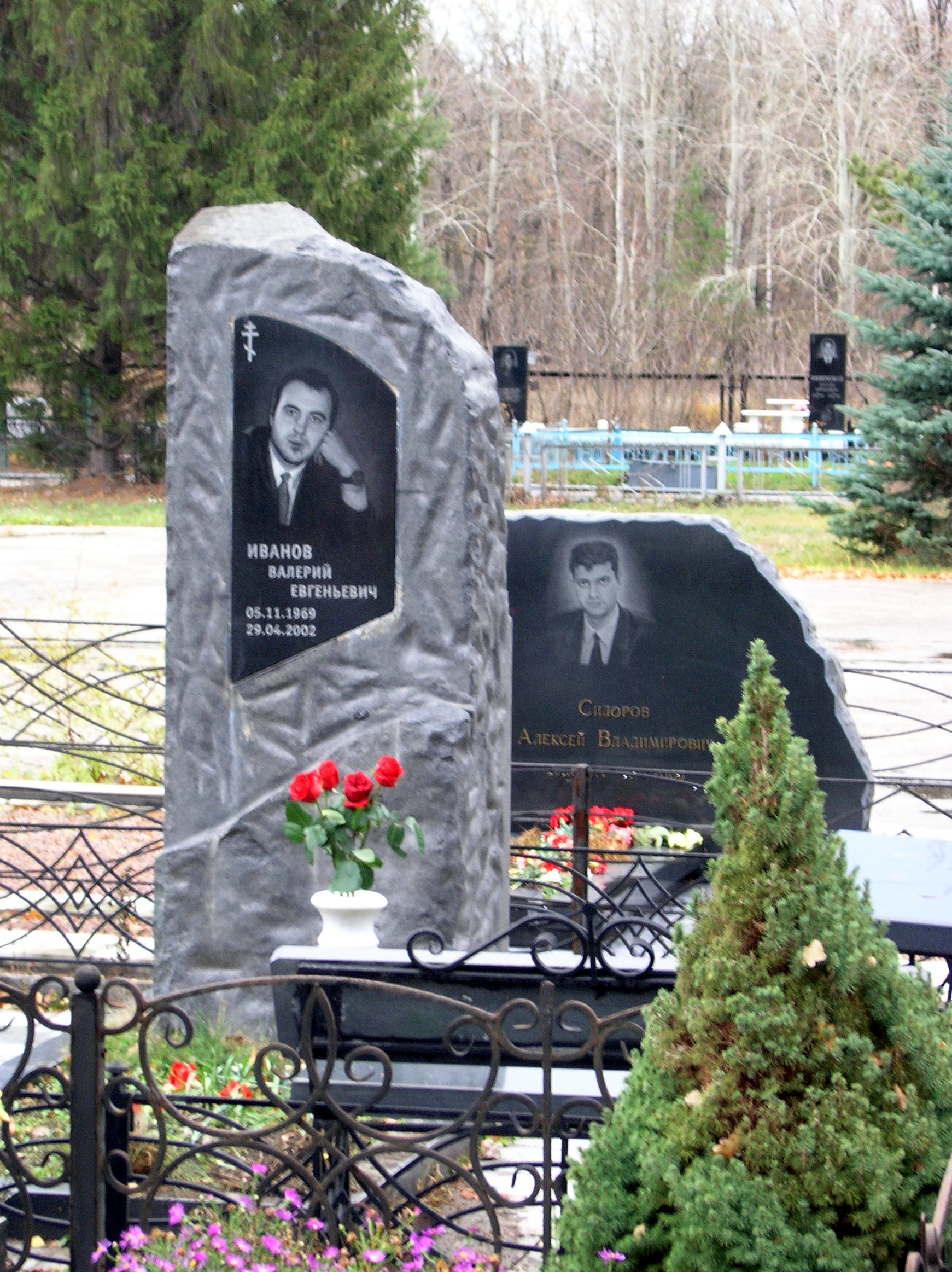
Могилы главных редакторов «Тольяттинского обозрения» Валерия Иванова и Алексея Сидорова

Новый этап в истории городских СМИ начался в конце 1980-х — начале 1990-х годов, когда в городе появился целый ряд альтернативных печатных изданий, а также городские телекомпании. Однако оказалось, что журналистика в Тольятти — весьма опасная профессия. За постсоветский период в городе были убиты:
- 1995 — главный редактор «Тольятти сегодня» (так стала называться газета «За коммунизм») Андрей Уланов;
- 1996 — владелец первой телекомпании ТВТ, занявшейся трансляцией федеральных каналов Алик Гасанов;
- 1996 — директор и основатель телекомпании «ЛАДА ТВ» Сергей Иванов и главный редактор Сергей Логинов;
- 1997 — редактор газеты «Всё обо всём» Николай Лапин;
- 2002 — главный редактор «Тольяттинского обозрения», депутат Городской Думы Валерий Иванов;
- 2003 — главный редактор «Тольяттинского обозрения» Алексей Сидоров.

В 90-х в городе существовала телекомпания «Арт клуб „Диво“» основанная АО «Автоцентром-Тольятти-ВАЗ» Александром Пигарёвым, телекомпания «ИКС» под руководством Сергея Воробьёва, телекомпания «Паритет» под руководством Дмитрия Кузнецова, телекомпания ТВТ «Телевидение Тольятти» — программы которых ежедневно выходили через «Жигулёвский РТПЦ» в эфир утреннего и ночного времени на первом и втором канале, а также местной «ЛАДА-ТВ».
В этот период были попытки вещания местной телекомпании «Алмаз-ТВ» вещающей на 5-м метровом канале, в 10 квартале Автозаводского района.
По инициативе мэра города Сергея Жилкина были шаги по создания городского телевидения. Мэром было создано «Муниципальное телевидение» (МТВ) под управлением Дмитрия Лещинского и «Тольяттинское многоабонентное телевидение» (МУП ТМТ) под управлением Сергея Ташкина. Впоследствии кабельные сети ТМТ перешли в управление ООО «Сеть-М» и объединены в группу компаний ЛИК.
ВАЗ-ТВ (ООО «Лада Медиа)» на территории Автозаводского района Тольятти поглотила на территории района частные кабельные сети в 7-8 квартале «Кварц ТВ», в 5-4 квартале «Приоритет ТВ», в 2-квартале «Партнёр ТВ», последней которой стал в 15 и 16 кварталах «Молодёжный телевизионный канал» МТК брата бывшего мэра города Сергея Жилкина.
Телекомпания «ЛАДА ТВ» 10 канал и кабельное телевидение «Телекомпания ЛИК» после убийства и трагической гибели руководства, прекратили выпуск собственных программ. Учредителями была создана группа компаний ГК ЛИК, которая объединила в себе «ИКС», «ЛИК», «Сеть-М», создав общую кабельную сеть.
Основной городской телекомпанией, которая продолжает производство собственных программ и своё развитие, является заводская «ВАЗ-ТВ» (ООО ЛАДА МЕДИА). Компания прекратила транслировать в своих сетях программы местных телекомпаний-конкурентов и тем самым вытеснила их с общегородского рынка.

### Телевидение
Операторы кабельных телесетей города Тольятти
- «ЛАДА-МЕДИА» (ВАЗ ТВ)[197] — компания телерадиовещания и печати ОАО «АвтоВАЗ». Территория охвата сетей: Автозаводский район Тольятти.
- «ЛИК-ТВ» — группа компаний, объединяет в себе (ЗАО «ЛИК», «Сеть-М», ЗАО «ИКС»). Территория охвата сетей: Комсомольский район, Центральный район, и Шлюзовой микрорайон.

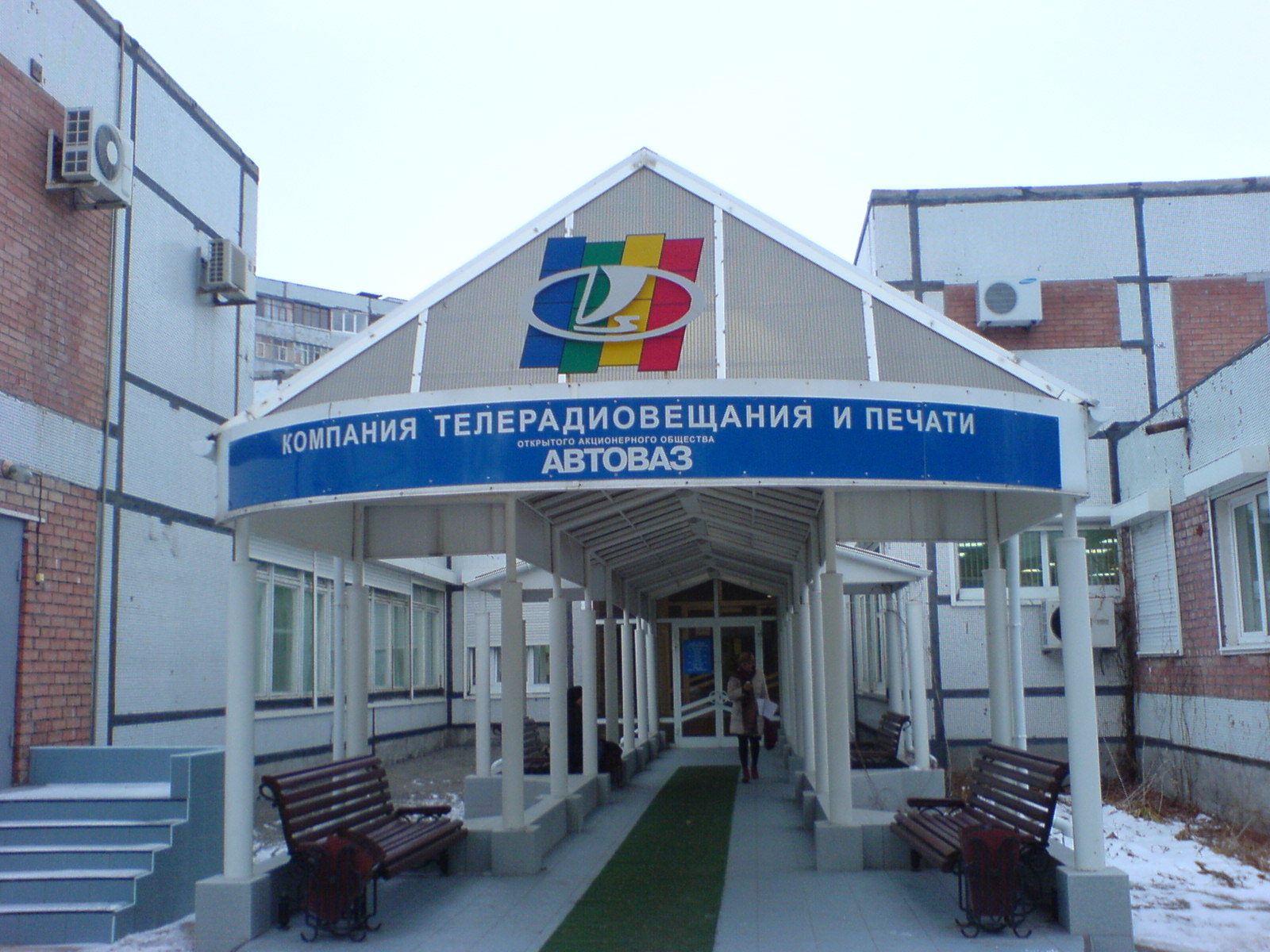
Центральный вход в телерадиокомпанию «ВАЗ-ТВ»

В городе принимаются сигналы 20 телеканалов федеральных мультиплексов цифрового телевидения, а также нескольких телеканалов в аналоговом формате: «Че!», «ТНТ», «СТС», «Матч! Страна», «Домашний». Кабельное телевидение предоставляет доступ к гораздо большему числу каналов.
Местные и самарские телекомпании «СКАТ», «ВАЗ ТВ», «Терра», ГТРК «Самара», ТРК «Губерния» производят собственный программный продукт, ретранслируют на основе сетевого партнёрства федеральные каналы, строят кабельные сети.

### Печатные издания
На 2020 год в Тольятти выходят следующие общегородские печатные издания: муниципальная газета «Городские Ведомости», также частные издания: «Площадь Свободы», «Хронограф Тольятти», «Вольный Город», деловая газета «Понедельник», бесплатные рекламно-информационные издания: газета «Презент», «Миллион», «Тольяттинский навигатор», «АвтоСреда Тольятти». Журналы «Топ Менеджмент», «Премьер Эксперт» и «Город». Корпоративные издания: «Волжский автостроитель» («АВТОВАЗ»), «Волжский химик» («ТОАЗ»), «Газета Призыв» («Куйбышевазот»), «Волжский машиностроитель» («ВЦМ»), а также студенческие газеты ТолГУ, «Актуальная Газета» Тольяттинской академии управления, «Церковный вестник» (Православный институт).
Ранее прекратили свои издания: «Тольяттинское обозрение», семейная газета «Домашний советник», «Город на Волге» (бывший «Тольятти-Вечёрок»), «Газета Тольятти», «ТВ-Пресс Неделя Тольятти», «Плошка», «Честь имею» (УМВД по г. Тольятти), «Панорама Тольятти», «Спортивное обозрение Самарской губернии», «Постскриптум Тольятти», «Вести региона».

### Радио
В городе вещают 31 радиостанций:
- 87,5 FM — Вести FM
- 88,0 FM — Русское радио
- 88,4 FM — Радио ENERGY
- 88,9 FM — Радио России / ГТРК Самара
- 90,4 FM — Ретро FM
- 90,8 FM — Радио Маяк
- 91,3 FM — Европа Плюс
- 91,9 FM — Самарское Губернское Радио (Радио Губерния)
- 92,7 FM — Радио Искатель
- 94,0 FM — Радио 7 на семи холмах
- 94,9 FM — Радио Вера
- 95,5 FM — Studio 21
- 96,0 FM — Авторадио
- 96,6 FM — Наше радио
- 97,0 FM — Детское радио
- 98,9 FM — Радио МИР
- 99,4 FM — Дорожное радио
- 100,1 FM — Love Radio
- 100,5 FM — Радио Гордость
- 101,2 FM — Маруся FM
- 102,3 FM — Радио Август
- 102,7 FM — Радио Ваня
- 103,2 FM — DFM
- 104,0 FM — Радио Рекорд
- 104,4 FM — Like FM
- 105,2 FM — Радио Дача
- 105,7 FM — Юмор FM
- 106,4 FM — Новое радио
- 106,9 FM — Радио ОМЕГА
- 107,4 FM — Радио Калина Красная
- 107,9 FM — Радио Монте-Карло

В 1992—2006 гг. на частоте 68,69 УКВ существовала местная радиостанция «Волга Альянс», переименованная в «Тольятти Информ», вещание и студия которой располагалось в лицее N 37.
До 2007 года в городе существовало муниципальное проводное радио МУ «Радио Тольятти» под руководством Алексея Орлина и местное Радио «Свежий Ветер».
Единственной радиостанцией с полностью местным вещанием является появившееся 9 августа 1993 года «Радио Август». На остальных радиостанциях широко используются местные вставки с новостями, прогнозом погоды и рекламой. На некоторых каналах местными также являются программы по заявкам.
Кроме того, имеется три канала проводного радио.

## Связь

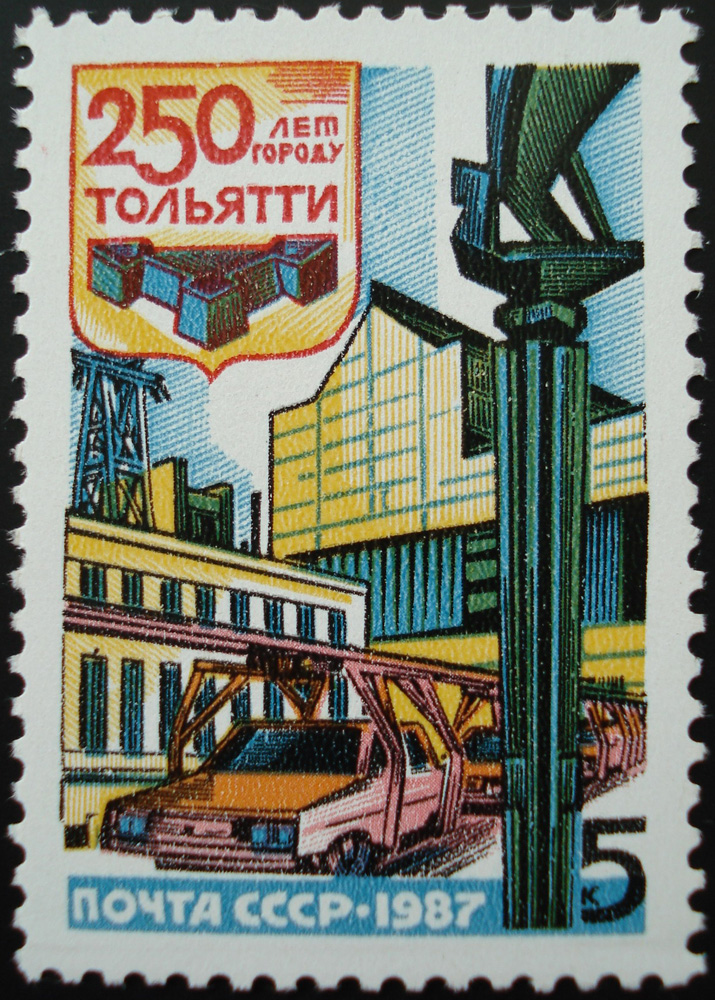
Почтовая марка СССР, 1987 год. 250-летие города: стилизованные изображения Жигулёвской ГЭС, стелы, главного конвейера и металлургического корпуса ВАЗ

### Стационарная связь
В Тольятти 6-значные телефонные номера. Телефонный код города — 8482. Основным интернет провайдером и оператором стационарной связи является филиал ОАО «Ростелеком» — поглотивший местную «Атака Высоких Технологий», «Тольятти-телеком» и «АИСТ».
Также в городе существуют операторы «Инфолада», «Инфопак». Имеются федеральные операторы фиксированной связи «Комстар» и «Голден Телеком».
Всего в городе по состоянию на 1 апреля 2010 года установлено 271,4 тыс. телефонов, из которых у населения 223,8 тыс. телефонов (на 1 июля 2007 эти числа соответственно составляли 263,9 тыс. и 221,1 тыс.). Обеспеченность населения Тольятти квартирными телефонами составляет 37 телефонов на 100 жителей (30,8 в 2007 году).
Слабо развита таксофонная сеть. Данный вид услуг низкорентабелен для операторов в связи со сложностью и длительностью получения компенсации из федерального бюджета. Только один оператор — ОАО «Ростелеком» оказывает подобные услуги.

### Мобильная связь
Услуги сотовой связи стандарта GSM в городе предоставляют пять операторов: Билайн, МТС, МегаФон, Tele 2, Ростелеком (до 2016 года СМАРТС).
Количество реализованных SIM-карт сотовой связи на 1 апреля 2010 года составила около 1250 тыс. единиц, таким образом на 1000 жителей города приходится 1570 номеров мобильной связи.

### Интернет
Динамично развивается рынок новых высокотехнологичных услуг связи: в первую очередь предоставления широкополосного доступа (ШПД) к сети Интернет преимущественно по технологиям ADSL и Ethernet. В Тольятти присутствуют магистральные Интернет-операторы «ТК-Телеком», «РТКомм.РУ» и «Транстелеком», имеются намерения прийти в город и у других.
Услуги интернета в городе предоставляют: Другой Телеком, Аист, Ростелеком, Инфолада, Айдо Телеком, а также Билайн, Мегафон и МТС в виде USB-модемов. Ранее существовавшие компании Тольятти Телеком (до 01 ноября 2017 года) и ВолгаТелеком (до 2011 года), которые прекратили свою деятельность в результате присоединения к Ростелеком.

## Религия

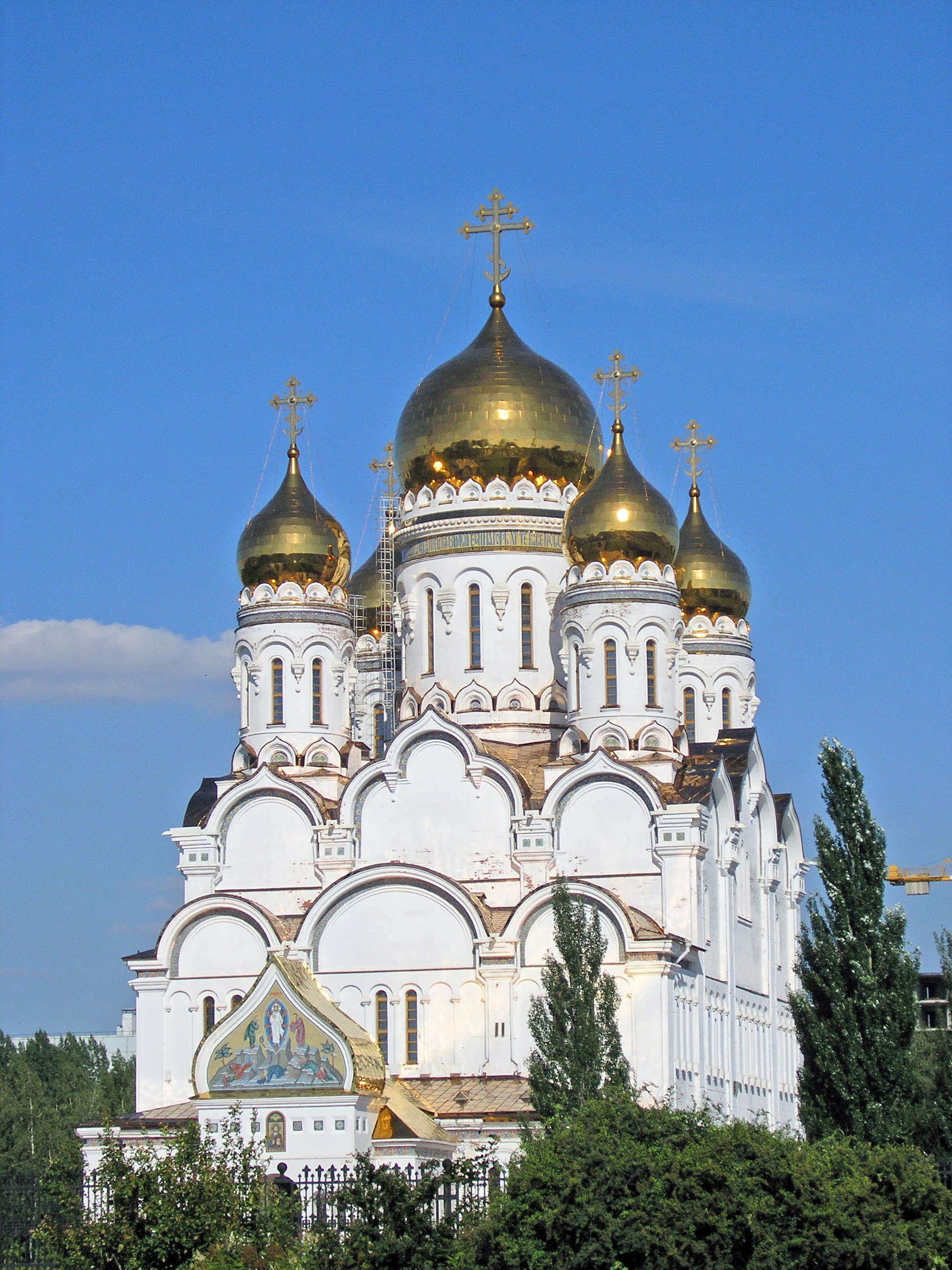
Спасо-Преображенский собор

Тольятти — многонациональный и многоконфессиональный город. Больше всего в городе православных христиан. Мусульмане — вторая по численности группа верующих.

### Православные храмы
Первый храм в современном Тольятти был построен только в 1985 году.
Крупнейшие православные храмы Тольятти:
- Храм во имя Казанской иконы Божией Матери,
- Спасо-Преображенский собор,
- Храм в честь Святителя Тихона, Патриарха Московского и всея Руси,
- Благовещенский храм,
- Храм Успения Пресвятой Богородицы.

Действуют мужской монастырь и православная классическая гимназия. В Тольятти строится Поволжский православный институт.
Часть храмов ещё строится, для некоторых пока лишь отведено место под строительство.

### Мечети
- Тольяттинская соборная мечеть располагается в Центральном районе города. Построена всего за два года и открыта в 1996 году.

### Прочие конфессии
Также в городе действуют организации практически всех основных религий: Армянская Апостольская Церковь, старообрядцев, католиков, иудеев, протестантов, буддистов и прочих.

## Почётные граждане городского округа Тольятти
Список на 27 мая 2022 года:
- Абрамов Николай Вартанович — бывший генеральный директор АО «Синтезкаучук»
- Агатицкий Иван Алексеевич — Лично-почётный гражданин города Ставрополя
- Алсуфьев Николай Васильевич — Лично-почётный гражданин города Ставрополя
- Антипашин Николай Михайлович — бывший генеральный директор АООТ «Волгоэнергостройпром»
- Архангельский Иринарх Ферапонтович — потомственный Почётный гражданин города Ставрополя
- Богдановский Митрофан Филиппович — Лично-почётный гражданин города Ставрополя
- Богородицкий Иван Васильевич — Лично-почётный гражданин города Ставрополя
- Богряков Валентин Васильевич — генеральный директор ЗАО «Энергетика и Связь Строительства»
- Брянчанинов Александр Семёнович — Губернатор Самары. Почётный гражданин города Ставрополя
- Бурматов Михаил Александрович — председатель Ставропольского райисполкома в 1950—1953 годах
- Быстрицкий Иван Андреевич — потомственный Почётный гражданин города Ставрополя
- Введенский Виктор Иванович — потомственный Почётный гражданин города Ставрополя
- Вильчик Виталий Андреевич — исполнительный вице-президент по производству и техническому развитию ОАО «АВТОВАЗ»
- Волошин Анатолий Парфирьевич — председатель правления ЗАО КБ «ФИА-БАНК»
- Герасименко Виктор Иванович — генеральный директор ОАО «КуйбышевАзот»
- Гнадеберг Арнольд Густавович — потомственный Почётный гражданин города Ставрополя
- Горб Галина Ивановна — заведующая кардиологическим отделением № 1, врач-кардиолог
- Гройсман Виталий Александрович — главный врач МУЗ «Городская больница № 1»
- Гусев Владимир Геннадьевич — генеральный директор ЗАО «Тольяттистройзаказчик»
- Данилова Татьяна Алексеевна — бывшая заведующая женской консультацией городской больницы № 2
- Демидовцев Марк Васильевич — помощник вице-президента по техническому развитию ОАО «АВТОВАЗ»
- Дернов Иван (Иона) Яковлевич — Лично-почётный гражданин города Ставрополя
- Доливо-Добровольский Владимир Николаевич — Почётный гражданин города Ставрополя
- Дроздов Глеб Борисович — художественный руководитель и главный режиссёр театра «Колесо», народный артист России, лауреат Государственной премии России
- Дударев Николай Степанович — потомственный Почётный гражданин города Ставрополя
- Дьячков Сергей Германович — социолог, общественный деятель, председатель общественной организации инвалидов «Фонд Дьячкова»
- Дюпина Елизавета Васильевна — бывший главный врач Комсомольской больницы
- Елпидин Андрей Павлович — Лично-почётный гражданин города Ставрополя
- Жилинский Александр Ианнуарьевич — статский советник. Лично-почётный гражданин города Ставрополя
- Золотов Матвей Григорьевич — каменщик Жилстроя управления «Куйбышевгидрострой»
- Иванеев Николай Иосифович — потомственный Почётный гражданин города Ставрополя
- Иванов Валерий Евгеньевич (посмертно) — главный редактор газеты «Тольяттинское обозрение» с 1996 по 2002 год
- Каданников Владимир Васильевич — генеральный директор АО «АВТОВАЗ» (1988—1996 гг.)
- Клейменов Семён Васильевич — наладчик автоматических линий АО «АвтоВАЗ»
- Кожемякин Вениамин Ефимович — почётный сотрудник государственной безопасности, полковник в отставке
- Кольцов Василий Васильевич — Лично-почётный гражданин города Ставрополя
- Красюк Иван Андреевич — первый генеральный директор ОАО «Куйбышевазот»
- Крестовский Константин Михайлович — Лично-почётный гражданин города Ставрополя
- Кубринский Алексей Петрович — Лично-почётный гражданин города Ставрополя
- Ландо Николай Евгеньевич — Лично-почётный гражданин города Ставрополя
- Ледомский Яков Иванович — Лично-почётный гражданин города Ставрополя
- Лескин Анатолий Степанович — врач-хирург городской клинической больницы № 5 «МедВАЗ»
- Лещинер Бенцион Борух Мордкович (Борис Матвеевич) — бывший заместитель начальника управления «Куйбышевгидростроя» по снабжению и транспорту
- Лямин Леонид Иванович — газорезчик цеха № 5 СВПО «Трансформатор»
- Ляченков Николай Васильевич — бывший первый вице-президент — первый заместитель генерального директора АО «АВТОВАЗ»
- Манихин Николай Александрович — протоиерей Русской Православной Церкви, Благочинный Тольяттинского Центрального округа
- Махлай Владимир Николаевич — президент ЗАО "Корпорация «Тольяттиазот»
- Мышкина Мария Иосифовна — заслуженный учитель РСФСР, ветеран педагогического труда
- Наумов Александр Николаевич — земский начальник Ставрополя. Почётный гражданин города Ставрополя
- Немов Алексей Юрьевич — четырёхкратный Олимпийский чемпион, победитель чемпионатов мира и Европы по спортивной гимнастике
- Николаев Алексей Васильевич — президент-генеральный директор АО «АвтоВАЗ», председатель Совета директоров АО «АвтоВАЗ»
- Николко Евгений Григорьевич — тренер по спортивной гимнастике
- Огарков Анатолий Аркадьевич — советник генерального директора ПАО «КуйбышевАзот»
- Очиров Сергей Васильевич — начальник службы в Тольятти Управления Федеральной службы безопасности Российской Федерации по Самарской области
- Парадоксов Клавдий Александрович — Лично-почётный гражданин города Ставрополя
- Парфёнов Александр Фёдорович — Лично-почётный гражданин города Ставрополя
- Перевезенцев Сергей Николаевич
- Покровский Фёдор Фёдорович — потомственный Почётный гражданин города Ставрополя
- Поляков Виктор Николаевич — бывший генеральный директор ВАЗа
- Померанцев Яков Алексеевич — потомственный Почётный гражданин города Ставрополя
- Померанцева Инесса Николаевна — врач-окулист
- Потехин Павел Николаевич — первый заместитель председателя горисполкома до 1989 года
- Похлёбкин Николай Иванович — Герой Социалистического Труда, ветеран Великой Отечественной войны
- Прусов Пётр Михайлович — главный конструктор АО «АВТОВАЗ» (1998—2003 гг.), создатель автомобиля «Нива»
- Разумов Борис Иванович — Лично-почётный гражданин города Ставрополя
- Разумовский Николай Павлович — Лично-почётный гражданин города Ставрополя
- Резников Арон Наумович — первый ректор Тольяттинского политехнического института
- Резов Юрий Михайлович — советник генерального директора ОАО «Трансформатор»
- Рождественский Алексей Фёдорович — Лично-почётный гражданин города Ставрополя
- Романов Кузьма Григорьевич — Лично-почётный гражданин города Ставрополя
- Савинова Валентина Никифоровна — бригадир комплексной бригады отделочников Жилстроя-3 управления «Куйбышевгидрострой»
- Свердлов Владимир Михайлович — директор муниципального образовательного учреждения среднего (полного) общего и дополнительного образования «Музыкальная Академическая гимназия»
- Семизоров Николай Фёдорович — начальник управления «Куйбышевгидрострой» в 1962—1987 годах
- Соколов Александр Николаевич — потомственный Почётный гражданин города Ставрополя
- Сосновский Сергей Александрович — предводитель дворянства, почётный мировой судья Ставропольского уезда. Почётный гражданин города Ставрополя
- Спиваков Владимир Теодорович — народный артист СССР, лауреат Государственной премии, кавалер ордена Почётного легиона
- Топорнин Александр Илларионович — потомственный Почётный гражданин города Ставрополя
- Троицкий Владимир Николаевич — потомственный Почётный гражданин города Ставрополя
- Тураев Александр Михайлович — заместитель директора по учебной части в средней политехнической школе № 17, первый краевед
- Утехин Дмитрий Алексеевич — Лично-почётный гражданин города Ставрополя
- Фролов Александр Васильевич — потомственный Почётный гражданин города Ставрополя
- Фролов Александр Сергеевич — заместитель главного врача по онкологии государственного бюджетного учреждения здравоохранения Самарской области «Тольяттинская городская клиническая больница № 5»
- Хуторская Наталья Николаевна — заместитель главного врача по акушерству и гинекологии Государственного бюджетного учреждения здравоохранения Самарской области «Тольяттинская городская клиническая больница № 5»
- Цыгуров Геннадий Фёдорович — главный тренер хоккейной команды «Лада» с 1990 по 1999 год
- Черников Фёдор Николаевич — Лично-почётный гражданин города Ставрополя
- Юрьев Василий Дмитриевич — потомственный Почётный гражданин города Ставрополя
- Якунин Владимир Васильевич — Губернатор Самары. Почётный гражданин города Ставрополя
- Ясинский Александр Ибрагимович — заместитель директора научно-технического центра ВАЗа, с 1999 года возглавил Совет ветеранов войны и труда ОАО «АВТОВАЗ»

## Преступность
В 1 полугодии 2007 года зарегистрировано 11,8 тыс. преступлений, расследовано 6,5 тыс. преступлений или 55,4 % от числа зарегистрированных. В процентном соотношении от зарегистрированных виды преступлений распределяются следующим образом:
- кражи — 34,3 %;
- тяжкие и особо тяжкие преступления — 14,7 %;
- мошенничества — 13,6 %;
- грабежи — 7,6 %;
- незаконный оборот наркотиков — 7,1 %.

### Организованная преступность

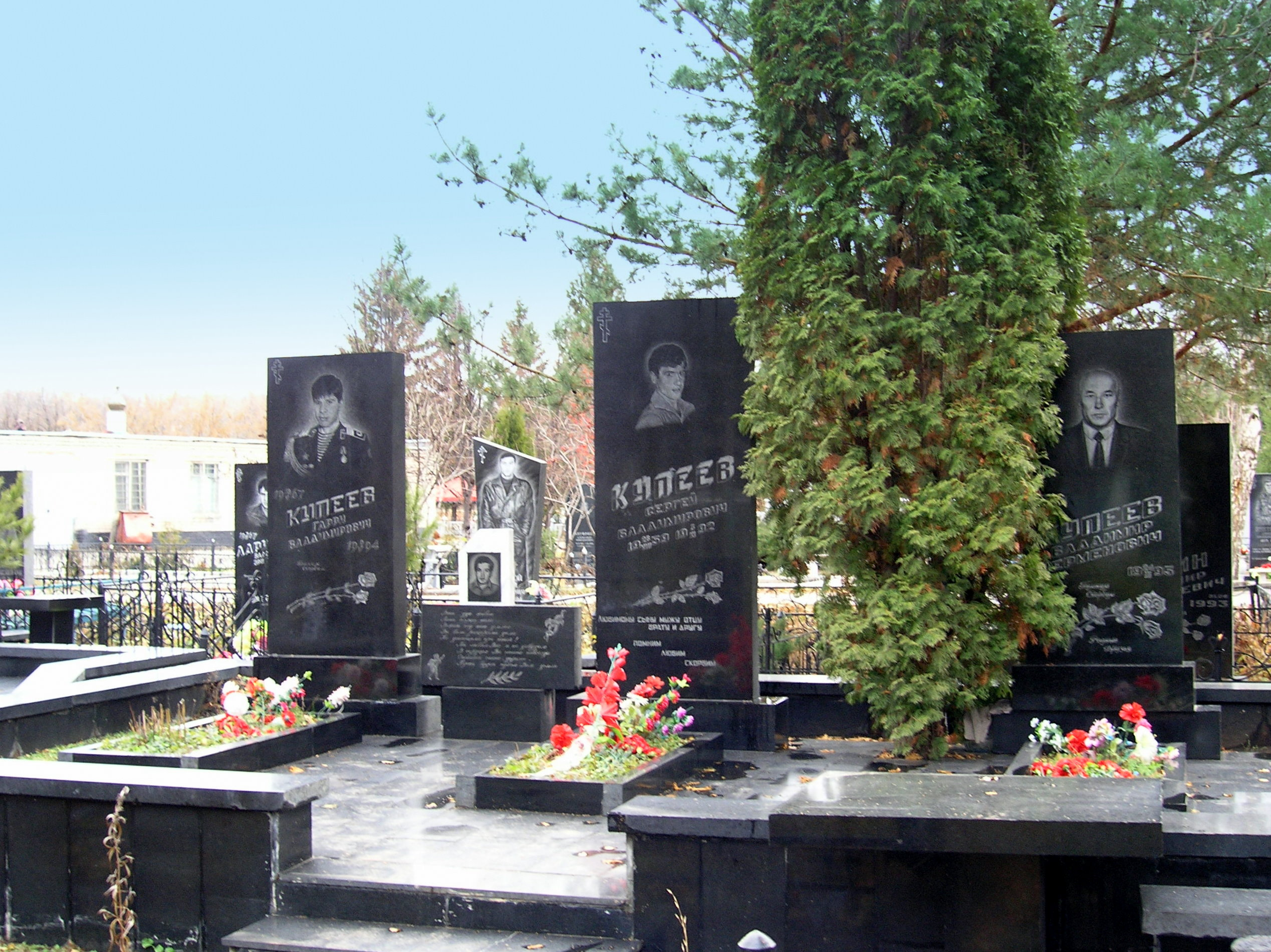
Могилы семьи Купеевых, известных криминальных деятелей начала 1990-х гг

Город Тольятти считался прессой одним из самых криминальных в России. Согласно публикациям в ряде СМИ и свидетельствам жителей города, в Тольятти развита организованная преступность, основанная на торговле ворованными с «АвтоВАЗ» запчастями к автомобилям, самими автомобилями и автокомпонентами. Было снято несколько документальных фильмов из серии «Криминальная Россия», посвящённых преступности в Тольятти, где описывались рэкетирские войны, произошедшие в Тольятти в 1990-е годы и унёсшие жизни многих людей. В разборках гибли преступники, милиционеры, журналисты, неоднократно случалось, что под пули попадали и случайные прохожие.
На городском Баныкинском кладбище Тольятти существует две «аллеи героев»: официальная, где похоронены погибшие в горячих точках, и неофициальная, где похоронены участники криминальных войн в самом Тольятти. Последняя намного обширнее и монументальнее, она известна далеко за пределами Тольятти, на неё порой приходят посмотреть даже гости города.
Часть преступников была поймана и осуждена, очень многие были убиты, но многие известные криминальные авторитеты по-прежнему находятся в розыске.

### Взрыв автобуса 31 октября 2007 года
В среду 31 октября 2007 года, в 8 часов 17 минут по местному времени на перекрёстке улиц Карла Маркса и Гагарина произошёл взрыв рейсового пассажирского автобуса. Погибло 8 человек, ранено более 60. Несмотря на появившиеся сразу после происшествия версии, следствие установило, что случившееся не является террористическим актом.
Виновным был признан один из погибших, 21-летний химик-любитель Евгений Вахрушев, на квартире которого были обнаружены нитроглицерин и другие улики. Основная версия — неосторожное обращение со взрывчаткой.

## Города-побратимы
- Вольфсбург, Германия (август 1991)
- Казанлык, Болгария (март 1995)
- Кольмар, Франция (июль 1996)
- Лоян, Китай (апрель 2000)
- Мингечевир, Азербайджан (сентябрь 2005)
- Надьканижа, Венгрия (июнь 1998)
- Пьяченца, Италия (2014)
- Флинт, США (17 июня 1992)

Также имеются города-партнёры:

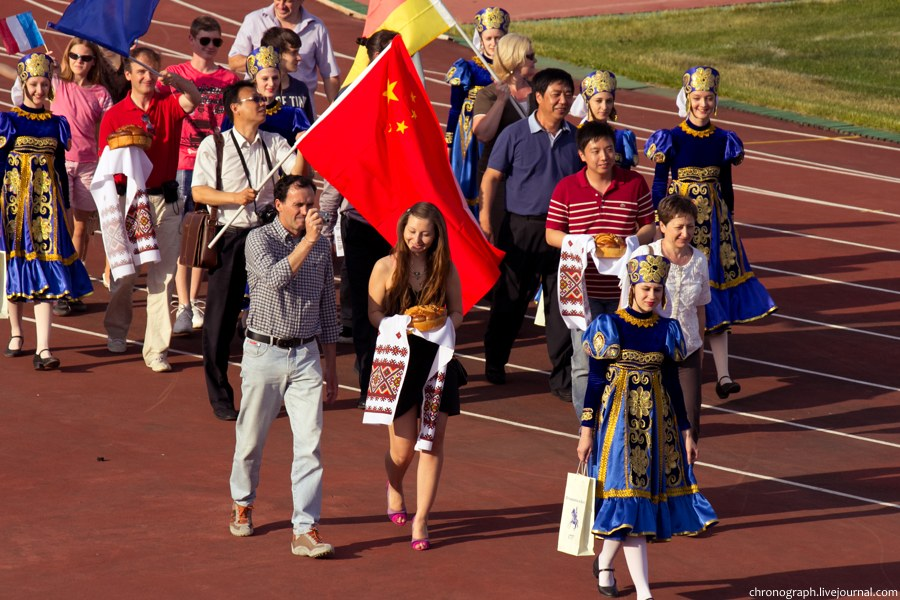
Китайская делегация на праздновании дня города Тольятти

- Кольмар (фр. Colmar), Франция, с июля 1996 г.
- Надьканижа (венг. Nagykanizsa, хорв. Kaniža), Венгрия, с июня 1998 г.
- Ново-Место (словен. Novo mesto), Словения[212].
- Набережные Челны, Россия, с мая 2016[213]

## Объекты, названные в честь города

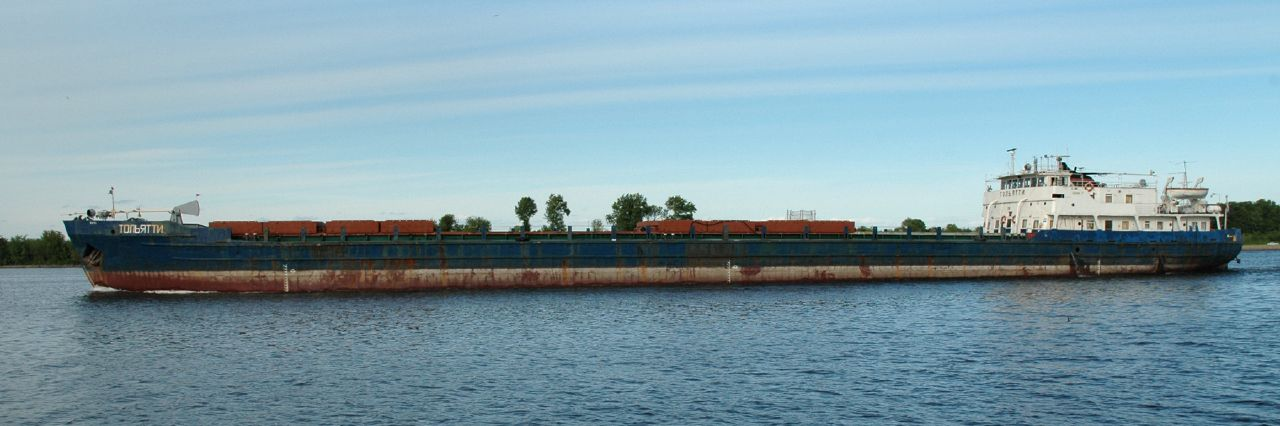
Сухогруз «Тольятти»

В честь города Тольятти были названы несколько судов:
- грузовой теплоход «Тольятти», грузоподъёмность 2000 т., построен в Чехословакии в 1967 году.
- пограничный сторожевой корабль П-804 19 января 1996 г. был переименован в «Тольятти».
- портовый рейдовый буксир-кантовщик «Тольятти», построенный в 2004 году[215].